# Histoire de la Formule 1
L'histoire de la Formule 1 trouve son origine dans les courses automobiles disputées en Europe dans les années 1920 et 1930. Elle commence réellement en 1946 avec l'uniformisation des règles voulue par la Commission sportive internationale de la Fédération internationale de l'automobile (FIA) et la création de la « Formule de Course Internationale no 1 », pour indiquer la qualité optimale, comprimée en Formule 1. Un championnat du monde de Formule 1 est créé en 1950 puis une coupe des constructeurs en 1958 (qui devient le Championnat du monde des constructeurs à partir de 1982).
L'évolution de la discipline est étroitement liée à celle des performances des voitures et de la réglementation technique des compétitions. Bien que le gain du Championnat du monde reste le principal objectif, de nombreuses courses de Formule 1 ont eu lieu sans être incluses au Championnat du monde (compétitions hors championnat). La dernière en date, disputée à Brands Hatch, s'est déroulée en 1983. Des championnats nationaux ont également été organisés en Afrique du Sud et au Royaume-Uni dans les années 1960 et 1970.

## Débuts (1950-1957)

### Premiers championnats du monde (1950-1951)
En 1949, la Fédération internationale de motocyclisme organise le premier Championnat du monde de Grand Prix moto. En 1950, la Fédération internationale de l'automobile (FIA) l'imite en organisant le championnat du monde des pilotes automobiles qui adopte les règlements techniques et sportifs de la Formule 1. Le championnat se déroule en six Grands Prix en Europe de l'Ouest, plus la course de l'Indianapolis 500. Il ne s'agit en fait que d'institutionnaliser et regrouper les épreuves les plus prestigieuses (reconnues sous le nom de Grandes Épreuves dans la première moitié du XXe siècle) sous une bannière commune. Seuls les quatre meilleurs résultats de chaque pilote sont retenus, les points étant distribués ainsi : 8, 6, 4, 3, 2 du premier au cinquième. L'auteur du meilleur tour en course est gratifié d'un point supplémentaire et les points sont partagés si plusieurs pilotes se relaient sur une même monoplace. Les monoplaces arborent leur livrée nationale (bleu de France, vert britannique, jaune pour la Belgique, blanc pour l'Allemagne, rouge pour l'Italie…). Les écuries italiennes Alfa Romeo,, Ferrari, et Maserati, sont les plus aguerries et dominent les premières années du championnat. D'autres constructeurs, comme le Français Talbot ou le projet britannique BRM rencontrent beaucoup moins de succès. De nombreuses écuries privées (qui ne construisent ni le châssis ni le moteur de leur monoplace) participent également aux courses.

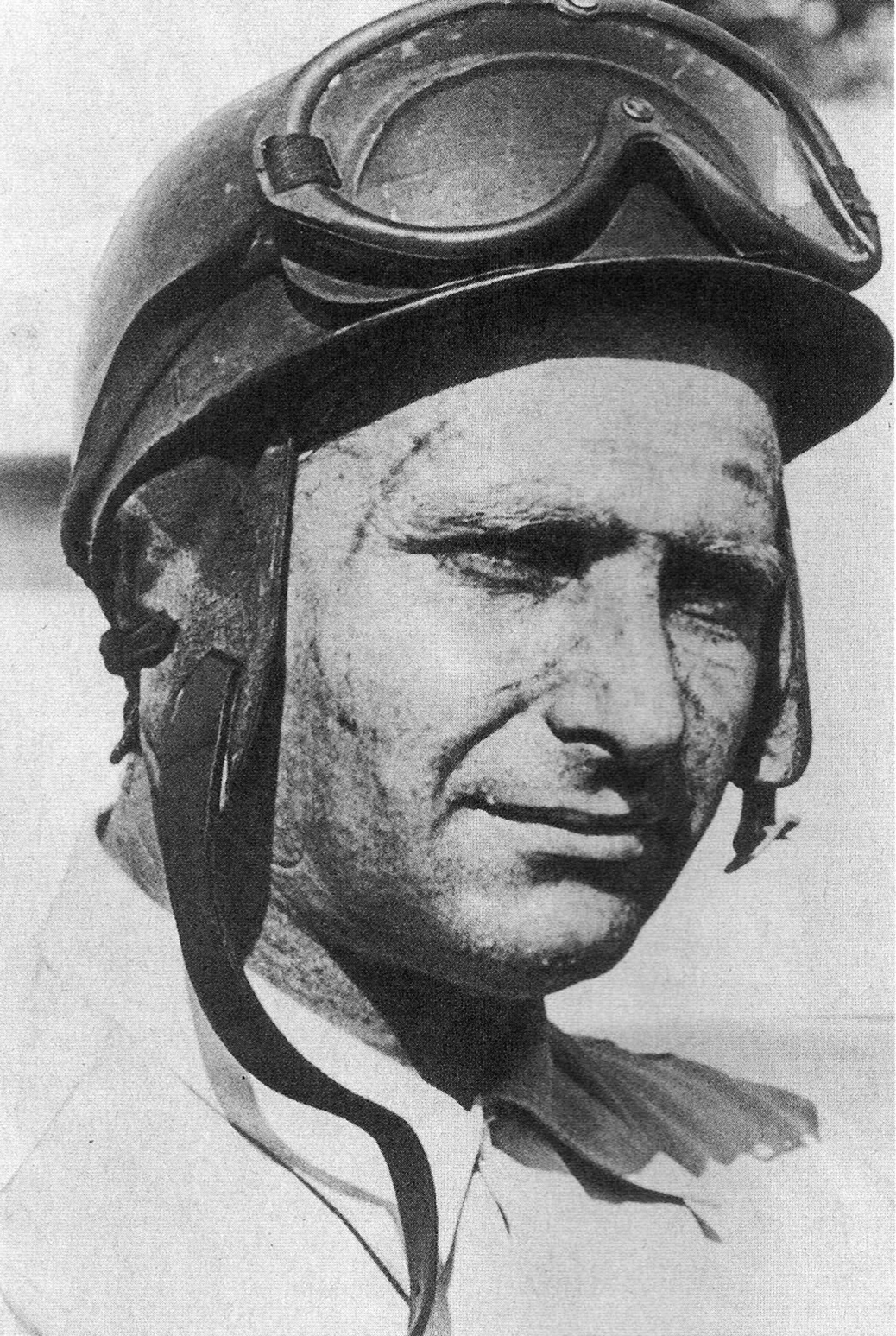
Juan Manuel Fangio remporte son premier titre en 1951

La Seconde Guerre mondiale a laissé l'Europe exsangue et la création d'un championnat du monde de Formule 1 relève d'une douce utopie tant les constructeurs d'avant-guerre semblent désorganisés. Les constructeurs et les pilotes allemands sont absents, les principaux concurrents sont italiens. Symbole des difficultés de la Formule 1 à se développer seulement cinq ans après la fin de la guerre, les Alfa-Romeo Alfetta 158 dont la conception remonte à la fin des années 1930 dominent outrageusement la saison. Sur le tracé de Silverstone, le vétéran italien Giuseppe Farina remporte le Grand Prix de Grande-Bretagne et d’Europe, première manche du nouveau championnat. En fin d'année, il devient également le premier champion du monde devant son coéquipier Juan Manuel Fangio. Les Alfa-Romeo remportent toutes les courses du championnat, la seule exception étant les 500 miles d'Indianapolis qui, s'ils sont inscrits au calendrier du championnat pour justifier son étiquette « mondiale », ont un règlement particulier qui exclut de fait toute prétention à la victoire d'une monoplace européenne. Cette course marginale du championnat disparaîtra après 1960. Une preuve de son caractère exceptionnel est que l'édition de 1950 des 500 miles a lieu seulement quatre jours avant le Grand Prix de Suisse. Et donc les équipes de Formule 1, présentes sur le circuit européen, ne peuvent pas la préparer et ne la disputent pas.
Le Grand Prix de France qui a lieu le 2 juillet 1950 sur le circuit de Reims-Gueux, voit le vainqueur Fangio recevoir des mains de Paul Chandon Moët et son cousin Frédéric Chandon de Briailles, passionnés de course automobile et producteurs locaux de champagne, un jéroboam de Moët & Chandon. Ce sponsoring se poursuit les années suivantes dans beaucoup de courses automobiles, le rituel de la douche au champagne apparaissant lors des 24 Heures du Mans 1966 : sur le podium, le Suisse Jo Siffert agite son salmanazar démuselé mais les organisateurs ont oublié de le mettre au frais, si bien que le bouchon saute, et une douche de champagne arrose le public massé au pied du podium.
En 1951, Juan Manuel Fangio succède à Farina au palmarès sur une évolution de l'Alfetta 158, le modèle 159. Le pilote argentin a néanmoins subi tout au long de l'année la montée en puissance de Ferrari qui remporte sa première victoire au Grand Prix de Grande-Bretagne, grâce à l'Argentin José Froilán González sur Ferrari 375. L'engagement d'Alfa Romeo en compétition automobile s'appuie sur un budget modeste, une technologie d'avant-guerre et l'utilisation de matériel pour deux saisons (l'écurie a remporté deux championnats avec seulement neuf blocs moteurs d'avant-guerre). Les dirigeants d'Alfa Romeo, société désormais sous tutelle de l'État italien, comprennent que leur monoplace est désormais dépassée et ne pourra plus s'illustrer. Après le refus du gouvernement italien de financer la réalisation onéreuse d'un nouveau modèle, l'écurie choisit de se retirer après deux succès consécutifs.

### Championnat du monde sur Formule 2 (1952-1953)

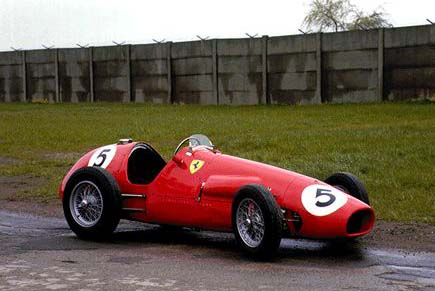
La Ferrari F500 F2 d'Alberto Ascari, champion du monde 1952 et 1953

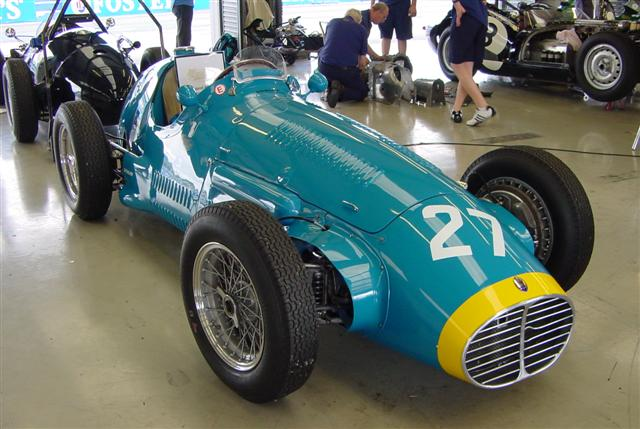
Maserati A6GCM, principale rivale de la Ferrari 500 (ici celle du Prince Bira)

En 1952, le retrait d'Alfa Romeo plonge les organisateurs du championnat dans le doute : le plateau des Grands Prix risque de devenir squelettique. En effet, en Angleterre, le projet BRM à moteur à 16 cylindres en V tarde. En France, Talbot n'a pas investi pour remplacer ses monoplaces, et Gordini vient de perdre le soutien de Simca, sans lequel il ne peut se lancer dans la réalisation d'une nouvelle monoplace. La solution va être dictée par les organisateurs français de Grands Prix (Pau, Marseille, Reims…) qui se sont regroupés pour mettre sur pied un « Trophée des Grands Prix de France » disputé sur huit épreuves et réservé aux Formule 2. Ferrari y inscrit trois voitures officielles, Gordini dispose d'une Formule 2 inédite et l'écurie HWM est également engagée. Faute de mieux, la Commission sportive internationale reprend cette idée à son compte avec l'aval des organisateurs français et décide que les championnats du monde 1952 et 1953 se disputeront selon le règlement technique de la Formule 2. Si de nombreuses écuries s'engagent et garnissent les plateaux (Gordini, Veritas, Frazer-Nash, Ferrari, Cooper, HWM, Maserati, ERA, Alta…), ce qui est le but initial, les Ferrari 500 dominent la concurrence. Ainsi, en 1952, Alberto Ascari, en sept départs en championnat du monde sur sa Ferrari 500, réalise six pole positions, cinq meilleurs tours en course et remporte six courses. Avec le concours de ses coéquipiers Piero Taruffi, Giuseppe Farina et Rudi Fischer, la Scuderia signe toutes les pole positions, tous les meilleurs tours en course et toutes les victoires (hors Indianapolis) de la saison.
La saison 1953 débute le 18 janvier par le Grand Prix d'Argentine, première épreuve non européenne, les 500 Miles d'Indianapolis exceptés. Dorénavant chaque saison comptera à son calendrier au moins une épreuve disputée hors d'Europe (le Grand Prix du Maroc fera une courte apparition en 1958 puis le Grand Prix des États-Unis entrera au calendrier en 1959). Cette saison ressemble à la précédente, les Ferrari dominent largement les écuries rivales. Les trois premières épreuves voient Ascari remporter la victoire, mais dès le Grand Prix de Belgique, les Maserati A6GCM de Fangio (de retour à la compétition après son accident à Monza en juin 1952) et de son compatriote González s'affirment comme de sérieuses concurrentes et donnent lieu à des courses plus indécises. Le Grand Prix de l'ACF, à Reims est d'ailleurs qualifié de « course du siècle », par les observateurs présents en Champagne. Il voit le jeune pilote britannique Mike Hawthorn remporter sa première victoire en championnat du monde au terme d'une lutte de tous les instants face à la Maserati de Fangio. Après 2 heures 44 minutes de course, Hawthorn remporte l'épreuve avec une seconde d'avance sur l'Argentin, et moins de deux secondes sur Gonzalez qui complète le podium, Alberto Ascari quatrième ne pointe qu'à dix secondes du vainqueur. Si les Maserati ont donné du fil à retordre à la Scuderia Ferrari, celle-ci n'en a pas moins signé six pole positions, cinq meilleurs tours en courses et sept victoires. Les monoplaces au « petit cheval cabré » ont remporté quatorze des seize manches des championnats 1952 et 1953, permettant ainsi à Alberto Ascari de devenir double champion du monde de la discipline. Il gagne également sept Grands Prix consécutifs. Hors championnat du monde, le palmarès des Ferrari est tout aussi impressionnant par ses vingt-deux victoires avec la Ferrari Formule 2 en 1952-1953.

### Retour à la réglementation Formule 1 (1954-1957)

#### Saisons 1954-1955

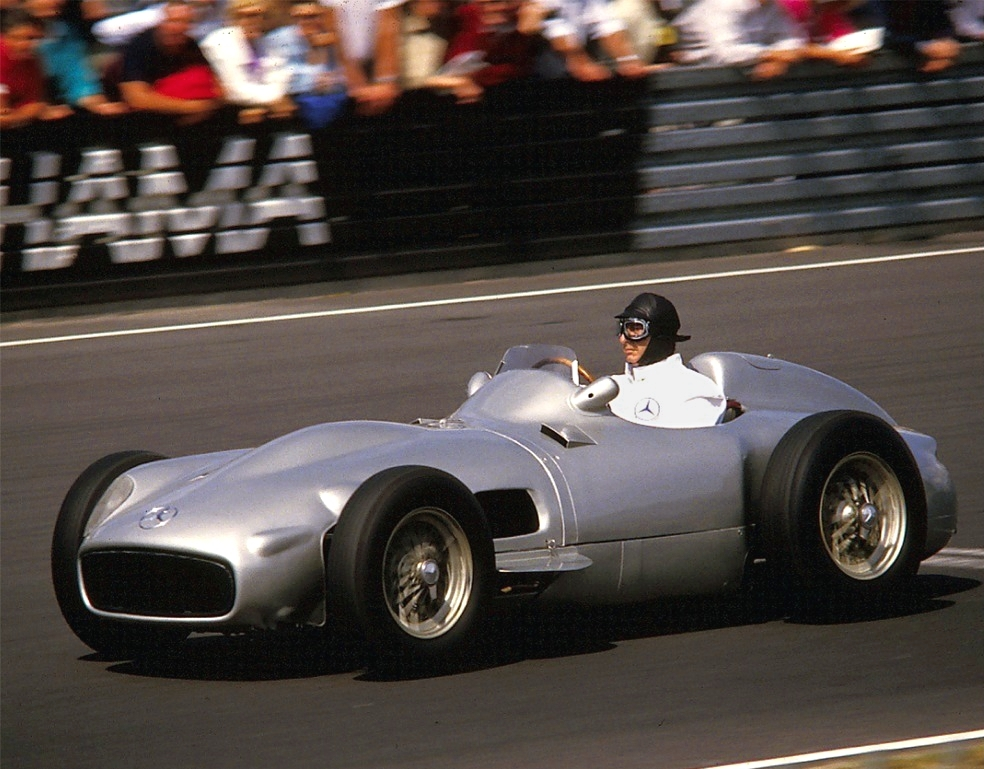
En 1986, Juan Manuel Fangio reprend le volant de la Mercedes-Benz W196 qui l'a mené au titre mondial en 1954 et 1955

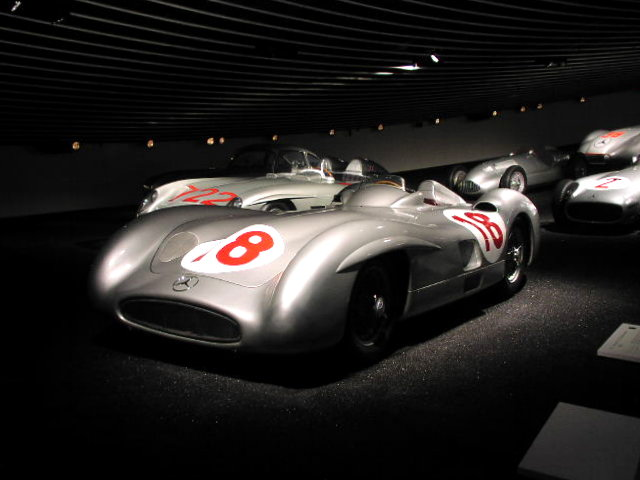
La même Mercedes-Benz W196 en version carénée pour les circuits rapides

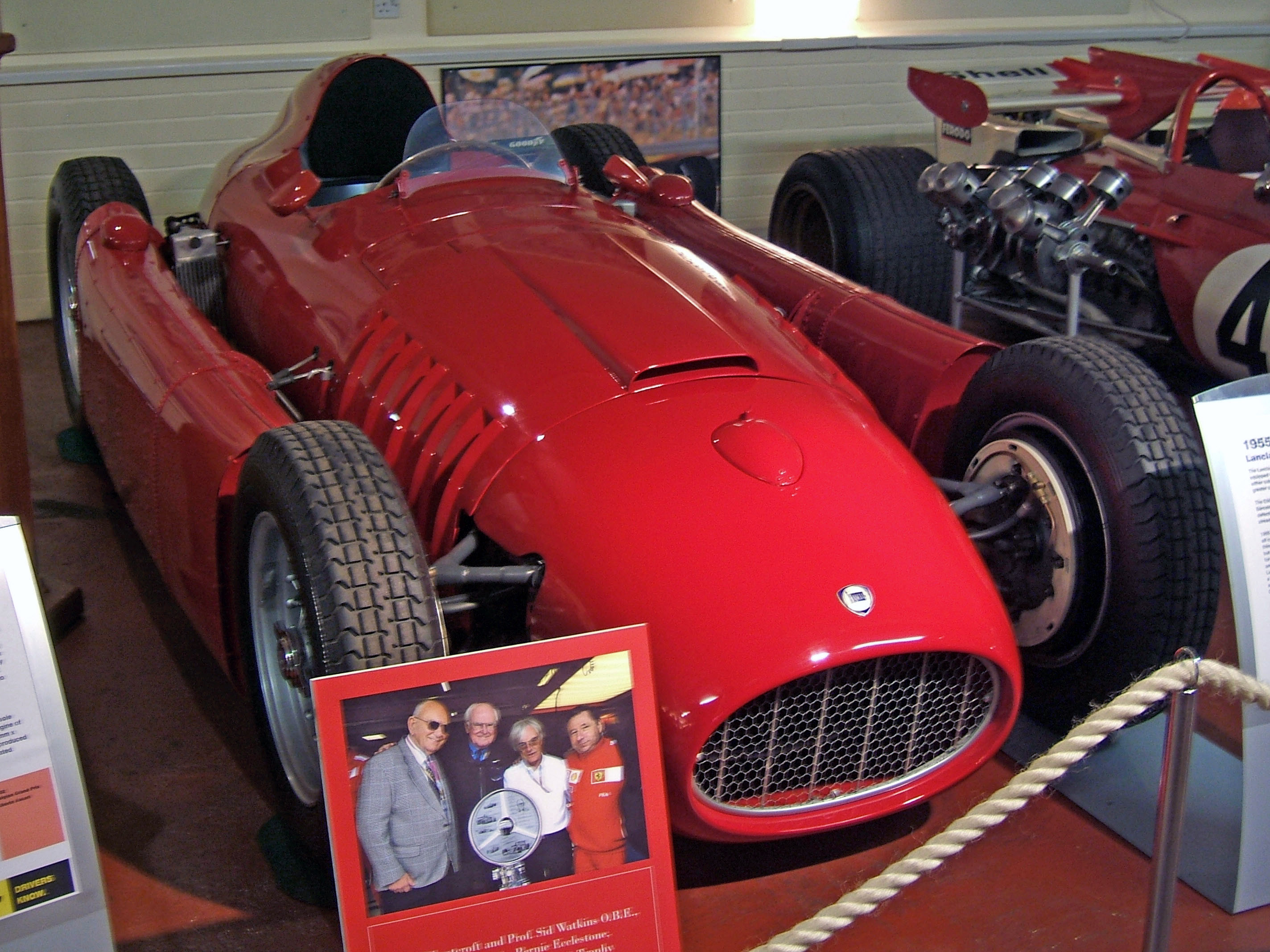
Lancia D50 de 1955, première monoplace de F1 à moteur V8 semi-porteur

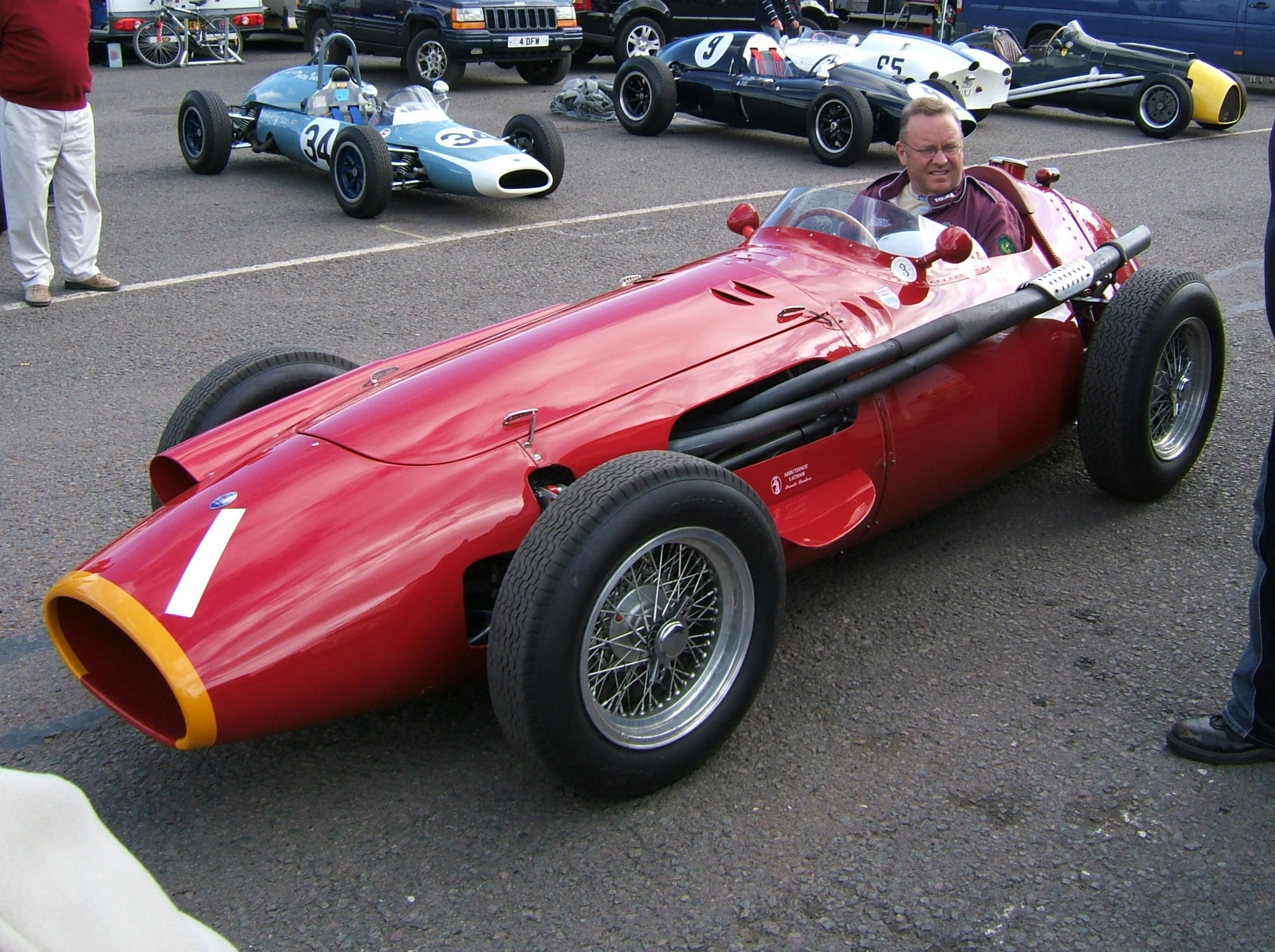
La Maserati 250F

En 1954, après deux saisons disputées sous la réglementation de la Formule 2, la cylindrée maximale autorisée passe de 2 000 à 2 500 cm3 pour les moteurs atmosphériques et à 750 cm3 pour les moteurs compressés, c'est le retour à la « vraie » Formule 1. Alors que depuis sa création le championnat se limite pour le titre et les victoires, à un duel italo-italien (Alfa Romeo contre Ferrari puis Ferrari contre Maserati), la concurrence étrangère prend forme en 1954 avec l'arrivée de Mercedes tandis que les Italiens de Lancia sont annoncés en cours de saison. Le nouveau règlement conduit à l'adoption de solutions techniques radicalement nouvelles. Ainsi, la Lancia D50 est la première monoplace de Formule 1 mue par un 8 cylindres en V semi-porteur qui participe à la rigidité du châssis en recevant des éléments de fixation des suspensions, technique inédite qui ne sera reprise en Formule 1 que treize ans plus tard avec le moteur Ford-Cosworth central-arrière. La Mercedes W196 inaugure quant à elle une carrosserie enveloppante où le carénage des roues améliore l'aérodynamisme sur les circuits rapides. Les Allemands ont aussi recours à des solutions techniques innovantes et coûteuses (commande desmodromique des soupapes, injection directe, alliages perfectionnés, inclinaison prononcée du moteur pour une meilleure aérodynamique). Signe que le championnat est totalement relancé, chacun des quatre constructeurs engagés présente une monoplace aux caractéristiques différentes : V8 pour Lancia, 8 cylindres en ligne pour Mercedes, 6 cylindres en ligne pour Maserati et 4 cylindres en ligne pour Ferrari.
Les entrées en lice de Lancia et Mercedes bouleversent le marché des pilotes : le champion du monde en titre Alberto Ascari et Luigi Villoresi quittent Ferrari pour Lancia et sont remplacés par José Froilán González, de retour après deux années chez Maserati, et le Français Maurice Trintignant qui rejoignent Giuseppe Farina et Mike Hawthorn. Maserati est le grand perdant des transferts avec les départs de González et de Juan Manuel Fangio qui a signé chez Mercedes. Il entamera l'année avec Maserati avant de rejoindre Mercedes à partir du Grand Prix de France. Son compatriote Onofre Marimón est alors promu leader de la marque au Trident. Enfin, outre Juan Manuel Fangio, Mercedes alignera l'ingénieur-pilote Karl Kling, le vétéran Hermann Lang et l'espoir Hans Herrmann.
La lutte attendue entre les Lancia, les Mercedes et les Ferrari n'aura finalement pas lieu. Si la Lancia fait ses premiers tours de roues dès février les essais de mise au point s'avèrent très longs et coûteux. Ascari et Villoresi vont patienter pendant presque toute la saison puisqu'ils ne disposent de leur monture que pour disputer l'ultime Grand Prix du championnat, en Espagne. Ascari décroche immédiatement la pole position, signe le meilleur tour en course et mène l'épreuve avant de renoncer. Le changement de la réglementation est mal négocié par la Scuderia Ferrari ; la 553 Squalo à 4 cylindres en ligne de 2 000 cm3 et 190 chevaux de Aurelio Lampredi, engagée à cinq reprises ne décroche qu'une victoire pour sept abandons tandis que la 625 à quatre cylindres en ligne, 2 498 cm3 et 250 chevaux fait à peine mieux avec une victoire et onze podiums,. Entre-temps, Fangio a remporté six victoires, deux avec la Maserati et quatre avec la Mercedes, signé cinq pole positions et trois meilleurs tours en course qui lui permettent de remporter son second titre mondial. L'espoir argentin Onofre Marimón trouve la mort lors des essais du Grand Prix d'Allemagne : il est le premier pilote (hors Indianapolis 500) à trouver la mort dans le cadre d'une épreuve du Championnat du monde de F1.
En 1955, en Argentine, Fangio à domicile, remporte la manche inaugurale du championnat. Sur une piste surchauffée, il prouve qu'il est un athlète accompli en bouclant les 375 kilomètres en solitaire alors que la plupart de ses concurrents exténués se relaient (jusqu’à trois pilotes par voiture) au volant à la manière d'une course d'endurance. La course suivante, à Monaco, est historique à plusieurs points de vue. Les Lancia semblent en mesure de rivaliser avec les Mercedes qui abandonnent sur casse moteur mais Ascari n'aura pas le temps de savourer sa première place puisqu'il perd le contrôle de sa Lancia sur l'huile crachée par le moteur cassé de Moss et plonge dans les eaux du port. La course est finalement remportée par Maurice Trintignant sur Ferrari qui signe la première victoire d'un Français en championnat du monde. Quatre jours plus tard, on apprend qu'Ascari, tout juste sorti de l'hôpital après son accident de Monaco, décède à Monza en essayant une Ferrari Sport.
Mercedes domine la saison tandis que Lancia, au plus mal financièrement, ne peut disputer que trois épreuves. Mercedes réalise un doublé aux Pays-Bas dans une ambiance lourde : une semaine plus tôt, aux 24 heures du Mans 1955, la Mercedes de Pierre Levegh, en s'écrasant sur le talus qui sépare la piste des tribunes, a semé la mort : plus de quatre-vingts spectateurs ont été tués par des éléments de la voiture projetés dans le public, de quoi remettre en question l'avenir sportif de la marque. Cet événement a des conséquences sur le championnat du monde initialement prévu sur onze manches (dix Grands Prix et les 500 miles d'Indianapolis). À la suite du drame manceau, le calendrier est amputé de quatre épreuves : les Grands Prix de France, d'Allemagne, d'Espagne et de Suisse sont annulés sur décision des gouvernements nationaux concernés qui interdisent les compétitions automobiles pour raison de sécurité. Elles seront rapidement levées (sauf en Suisse, où elle persiste toujours), non sans un vrai engagement des autorités publiques et sportives à faire de la sécurité des spectateurs une priorité. Pour ce qui est de la sécurité des pilotes, il faudra encore attendre. À Aintree, Mercedes triomphe avec un quadruplé, Moss s'imposant devant Fangio pour qui cette seconde place est synonyme de titre mondial. L'ultime rendez-vous de la saison est remporté par Fangio qui signe la dernière victoire de Mercedes en Formule 1 et remporte un nouveau titre mondial. N'ayant plus rien à prouver après quinze mois d'une écrasante domination, et marquée par le drame du Mans, la firme à l'étoile annonce alors son retrait du sport automobile.

#### Saisons 1956-1957

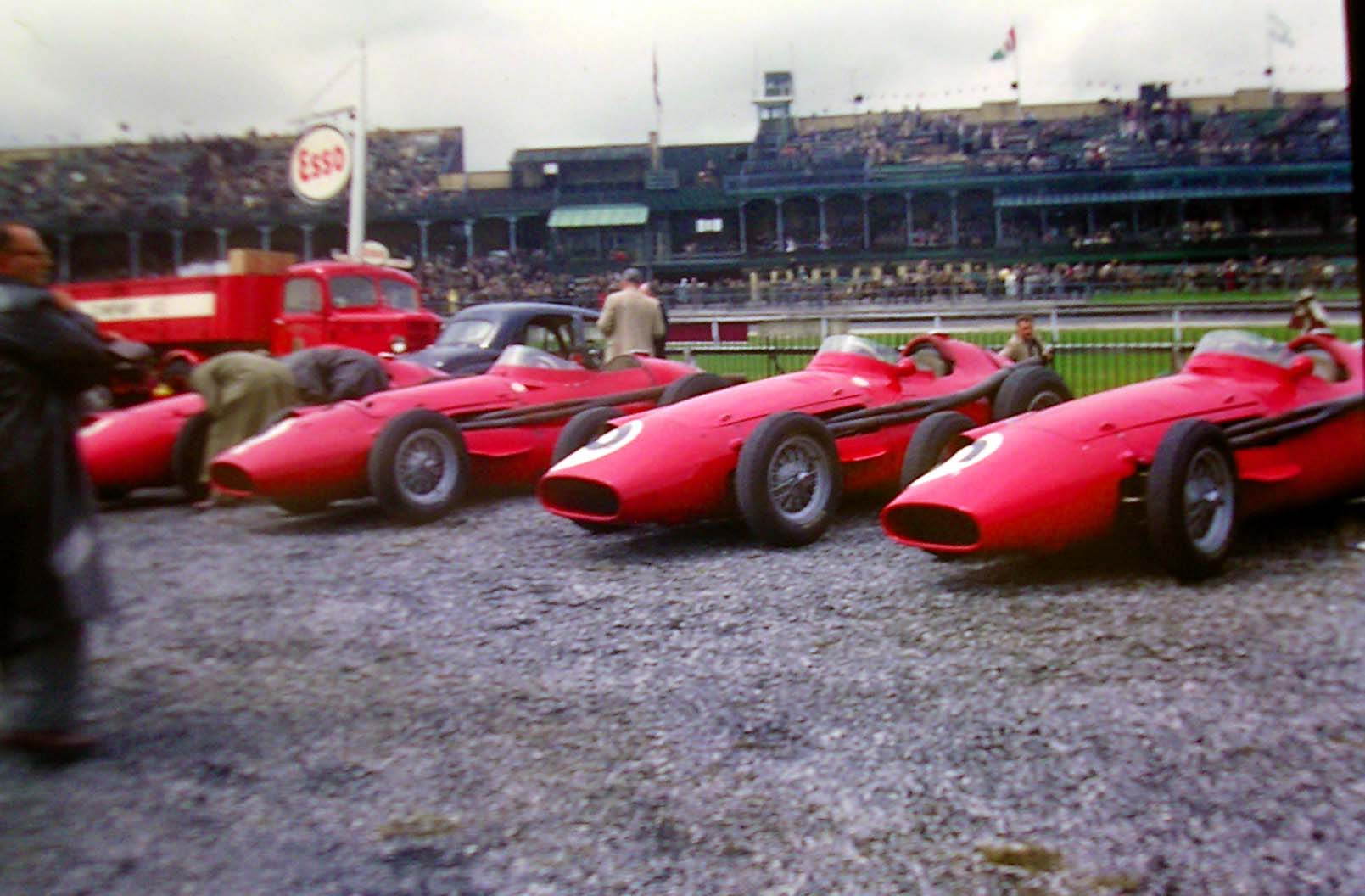
Les Maserati 250F de Fangio, Behra, Schell et Menditeguy au GP d'Aintree en 1957

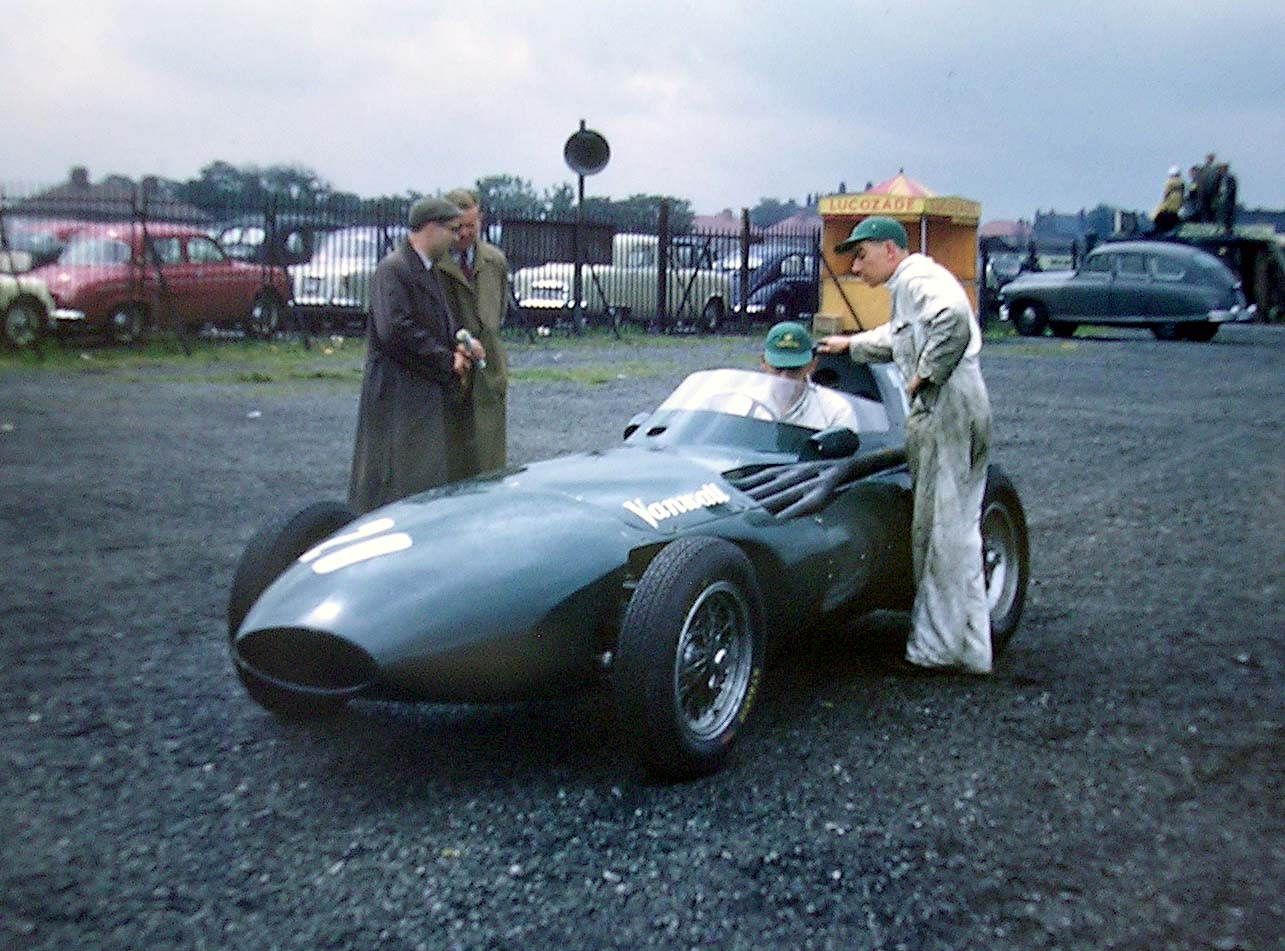
La Vanwall VW5 de Tony Brooks-Stirling Moss à Aintree en 1957 où elle va remporter le premier succès d'une monoplace britannique en championnat du monde

1956 voit une toute nouvelle redistribution des cartes après les départs de Mercedes et de la Scuderia Lancia (après la faillite de la maison mère). Les avoirs de la Scuderia Lancia sont cédés à la Scuderia Ferrari, FIAT s'engageant pour sa part à soutenir financièrement Ferrari pendant cinq ans. Ferrari, dans le creux de la vague depuis le début de la saison 1954, voit enfin son avenir s'éclaircir, l'ex-Lancia, malgré de gros soucis de fiabilité, va permettre à Juan-Manuel Fangio de remporter sa quatrième couronne mondiale dans une ambiance délétère.
Dès Monaco, second Grand Prix de la saison, Fangio décroche la pole position mais connaît des problèmes mécaniques et abandonne. Son coéquipier Collins est en mesure de lutter pour la victoire avec la Maserati de Stirling Moss mais le directeur de course de Ferrari décide de le faire rentrer afin qu'il cède sa monoplace à Fangio qui échouera à la deuxième place, Moss conservant la place acquise dès le premier passage sur la ligne pour sept secondes sous le drapeau à damiers,. L'ambiance entre les deux pilotes se refroidit rapidement. Après de nombreuses déconvenues et de multiples abandons, Fangio est persuadé que son écurie ne le traite pas à son juste niveau et lui fournit des monoplaces moins performantes qu'à ses coéquipiers. Il exige qu'un mécanicien lui soit exclusivement affecté et qu'il soit officiellement promu chef de file de l'écurie. Ce comportement provoque les foudres d'Enzo Ferrari pourtant obligé d'accepter la requête de l'Argentin et ne fait qu'accroître les tensions entre Fangio et ses coéquipiers.
La fin de saison voit toutefois le sport reprendre le dessus sur les polémiques à l'occasion des deux dernières épreuves. Au Nürburgring, Fangio en pole position, se porte en tête dès le départ et bat à plusieurs reprises le record du tour détenu par Hermann Lang depuis 1939. Il le pulvérise au quatorzième passage en tournant en 9 min 41 s 41,, réalise un grand chelem (pole position, toute la course en tête, meilleur tour en course et victoire) et signe sa vingtième victoire en championnat du monde. À Monza, Fangio a toutes les cartes en main pour être sacré : une arrivée dans les points lui suffit, mais Collins et Jean Behra peuvent également être titrés. Alors que l'Argentin abandonne et que Behra est décroché, Collins est en mesure de devenir champion du monde. Lorsqu'il rentre pour changer ses pneus, il offre néanmoins volontairement sa monoplace à Fangio, renonçant du même coup à ses chances de décrocher le titre, et ce malgré les froides relations qu'entretiennent les deux pilotes,.
À cause de ses rapports conflictuels avec Enzo Ferrari tout au long de la saison 1956, Fangio rejoint Maserati en 1957. Stirling Moss par patriotisme s'engage avec Vanwall. Au Grand Prix d'ouverture argentin, les Maserati 250F monopolisent les quatre premières places (Fangio-Behra-Menditeguy-Schell) et se positionnent d'emblée au-dessus des Ferrari 801, qui ne sont en fait que l'ultime évolution du modèle Lancia D50 conçu en 1953. En Angleterre, les Maserati chutent et laissent le champ libre à la Vanwall de Tony Brooks, pilotée par Stirling Moss qui l'a relayé à la suite des ennuis de moteur de sa propre voiture. Cette victoire à domicile de Moss et Brooks est la première d'une voiture britannique en championnat du monde. Si Moss et les Vanwall finissent la saison en fanfare avec deux autres victoires, ils n'empêchent pas Fangio de glaner un cinquième titre, son quatrième consécutif. Il faudra attendre Michael Schumacher pour qu'un tel record soit égalé puis battu. Autant l'Argentin a bénéficié du concours de ses coéquipiers en 1956 (avec trois résultats partagés), il ne doit sa nouvelle couronne qu'à lui-même en remportant quatre Grands Prix. Deux courses symbolisent sa domination, le Grand Prix de France à Rouen où, par dix fois, il établit le meilleur tour en course et remporte l'épreuve, et le mémorable Grand Prix d'Allemagne. Derrière Fangio en pole position, les Ferrari d'Hawthorn, second, et de Collins, quatrième, prennent place en première ligne et ravissent le commandement dès le départ. Fangio, après un problème de ravitaillement, est relégué à près de cinquante secondes des Ferrari qui entrevoient enfin la possibilité de remporter leur première victoire de la saison. Elles tombent alors dans un piège tendu par Maserati : Fangio effectue deux tours à un rythme modéré, faisant la grimace et des signes à l'attention de son stand pour laisser penser que sa voiture est endommagée. Les Ferrari réduisent alors l'allure tandis que Fangio sort enfin le grand jeu et établit un nouveau record de la piste en pulvérisant de près de treize secondes le temps qu'il a réalisé l'année précédente. Il poursuit sur sa lancée et signe, dans l'avant-dernière boucle, un tour en 9 min 17 s 4 à 147,3 km/h. Revenu sur les talons des Ferrari, Fangio double Collins puis Hawthorn quelques centaines de mètres plus loin pour s'assurer de son cinquième titre mondial. En proie à des difficultés financières, Maserati se retire de la Formule 1 en fin de saison. Fangio décide alors de prendre sa retraite après une tournée d'adieux : en 1958, il ne participe qu'à son Grand Prix national, aux 500 miles d'Indianapolis et au Grand Prix de France et tire définitivement sa révérence.

## Les «Garagistes» (1958–1979)

### Révolution technologique du moteur central arrière (1958-1960)

#### Saison 1958

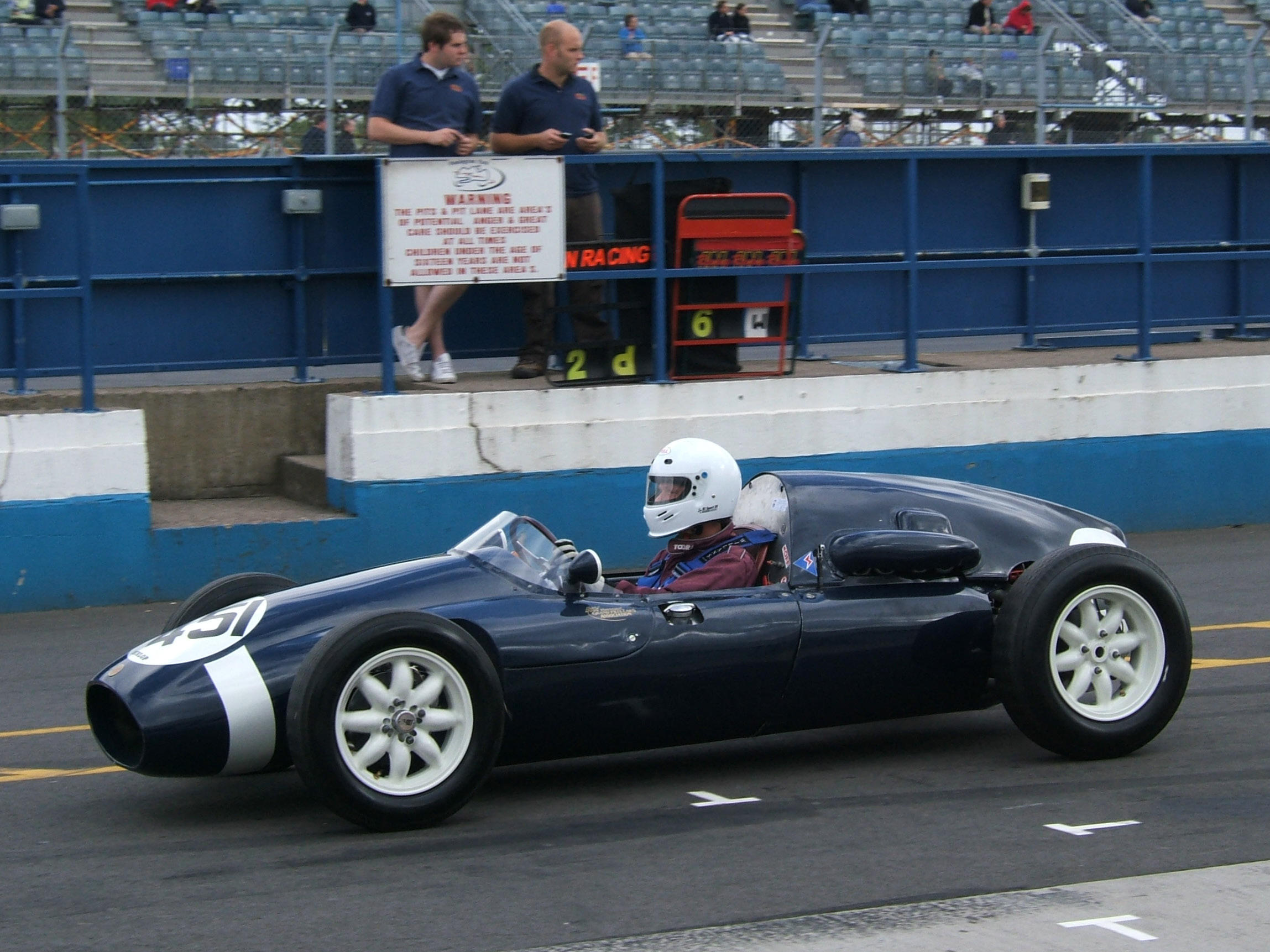
Cooper T45 à moteur central-arrière du Rob Walker Racing engagée en 1958

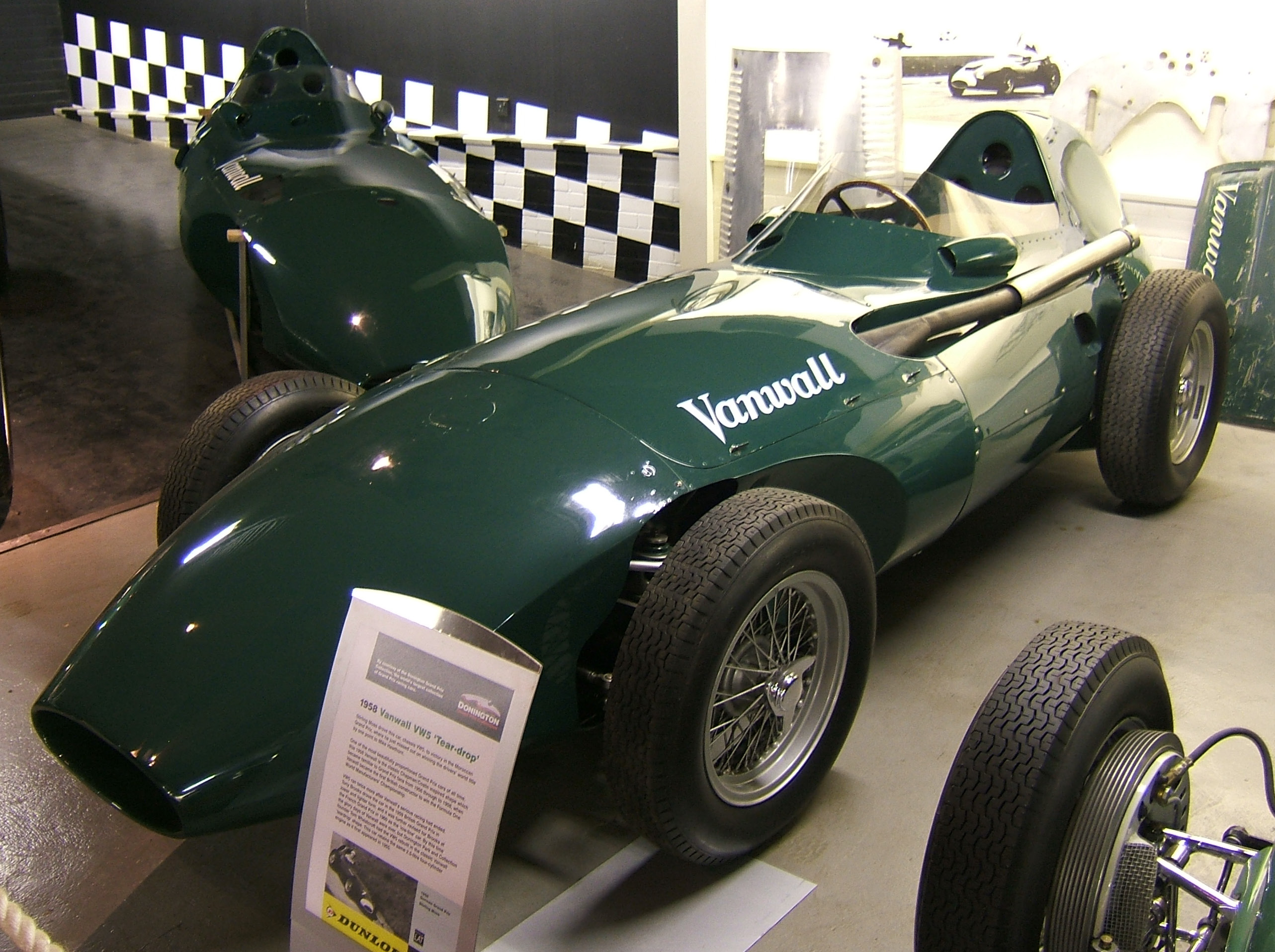
La VW5 (ici ex-Stirling Moss) permet à Vanwall de remporter la première coupe des constructeurs en 1958

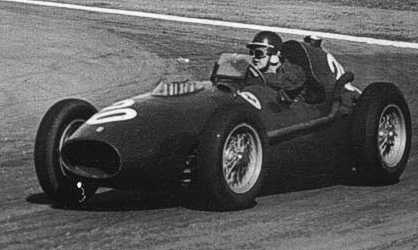
Mike Hawthorn sur Ferrari Dino en 1958 au GP d'Argentine.

En 1958, la Commission sportive internationale (CSI) modifie ses règlements sportif et technique. Les changements de pilotes entraînent désormais la non-attribution de points au championnat, signant de facto la fin des relais sur une même voiture. D'autre part, un nouveau règlement concernant le carburant est instauré. La CSI tente dans un premier temps d'imposer un carburant du commerce à la place des mélanges à base de méthanol voire de nitrométhane mais, à la suite d'une levée de boucliers des motoristes, trouve un compromis avec l'emploi de carburant de type aviation. Le Championnat du monde change de physionomie et détonne : si un pilote Ferrari est à nouveau sacré, il n'est pas italien, mais anglais (Mike Hawthorn) et ne permet pas à son équipe de décrocher la première Coupe des constructeurs. Le classement de cette nouvelle compétition, créée pour mettre en avant le travail des écuries, se fait en retenant les six meilleurs résultats des manches disputées et en ne retenant, pour chaque manche, que le résultat de la monoplace la mieux classée. Hawthorn remporte le championnat des pilotes avec seulement un point d'avance sur Moss tandis que Vanwall, grâce à la complémentarité de Stirling Moss et Tony Brooks domine ses adversaires (six victoires contre deux pour Ferrari) et l'emporte avec huit points d'avance sur Ferrari et dix-sept sur Cooper.
Symbole du dynamisme britannique en sport automobile, la marque artisanale Cooper crée la sensation en faisant triompher pour la première fois une voiture à moteur central-arrière à l'occasion du Grand Prix d'Argentine remporté par Stirling Moss sur une voiture de l'écurie privée Rob Walker Racing. Elle engage en championnat du monde 1958 ses modèles T43, T44 et T45 conçus par Owen Maddock et mus par un bloc Coventry Climax qui a fait ses preuves l'année précédente. Les Cooper sont les seules monoplaces du plateau à moteur arrière, révolution technique puisque toutes les autres équipes conservent un moteur central-avant (entre les deux essieux, mais devant le pilote) : un arbre de transmission doit traverser la monoplace pour animer les roues arrière. Cooper, qui a débuté en créant des voiturettes de course mues par un moteur Jap 500 cm3 de moto à une chaîne de transmission, à l'idée d'adapter cette technique en Formule 1. Il installe son moteur entre les deux essieux et derrière le pilote ce qui permet de remplacer l'arbre de transmission par un couplage moteur-boîte direct pour disposer d'une motricité constante (le poids sur l'essieu arrière reste constant) alors que les voitures à moteur avant, dont le réservoir est installé au-dessus de l'essieu arrière, perdent en motricité au fur et à mesure que la quantité d'essence diminue. Les Cooper sont ainsi plus petites, plus légères, plus maniables et prennent l'avantage sur les monoplaces « traditionnelles ». Les Ferrari D50/801 puis Ferrari Dino sont rapidement surclassées par les Cooper et les Vanwall. L'idée singulière de Cooper fait progressivement école et sera reprise par BRM fin 1959 et Lotus en 1960. Mais Enzo Ferrari tourne en dérision cette innovation et déclare même que «les chevaux tirent la charrue et ne la poussent pas». La première Ferrari à moteur arrière sera la 246P de 1960 et il faudra attendre 1961 pour que l'équipe italienne s'engage définitivement sur cette voie.
La saison est endeuillée à quatre reprises puisque Pat O'Connor décède lors des 500 miles d'Indianapolis, Luigi Musso trouve la mort lors du Grand Prix de France, qu'il avait gagné l'année précédente, en tentant de ravir la première place à Mike Hawthorn. Peter Collins décède sur le Nürburgring alors qu'il menait l'épreuve et Stuart Lewis-Evans se retrouve prisonnier de sa voiture en flammes lors du Grand Prix du Maroc désormais intégré au championnat du monde et où il s'était mis en évidence la saison précédente. Grièvement blessé, il est rapatrié en Angleterre, mais décède six jours plus tard des suites ses brûlures.
L'année 1958 voit les débuts d'une femme en Formule 1, Maria Teresa De Filippis, sœur du modeste pilote Luigi De Filippis. Elle contracte quatre engagements et, après avoir manqué sa qualification au Grand Prix de Monaco, prend le départ des épreuves de Belgique, du Portugal et d'Italie au volant d'une Maserati 250F. Elle ne reçoit le drapeau à damiers qu'en Belgique où elle se classe dixième. L'année suivante, après une nouvelle non-qualification à Monaco, elle quittera définitivement le Championnat du monde de Formule 1. Son expérience ne servira pas d'exemple puisque seulement quatre autres femmes participeront à une manche du championnat du monde de Formule 1 : Lella Lombardi (douze départs entre 1974 et 1976), Divina Galica (trois non-qualifications entre 1976 et 1978), Desiré Wilson (une non-qualification en 1980) et enfin Giovanna Amati (trois non-qualifications en 1992). Lella Lombardi sera la seule à inscrire un demi-point en championnat du monde grâce à sa sixième place au Grand Prix d'Espagne 1975.

#### Saisons 1959-1960

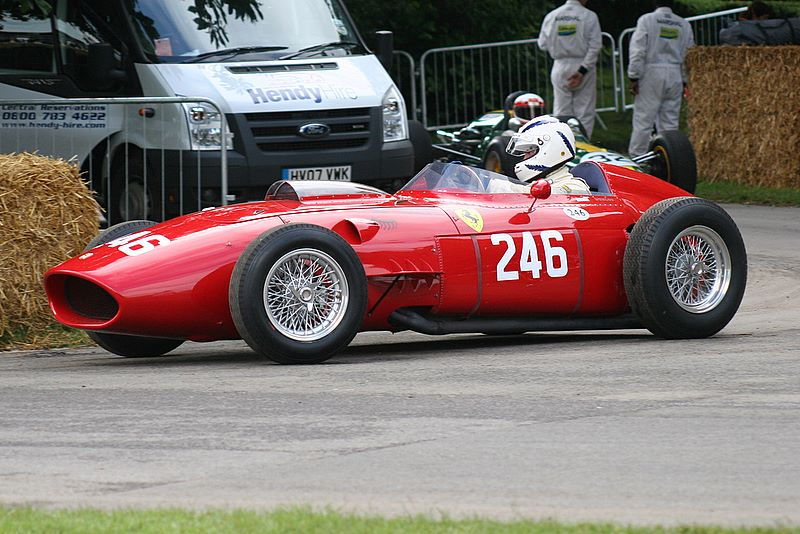
La Ferrari Dino 246 rate le titre de 8 points en 1959

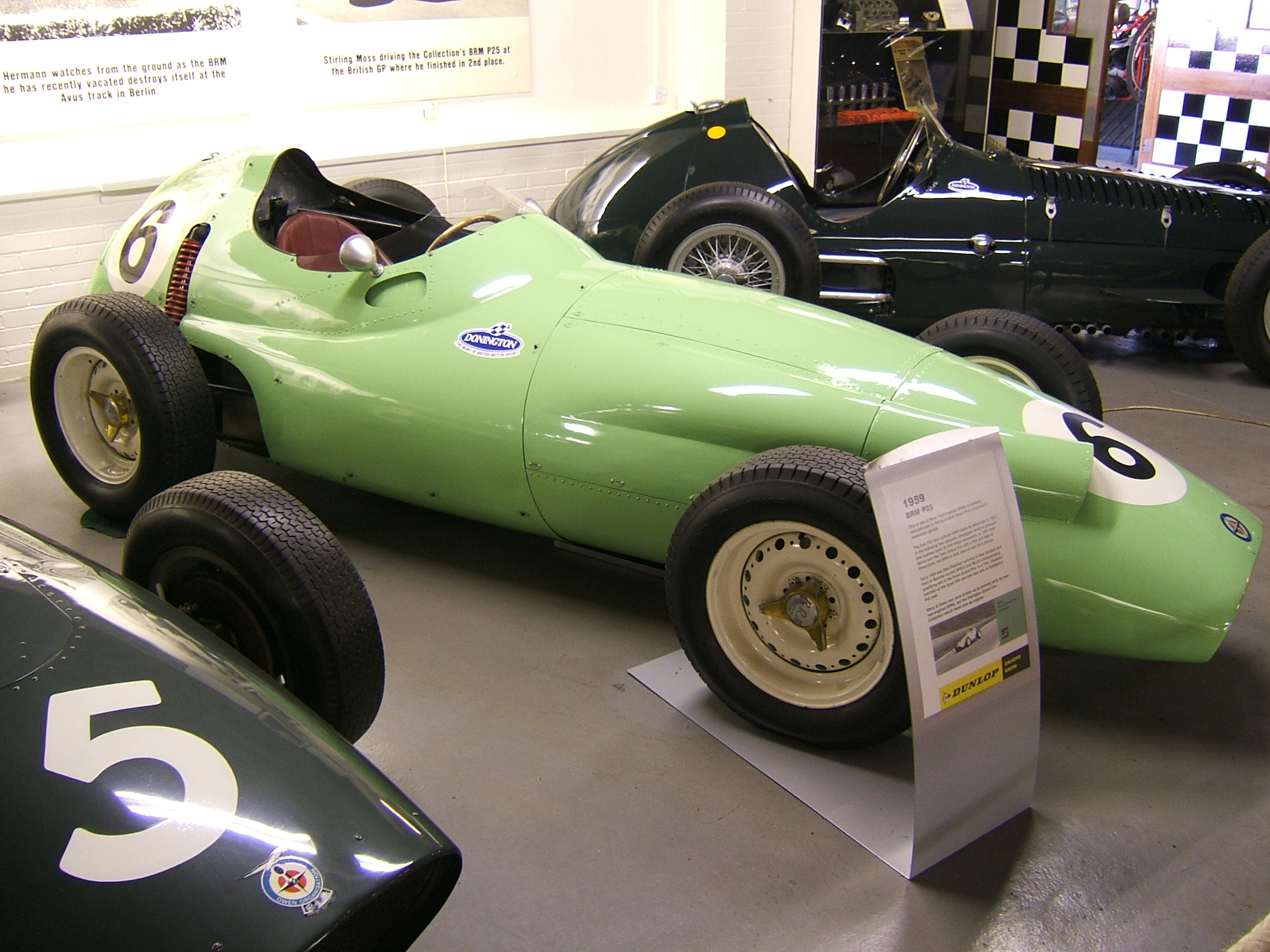
La BRM P25, dernière BRM à moteur avant, engagée sans succès de 1956 à 1960

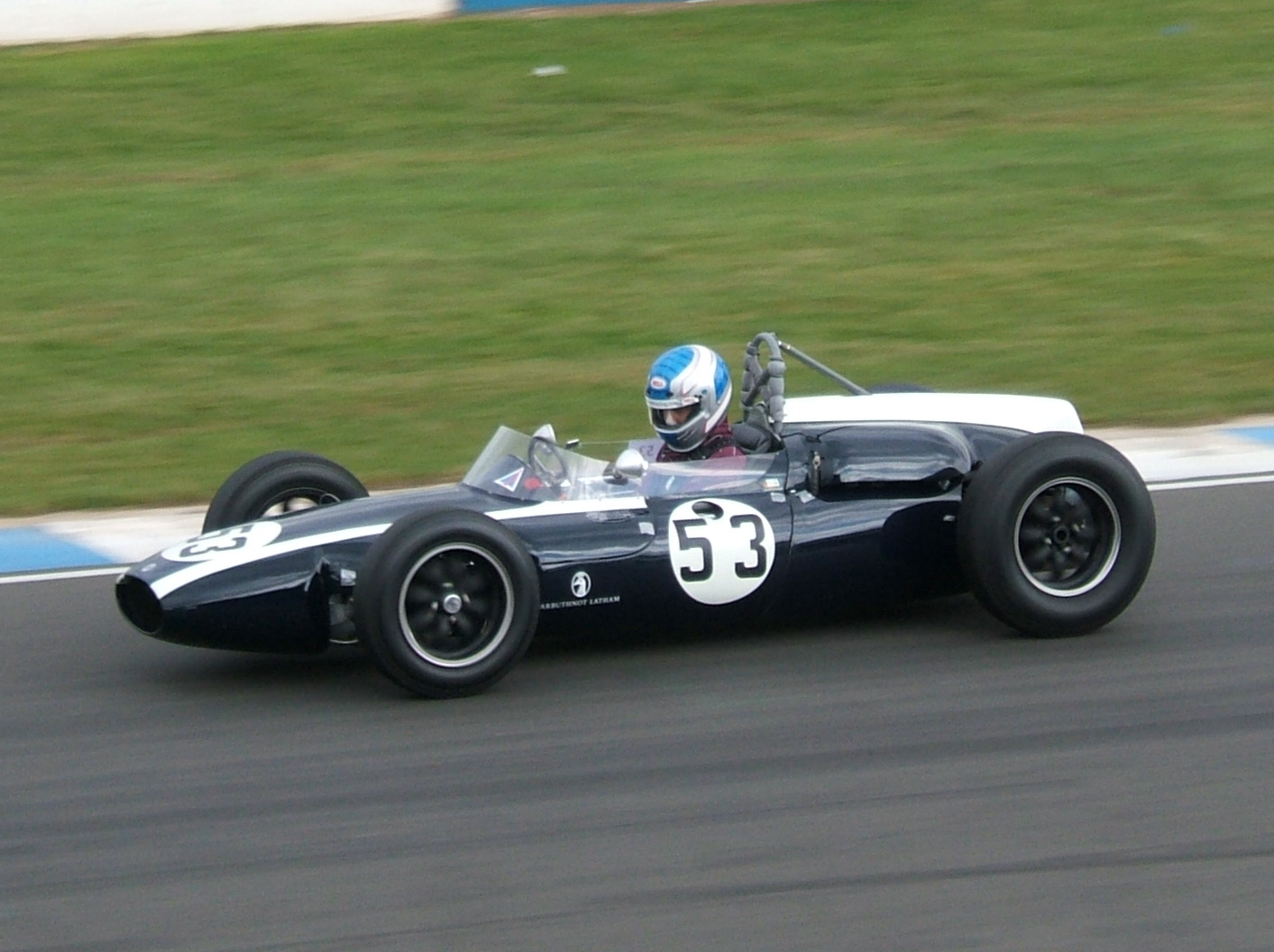
Cooper et Brabham réalisent à nouveau un doublé aux championnats du monde en 1960 avec notamment la T53

En 1959, sur le tourniquet monégasque, les Cooper démontrent leur agilité et si Stirling Moss domine la course sur sa T51 privée du Rob Walker Racing, Jack Brabham profite d'une rupture de boîte de vitesses de l'Anglais pour imposer une Cooper officielle. À Zandvoort, Joakim Bonnier offre à BRM sa première victoire en championnat du monde devant une meute de Cooper. Moss, contraint à l'abandon alors qu'il venait de prendre la tête de la course quitte, dépité, le Rob Walker Racing pour rejoindre l'écurie BRP dirigée par son père qui engage des BRM. Ce n'est qu'à partir du Grand Prix de France que les Ferrari retrouvent des couleurs. La Dino 246, conçue par Vittorio Jano et l'ingénieur Alfredo Ferrari (fils d'Enzo Ferrari), est mue par un prometteur bloc V6 de 2 417 cm3 baptisé Dino en hommage à son concepteur décédé en 1956. Tony Brooks signe la première victoire de la Dino devant son coéquipier Phil Hill. Cette course reste néanmoins plus célèbre pour l'altercation qui a lieu au sein de la Scuderia entre Jean Behra et son directeur sportif qui conduit au licenciement express du Français, remplacé par l'Américain Dan Gurney, novice en F1 qui deviendra célèbre plus tard en permettant à trois écuries différentes de remporter leur première victoire en tant que constructeur en championnat du monde (Porsche en 1962, Brabham en 1964 et AAR-Eagle en 1967). Behra quant à lui, trouvera la mort un mois plus tard sur le circuit de l'AVUS en lever de rideau du Grand Prix d'Allemagne.
Ferrari, bloqué par des mouvements syndicaux, ne fait pas le déplacement en Grande-Bretagne, mais autorise Brooks, en lutte pour le titre pilote, à s'aligner sur une Vanwall pour défendre ses chances. Il ne peut empêcher la victoire de Jack Brabham qui prend une sérieuse option sur le titre. Brooks obtient sa revanche sur l'AVUS, Hill et Gurney complétant le podium pour un triplé Ferrari. Alors que la lutte pour le titre semble se circonscrire au duo Brooks-Brabham, Moss, de retour au sein du Rob Walker Racing après une décevante expérience chez BRP, sème le trouble en remportant deux victoires consécutives. Il redevient un sérieux rival en fin de saison mais la lutte à trois n'a pas lieu car, à Sebring, il abandonne dès le début de course tandis que Brooks est retardé par une touchette. Brabham, décroche son premier titre mondial (de même que Cooper) en poussant sa voiture en panne d'essence pour franchir la ligne. Son coéquipier Bruce McLaren, en remportant le Grand Prix des États-Unis à 22 ans, devient le plus jeune vainqueur de Grand Prix. Ce record ne sera battu par Fernando Alonso qu'en 2003.
En 1960 intervient le premier changement de barème d'attribution des points de l'histoire de la Formule 1. Le meilleur tour en course ne rapporte plus de point, mais le sixième pilote à l'arrivée est récompensé à son tour (1 point). Cooper, champion du monde en titre, réussit à retenir Brabham et McLaren et continue de fournir des monoplaces à des écuries privées (outre le Rob Walker Racing avec Stirling Moss et Maurice Trintignant, l'écurie BRP-Team Yeoman Credit, qui a su attirer Tony Brooks, lâche ses châssis BRM pour les Cooper). La révolution gagnante du moteur arrière conduit Lotus et BRM à s'engager dans cette voie avec leurs Lotus 18 et BRM P48. Une valse des pilotes a lieu puisque Lotus perd Graham Hill (parti chez BRM) mais récupère John Surtees, ancien champion du monde moto passé à l'automobile. Chez BRM, Dan Gurney remplace Harry Schell. Ferrari, dont le conservatisme technique semble condamner ses pilotes aux seconds rôles (la Dino 246 à moteur avant ne sera remplacée par les Dino 246P, et 156P, « P » pour Posteriore qu'à deux reprises dans la saison) perd Brooks et Gurney et aligne le trio Phil Hill - Cliff Allison - Wolfgang von Trips, auquel s'ajoute ponctuellement Richie Ginther.
Bruce McLaren, victorieux du dernier Grand Prix en 1959 remporte la première épreuve du championnat en Argentine. C'est surtout la performance d'Innes Ireland sur la nouvelle Lotus 18 qui marque les esprits. À la suite de cette course, le Rob Walker Racing de Stirling Moss troque sa Cooper pour une Lotus. Cet échange trouve sa justification dès le Grand Prix de Monaco où Moss signe la première victoire d'une Lotus en championnat du monde. Les 500 miles d'Indianapolis se disputent le lendemain de l'épreuve monégasque et sont comme d'habitude ignorés des Européens : ils seront rayés du calendrier en 1960 et il faudra attendre la saison 2000 pour revoir des Formule 1 tourner à Indianapolis. Jack Brabham se rappelle au bon souvenir de tous à Zandvoort, non sans avoir eu à batailler ferme contre la Lotus de Stirling Moss. Le Grand Prix de Belgique se déroule de façon dramatique puisque Moss est gravement blessé aux jambes durant les essais et voit la suite de sa saison fortement compromise. En course, le lendemain, Chris Bristow du Yeoman Credit décède sur sortie de piste tandis qu'Alan Stacey, sur Lotus officielle, trouve la mort après avoir été heurté au visage par un oiseau. L'épreuve est remportée par Brabham qui, à la suite notamment de l'absence de Stirling Moss, enchaîne trois autres succès consécutifs et décroche le titre. Boycotté par les écuries britanniques qui jugent anachronique et dangereux l'anneau de vitesse de Monza, le Grand Prix d'Italie est remporté, sans concurrence, par Phil Hill qui signe la première victoire (Indianapolis 500 mis à part) d'un Américain en championnat. La dernière course de la saison, à Riverside, voit Moss renouer avec la victoire après son retour à la compétition à l'occasion du Grand Prix du Portugal.

### Nouveau retour à la Formule 2, nouvelles innovations technologiques (1961-1965)

#### Saisons 1961-1962

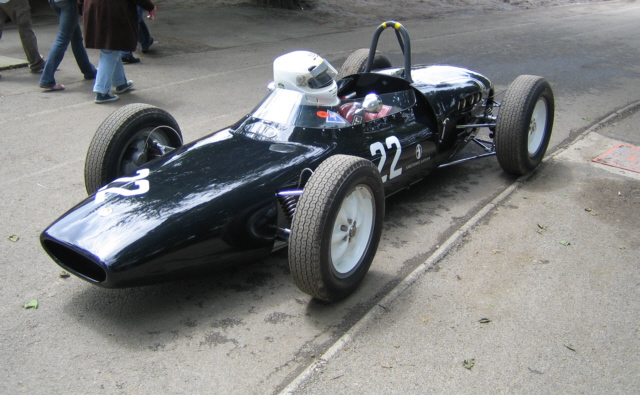
Lotus 21, première monoplace du Team Lotus à remporter un Grand Prix (Watkins Glen 1961)

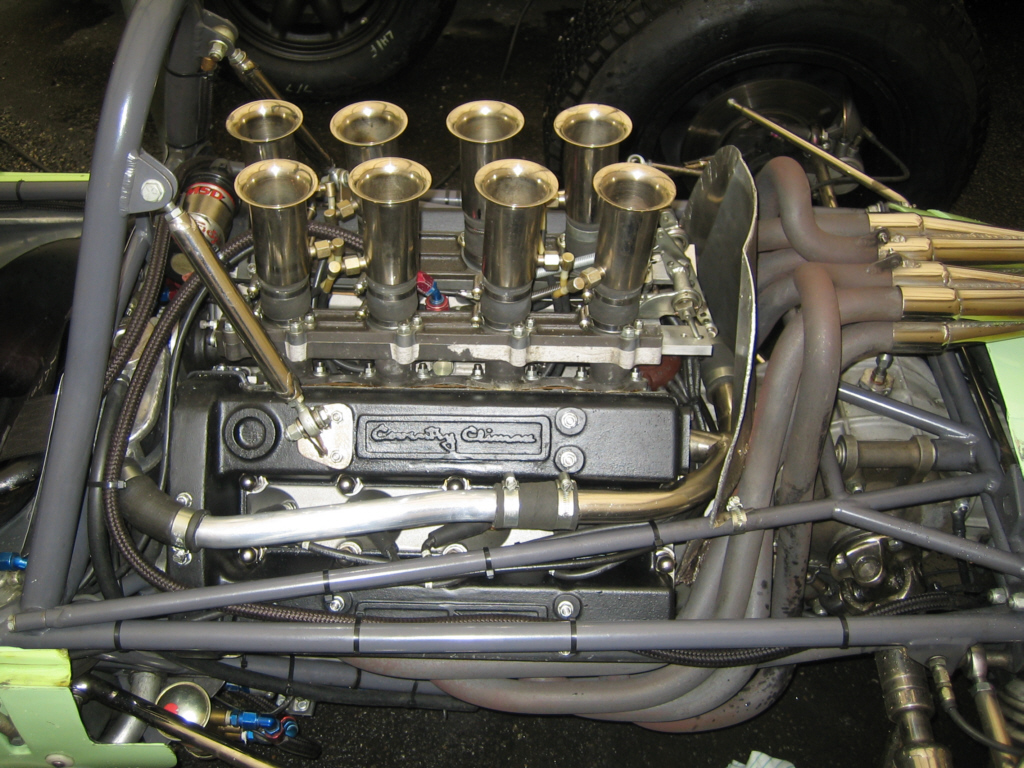
Moteur Coventry Climax répondant à la réglementation 1500 cm3 de 1961

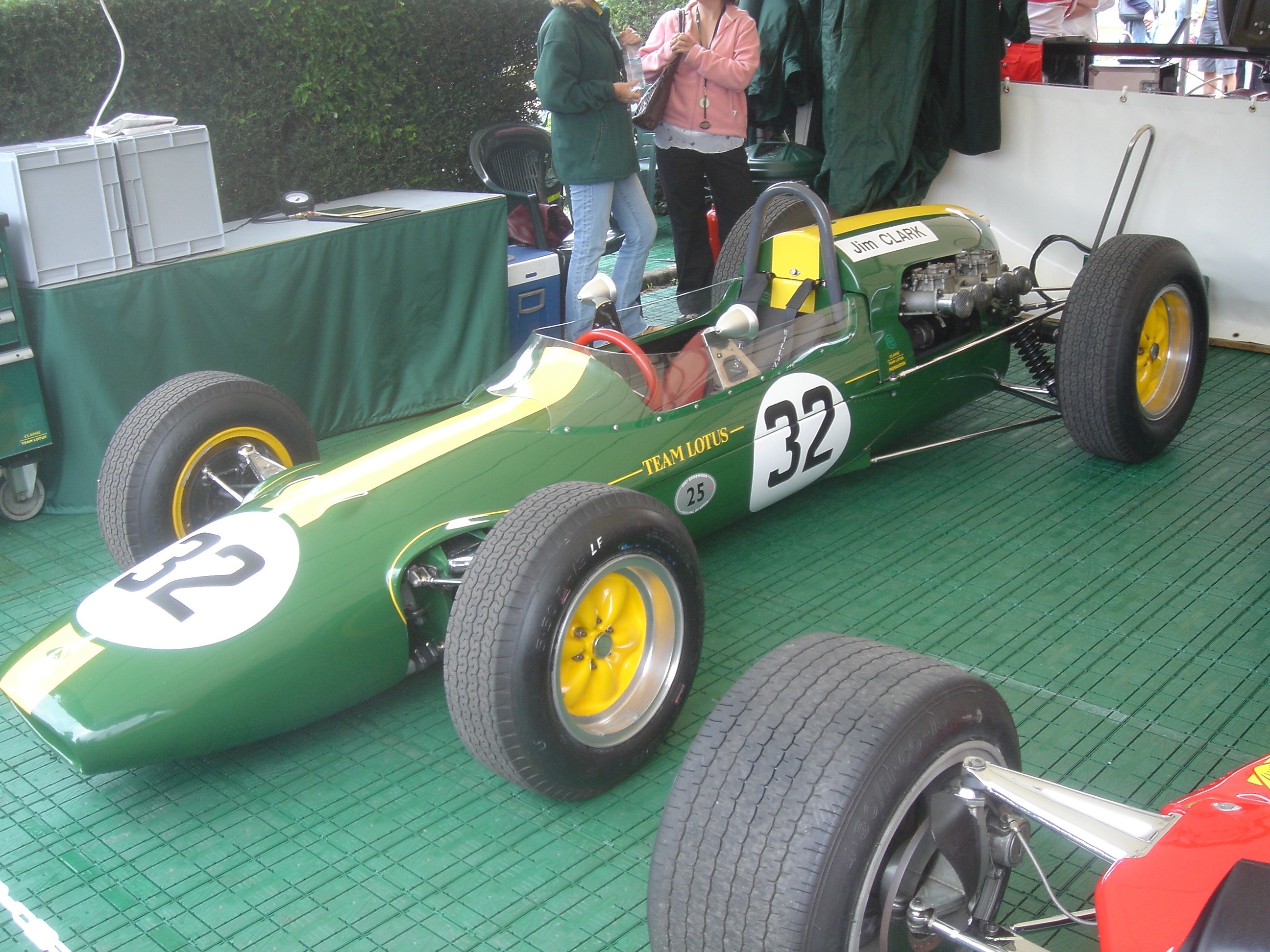
La Lotus 25, première Formule 1 monocoque

La période 1961-1965 constitue une parenthèse dans l'histoire du Championnat du monde de Formule 1 car la CSI, influencée par les tragédies qui s'enchaînent depuis plusieurs saisons (décès de Luigi Musso, Eugenio Castellotti, Stuart Lewis-Evans, Harry Schell, Chris Bristow, Alan Stacey…), impose une réduction de la puissance dans l'espoir de mettre un terme à l'hécatombe (entre 1954 et 1958, les Formule 1 sont passées d'environ 220 à 300 chevaux). La CSI, présidée par le Français Augustin Pérouse, abaisse la cylindrée de 2 500 à 1 500 cm3, c'est-à-dire d'appliquer au championnat du monde les spécifications de la Formule 2 où les moteurs développent autour de 200 chevaux. Contrairement à 1952-1953 où le championnat s'était déroulé sous la réglementation Formule 2 tandis que le règlement Formule 1 perdurait pour les épreuves hors championnat, les Formule 2 sont cette fois rebaptisées Formule 1. Si l'augmentation de puissance a conduit à accroître les risques intrinsèques de la course automobile, la CSI n'a pas pris en compte la dangerosité des tracés de certains circuits, notion fondamentale qui ne prévaudra que dix ans plus tard. Les constructeurs et motoristes de tous horizons se liguent pour tenter d'infléchir la décision de réduction de cylindrée, sauf Ferrari. En effet, Carlo Chiti vient de mettre en chantier un nouveau V6 à 120° surbaissé manifestement beaucoup plus puissant que le Dino de 1957. Avec 190 chevaux estimés, le bloc Ferrari tient la dragée haute aux 150-160 chevaux des Coventry Climax et Porsche, conduisant ainsi la Scuderia à accepter rapidement la nouvelle donne réglementaire.
Le barème des points est à nouveau modifié, la victoire passant à 9 points pour valoriser le panache par rapport à la régularité (en 1958 Hawthorn était devenu champion du monde avec une seule victoire contre quatre pour Stirling Moss). Si les amateurs de Formule 1 prédisent une domination insolente des Ferrari, Moss réussit l'exploit d'imposer sa « vieille » Lotus 18 du Rob Walker Racing alors que l'équipe officielle Lotus engage sa nouvelle 21. Dès le Grand Prix des Pays-Bas, l'armada Ferrari se met en branle, Wolfgang von Trips triomphant devant son coéquipier Phil Hill. Sur le tracé de Spa-Francorchamps, la Scuderia signe un quadruplé (Hill, von Trips, Ginther et Gendebien). En France, sur le circuit rapide de Reims, Giancarlo Baghetti signe un exploit appelé à rester dans les annales de la Formule 1 en s'imposant (sur une Ferrari semi-privée) pour son premier départ. Le duel Ferrari-Ferrari reprend à Aintree où von Trips reprend pour deux points la tête du championnat à Hill. Moss s'impose au Nürburgring, au terme d'une course d'anthologie sur sa Lotus privée. En fin de saison, à Monza, Wolfgang von Trips, avec quatre points d'avance sur son rival fait figure de favori pour le titre, d'autant plus qu'il signe la pole position alors qu'Hill est relégué en quatrième position derrière Ginther et le débutant mexicain Ricardo Rodriguez. Mais au départ, von Trips s'accroche avec la Lotus de Jim Clark, sort de la piste et est éjecté de sa monoplace qui fauche quatorze spectateurs. Le bilan est très lourd : quinze morts, dont le pilote allemand et vingt blessés. Il n'y a pas eu d'accident mortel à Monza depuis 1928 mais cette tragédie démontre que la CSI n'a pas forcément pris la bonne décision en privilégiant la diminution de cylindrée sans se soucier de la sécurité des circuits et de leurs abords. La course est remportée facilement par Hill qui s'adjuge par la même occasion le titre mondial. À Watkins Glen, en l'absence des Ferrari en retrait en signe de deuil, Innes Ireland s'impose à l'issue d'une course hécatombe. En signant son unique succès en championnat du monde, il offre au Team Lotus sa première victoire en championnat du monde puisque jusqu'à présent, seul le Rob Walker Racing a fait triompher la marque britannique.

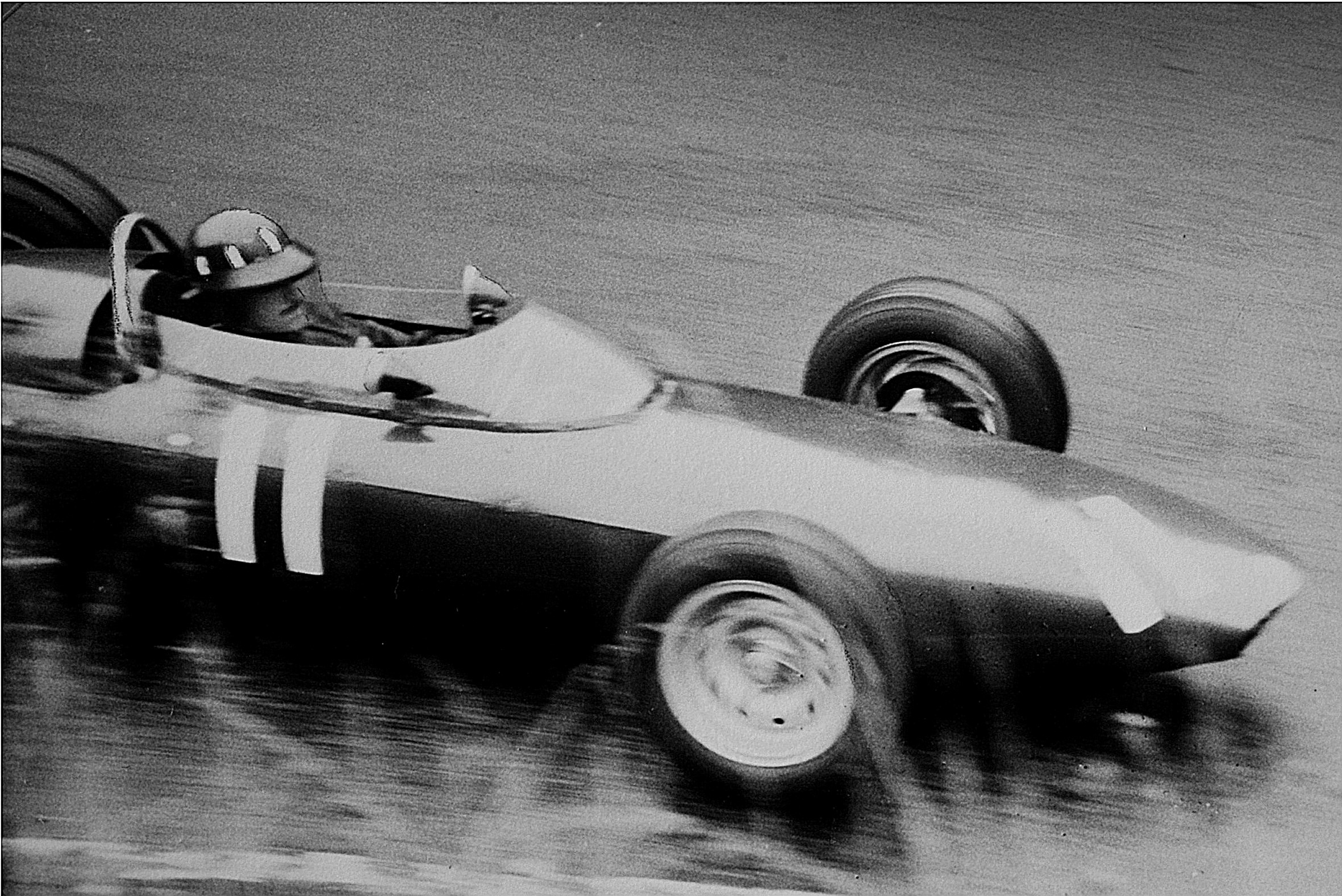
La BRM P57, permet à Graham Hill (ici au Nürburgring) de remporter son premier titre en 1962, le seul de BRM

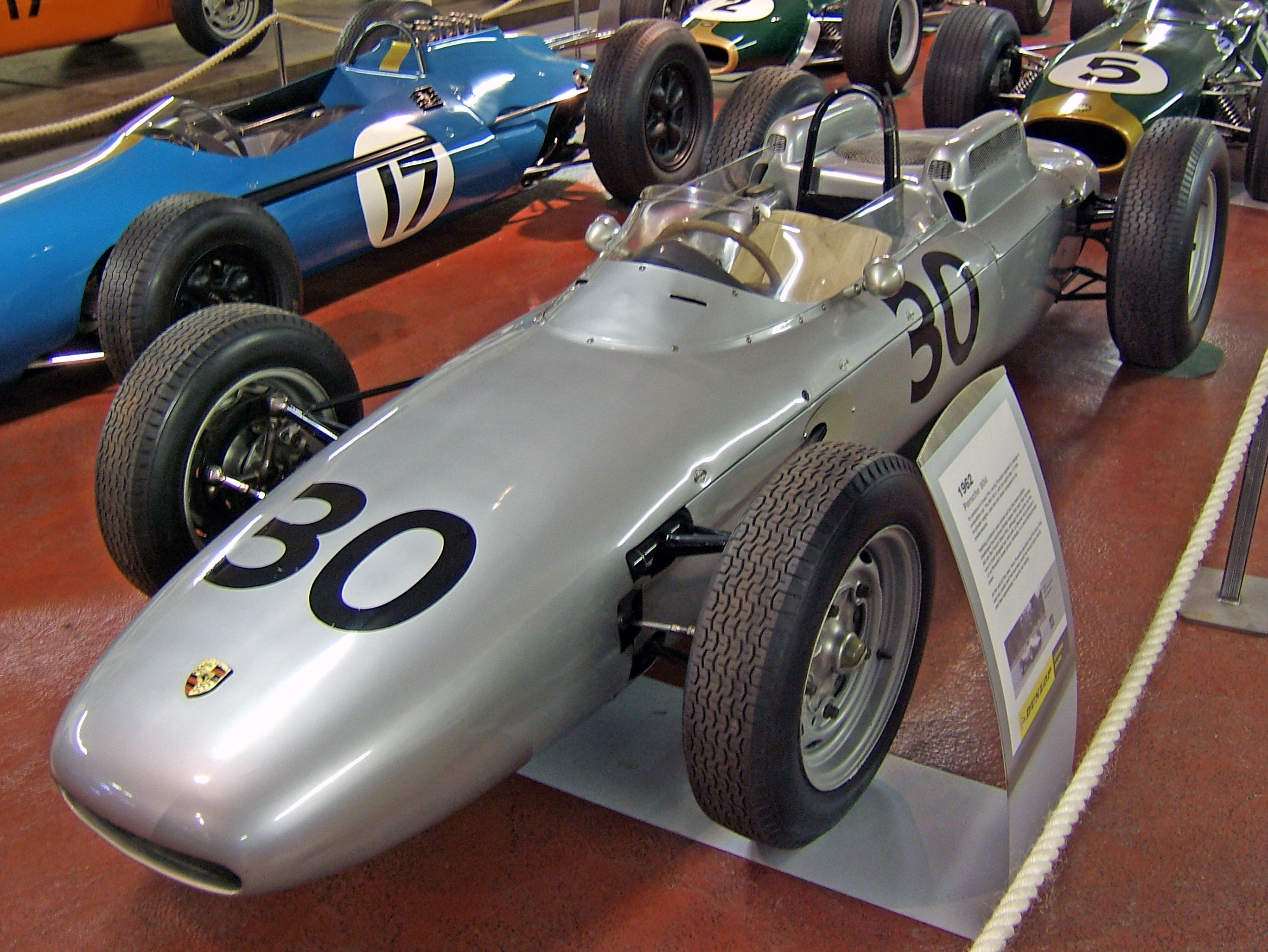
Porsche ne décroche qu'un seul succès en tant que constructeur avec Dan Gurney sur cette 804, au Grand Prix de France 1962

En 1962, Lotus est au centre de toutes les attentions lorsque est dévoilée la Lotus 25 à châssis monocoque, technologie qui rompt avec celle des châssis tubulaires traditionnels,. Les Lotus sont enfin motorisées par un bloc Coventry Climax V8 adapté à la nouvelle réglementation. Se réservant la primeur de son invention, Lotus produit une autre monoplace « traditionnelle », la 24, pour les écuries privées. Bien qu'il ait remporté le dernier Grand Prix de la saison écoulée, Innes Ireland est évincé de l'écurie (Jim Clark ayant manœuvré pour) et remplacé par Trevor Taylor. La Scuderia Ferrari est victime d'un schisme interne : le directeur technique Carlo Chiti et le directeur sportif Romolo Tavoni fondent leur propre écurie Automobili Turismo e Sport. Richie Ginther passé chez BRM et Wolfgang von Trips décédé, Ferrari recrute les jeunes Ricardo Rodriguez et Giancarlo Baghetti pour épauler le champion du monde en titre Phil Hill. Cooper fait parler d'elle puisque si désormais les monoplaces disposent elles aussi du bloc Climax, le pilote fétiche Jack Brabham monte sa propre équipe Brabham,. BRM fait le choix inverse en se séparant du Climax pour installer son propre moteur dans son propre châssis. Enfin, Stirling Moss ne fait plus partie des pilotes de Formule 1, il annonce sa retraite à la suite de son grave accident hors championnat à Goodwood au printemps, où il a été relevé avec de multiples fractures.
Dès son premier engagement, au Grand Prix des Pays-Bas, la Lotus 25 de Jim Clark montre sa supériorité, mais, en manque de développement, abandonne ce qui permet à Graham Hill de remporter sa première victoire en championnat du monde sur BRM P57. Clark, en pole position à Monaco, est encore trahi par sa mécanique ce qui profite à Bruce McLaren, nouveau leader de l'écurie officielle Cooper. Le troisième rendez-vous de la saison à Spa-Francorchamps, permet enfin à Clark de signer la première victoire d'une monocoque en Formule 1. Au Grand Prix de France, auquel ne participent pas les Ferrari retenues par des mouvements sociaux en Italie, Dan Gurney, profitant des nombreux abandons, offre à Porsche son unique victoire en championnat du monde à l'occasion du Grand Prix de France. Graham Hill et Jim Clark se partagent ensuite les victoires et si Clark aborde la finale du championnat avec un retard de neuf points il conserve une chance réelle d'être titré puisqu'il lui suffit de gagner pour coiffer son adversaire au poteau au bénéfice du plus grand nombre de victoires. Auteur de la pole position, Clark prend la course en main et à vingt tours de l'arrivée est champion du monde virtuel. Une casse moteur offre la victoire et les titres mondiaux à Graham Hill et BRM.

#### Saisons 1963-1964

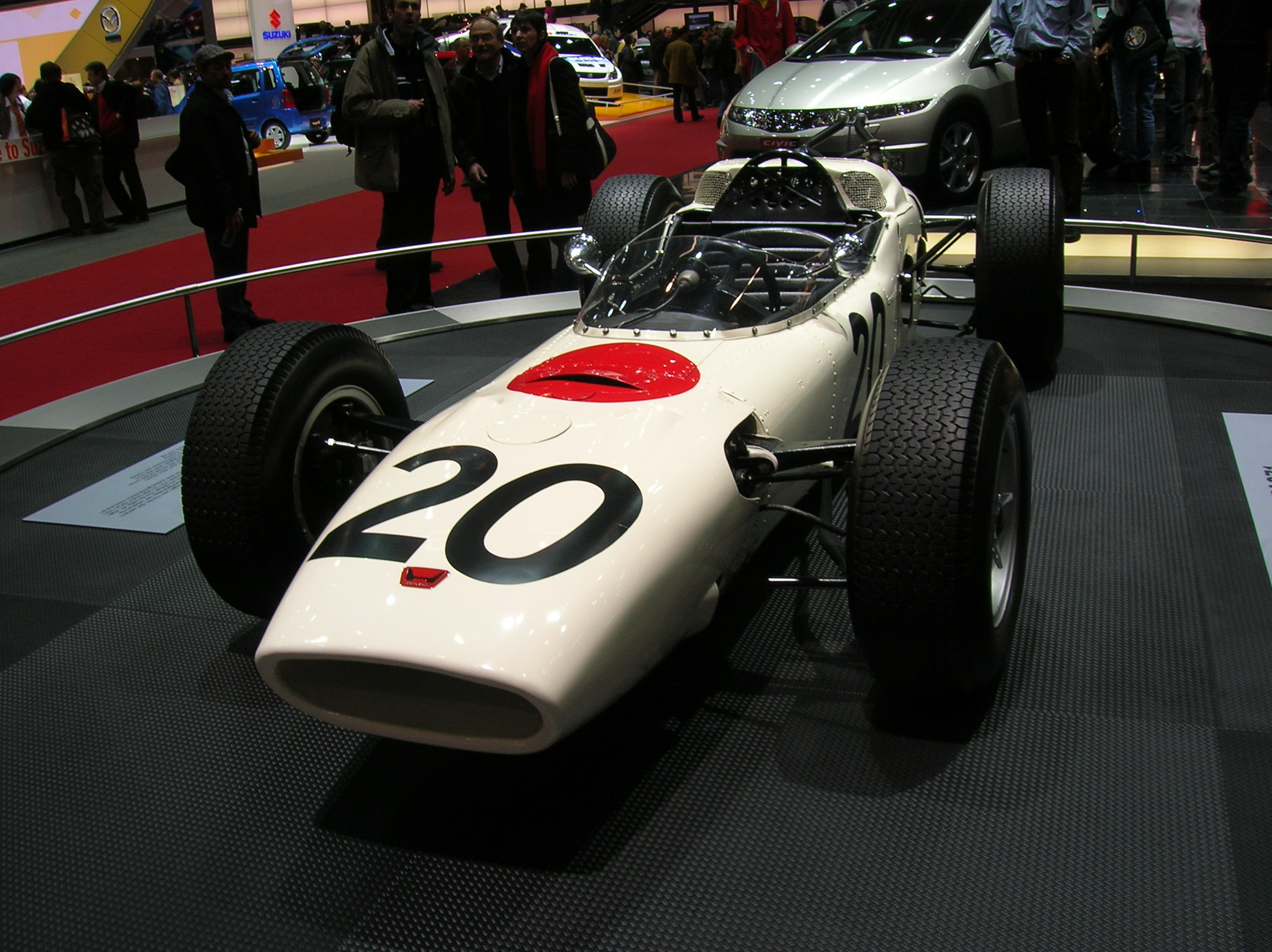
Ronnie Bucknum fait débuter la Honda RA271 en 1964

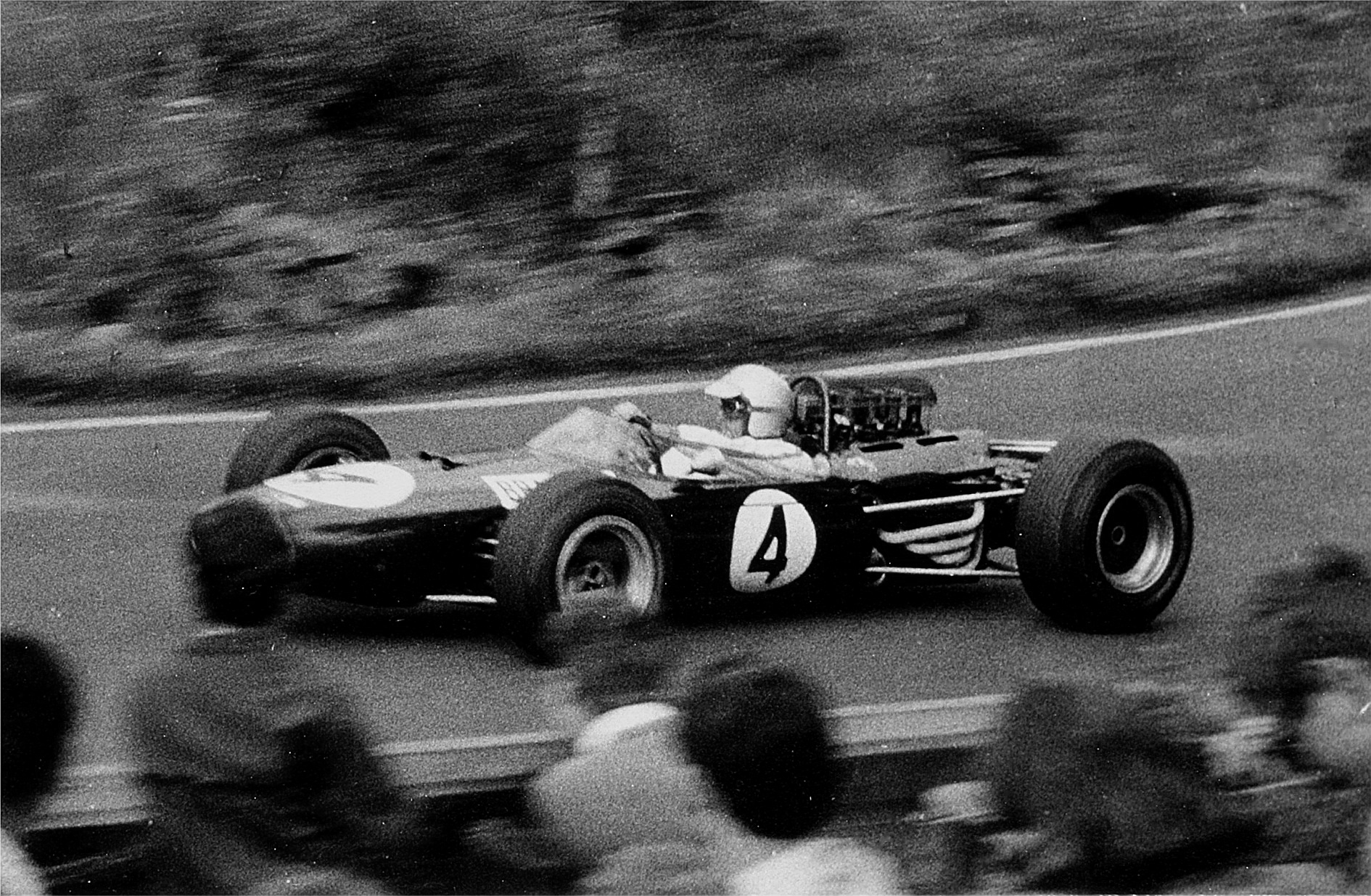
Jack Brabham sur sa BT11-Climax au Nürburgring en 1965

En 1963, des changements notables ont lieu chez Ferrari qui doit complètement renouveler son effectif de pilotes : le jeune espoir mexicain Ricardo Rodriguez s'est en effet tué fin 1962 dans une course hors championnat tandis que Phil Hill et Giancarlo Baghetti, en conflit avec leur directeur sportif, ont rejoint les rangs des « rebelles » d'ATS et sont remplacés par John Surtees. Porsche, malgré la victoire de Gurney l'année précédente, jette l'éponge pour se concentrer sur les épreuves de Voitures de Sport et Dan Gurney trouve refuge chez Brabham.
Jim Clark et Lotus imposent leur loi durant toute la saison en décrochant sept victoires, Graham Hill, champion du monde en titre ne remportant que deux courses dont le Grand Prix d'ouverture à Monaco (la première de ses cinq victoires en Principauté). Clark réalise une course parfaite à Zandvoort (pole position, en tête de bout en bout, victoire avec un tour d'avance, et meilleur tour en course) et réalise deux nouveaux chelems en France puis à Silverstone. Seuls Surtees, en remportant sa première victoire en Formule 1 au Nürburgring et Graham Hill, victorieux de la dernière épreuve de la saison à Watkins Glen, entravent sa marche triomphale. Clark est sacré champion du monde avec vingt-cinq points d'avance sur Hill, tandis que Lotus décroche le premier de ses sept titres de champion du monde des constructeurs.
La concurrence ne reste pas inactive durant l'intersaison. Ainsi, en 1964, BRM, Ferrari et Cooper reprennent à leur compte le principe du châssis monocoque, seule Brabham conserve le principe du châssis tubulaire. Cooper, après le décès de l'espoir américain Tim Mayer, recrute l'ancien champion du monde Phil Hill revenu du fiasco ATS pour épauler Bruce McLaren, fidèle à l'équipe de ses débuts même s'il monte en parallèle sa propre structure de course. Honda annonce son arrivée en cours de saison, ce qui constituera une grande première dans l'histoire du Championnat du monde. Comme l'année précédente, Monaco ne réussit pas à Clark et profite à Graham Hill qui s'impose devant son coéquipier Richie Ginther. L'Écossais a l'occasion de briller à plusieurs reprises au cours de la saison en enlevant trois succès, le plus spectaculaire étant le Grand Prix de Belgique à multiples rebondissements : ralenti par une surchauffe moteur, Clark n'est que quatrième à deux tours de l'arrivée lorsque le leader Dan Gurney tombe en panne d'essence, Graham Hill lui succède en tête, mais connaît la même mésaventure dans le dernier tour. La victoire semble s'offrir à Bruce McLaren mais il tombe en panne de batterie en vue du drapeau à damiers et se fait déborder par Clark sur la ligne. Dan Gurney, en remportant le Grand Prix de France, offre à Brabham sa première victoire en championnat.
Comme annoncé en début de saison, les Japonais font leur apparition en championnat au Grand Prix d'Allemagne. Pilotée par l'américain Ronnie Bucknum, la RA271, si elle fait des progrès constants, reste loin du niveau de ses concurrentes. John Surtees réitère son exploit de la saison précédente sur le toboggan du Nürburgring alors que le gentleman-driver batave Carel Godin de Beaufort (Fatty Porsche) se tue au volant de sa Porsche orange de l'Écurie Maarsbergen. Le premier Grand Prix d'Autriche, organisé sur l'aéroport militaire de Zeltweg, permet à Lorenzo Bandini sur Ferrari de décrocher sa première victoire, bien aidé par les abandons de Clark, Hill et Surtees. À Watkins Glen, pour l'avant-dernière épreuve du championnat, Ferrari est absente, car Enzo Ferrari souhaite marquer sa colère devant le refus de la CSI d'homologuer en catégorie GT la Ferrari 250 LM. Ce forfait n'est que symbolique puisque les Ferrari sont présentes, mais engagées sous la bannière du NART d'où la surprenante livrée bleue et blanche des voitures de Surtees et Bandini. Hill remporte l'épreuve devant Surtees tandis que Clark est contraint à un quatrième abandon consécutif alors qu'il mène la course.
L'ultime manche, au Mexique, est décisive pour l'attribution du titre. À trente-cinq tours de l'arrivée, Clark est en tête devant Gurney, Hill, Bandini et Surtees. Pour Hill, cette position est synonyme de titre, mais il est percuté par Bandini et voit s'éloigner ses chances de remporter le championnat. Clark est virtuellement champion du monde lorsqu'une fuite d'huile met fin à ses espoirs. Gurney prend la tête de la course devant Bandini et Surtees, propulsant ainsi Graham Hill vers le titre pour un seul point. Mais Bandini se laisse dépasser par son coéquipier Surtees afin qu'il coiffe la couronne mondiale. Le titre de Surtees est d'autant plus remarquable que le Britannique a déjà été sacré champion du monde en vitesse moto. D'autres, comme Mike Hailwood ou Johnny Cecotto, tenteront d'égaler cette prouesse, restée toutefois inégalée.

#### Saison 1965

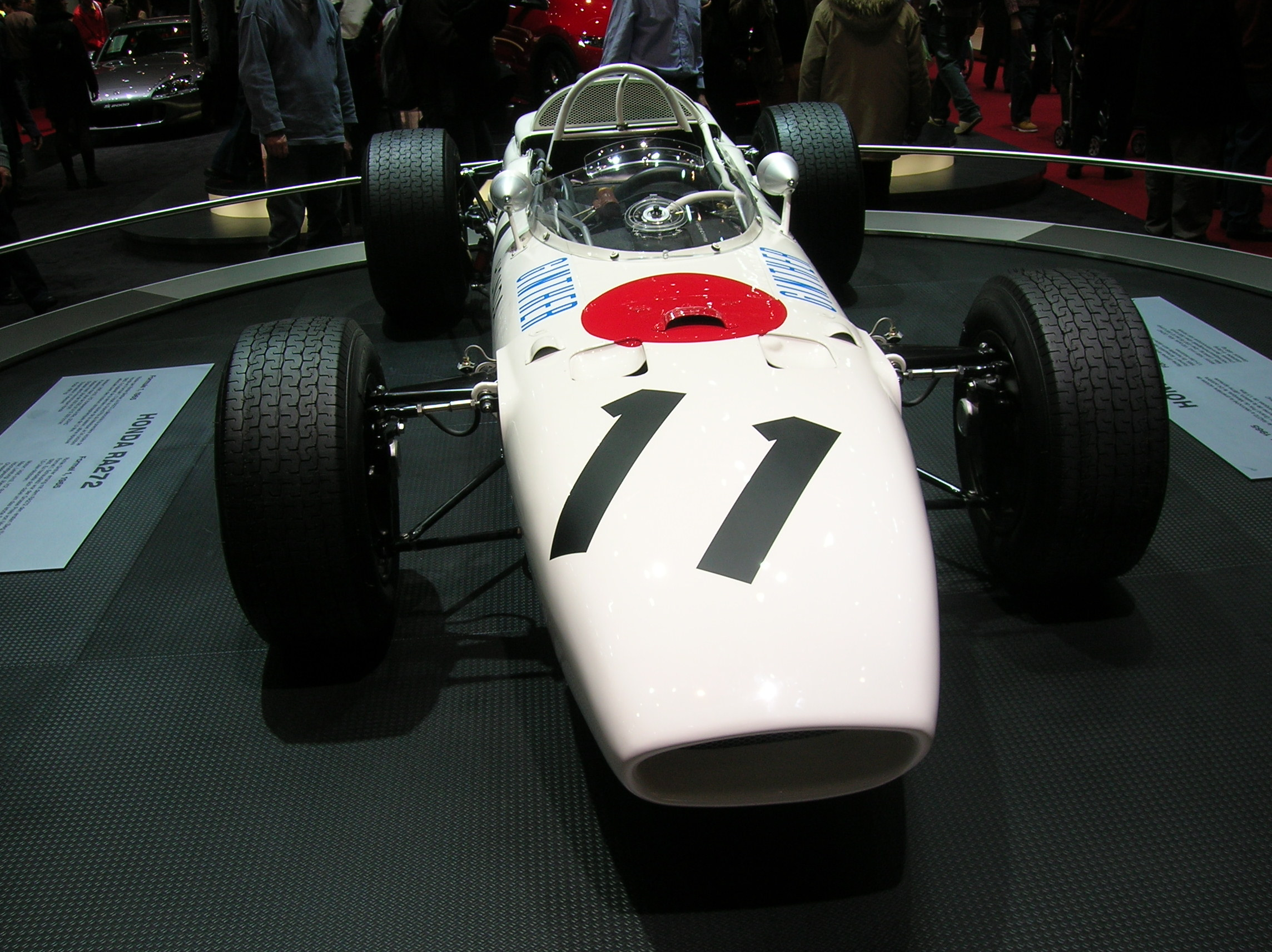
Richie Ginther signe la première victoire de Honda en championnat avec cette RA272

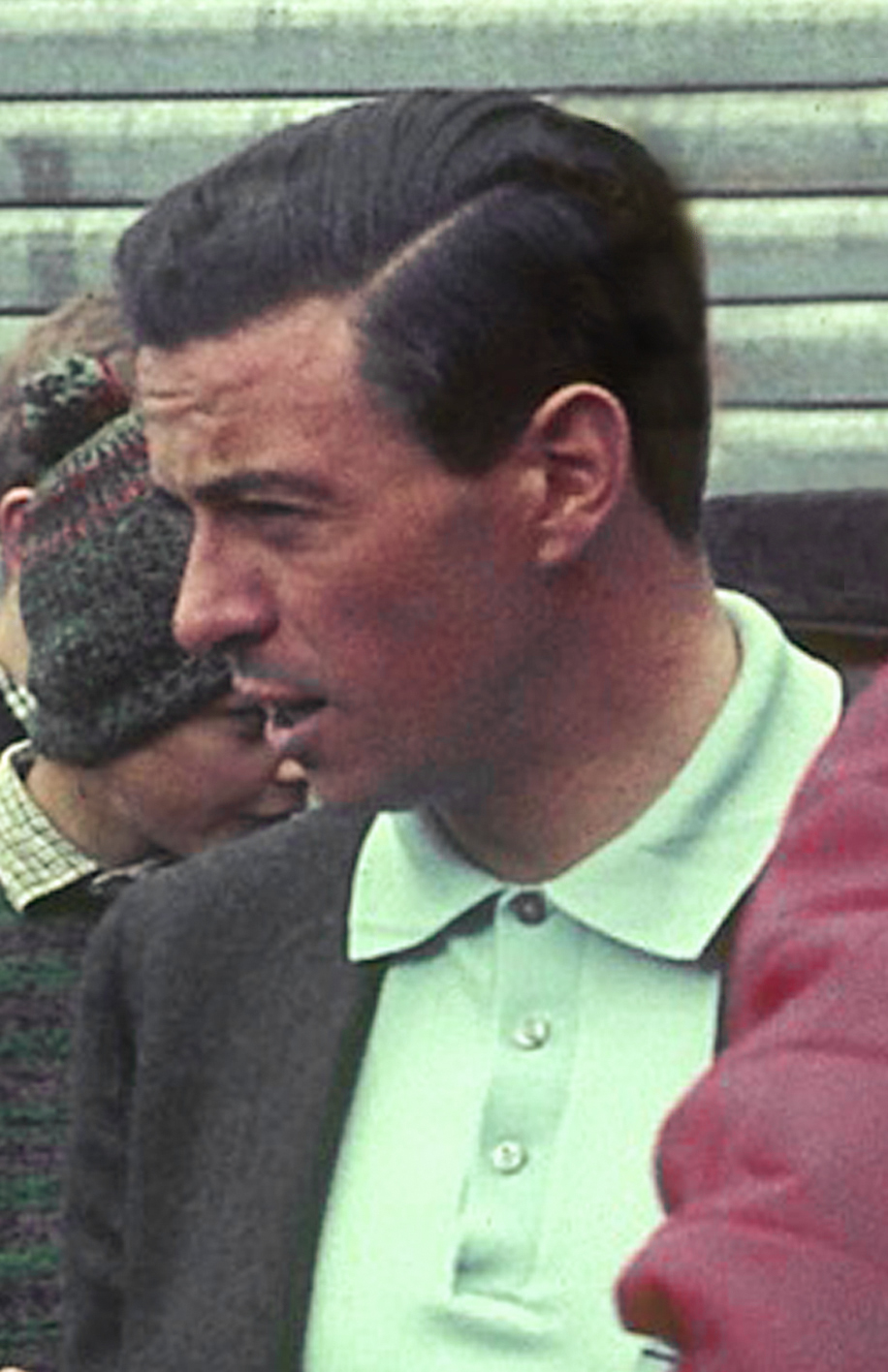
Jim Clark décroche son second titre mondial en 1965

À cause d'une intersaison extrêmement courte (le Grand Prix d'Afrique du Sud est programmé le jour de l'an) et à la suite de l'annonce de l'application pour 1966 d'un nouveau règlement technique, les écuries abordent la saison 1965 avec quasiment les mêmes armes qu'en 1964. Le seul changement important concerne le transfert de Richie Ginther de BRM à Honda où il devient pilote-titulaire en remplaçant Ronnie Bucknum cantonné au rôle de pilote de développement. Phil Hill prend sa retraite et est remplacé chez Cooper par le jeune Autrichien Jochen Rindt.
Dès l'ouverture de la saison à East London, Jim Clark réalise un grand chelem (victoire, course menée de bout en bout, pole position et record du tour). Le Grand Prix suivant ne se déroule que quatre mois plus tard, à Monaco et Clark n'y participe pas, car, après ses échecs frustrants les années précédentes en Principauté, il fait le choix de s'aligner aux 500 miles d'Indianapolis qui se déroulent le même week-end. Après deux tentatives presque victorieuses les années précédentes, il devient le premier pilote de Formule 1 à remporter cette course mythique qui n'est plus inscrite au calendrier mondial depuis 1961. Sans concurrence sur son circuit fétiche, Graham Hill est à nouveau victorieux à Monaco. Parti à la faute en début de course, il revient de la cinquième place à la première pour remporter une de ses plus belles victoires. En hommage à son rival Clark, Hill déclare : « Je me sentais de taille à battre n'importe qui aujourd'hui, peut-être même Clark ». La course voit également Paul Hawkins finir dans les eaux du port, comme Ascari dix ans plus tôt.
Clark, de retour pour l'épreuve belge, remporte la victoire qui lui permet de prendre la tête du championnat puis remporte successivement les Grands Prix de France, de Grande-Bretagne, de Hollande et d'Allemagne ce qui lui assure, tout comme Lotus, son deuxième titre mondial. En Italie, sur le rapide circuit de Monza, il est contraint à l'abandon et laisse les pilotes BRM s'expliquer entre eux. Le jeune Jackie Stewart remporte sa première victoire en championnat devant Hill qui prend sa revanche aux États-Unis dans une course marquée par l'absence de John Surtees. Le champion du monde en titre a été victime d'un grave accident en CanAm et doit observer une longue période de convalescence. Honda se fait remarquer tout au long de la saison grâce à Richie Ginther, souvent à son avantage en qualifications, mais contraint à de nombreuses reprises à l'abandon en course sur problème mécanique. Il inscrit le premier point d'une Honda en Belgique, récidive aux Pays-Bas avant d'atteindre la consécration lors de l'ultime course de la saison au Mexique. Honda négocie la location de la piste en exclusivité au petit matin des premiers essais pour régler la carburation du moteur en fonction de l'altitude élevée du circuit. Grâce à cette mise au point quasi secrète, Ginther décroche la troisième place sur la grille (pour la quatrième fois de la saison) puis décroche sa seule victoire en Grand Prix de Formule 1, la première d'une Honda.

### Retour aux grosses cylindrées (1966-1967)

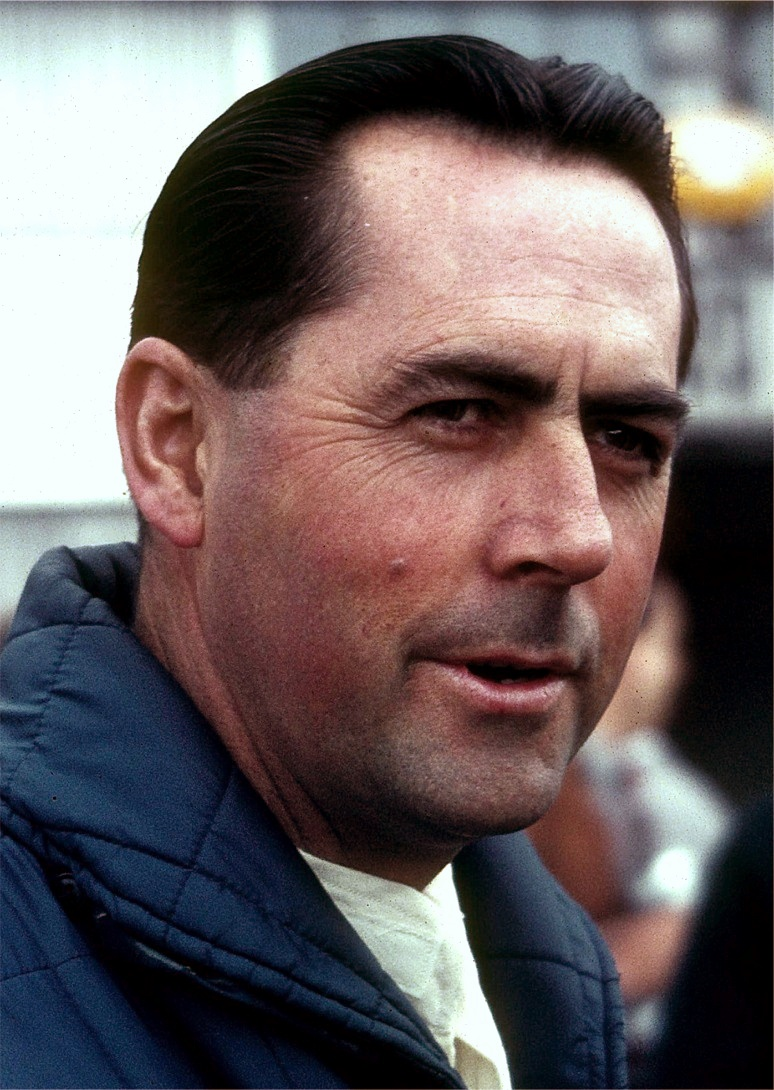
Jack Brabham décroche en 1966 le titre mondial sur une monoplace de sa propre écurie

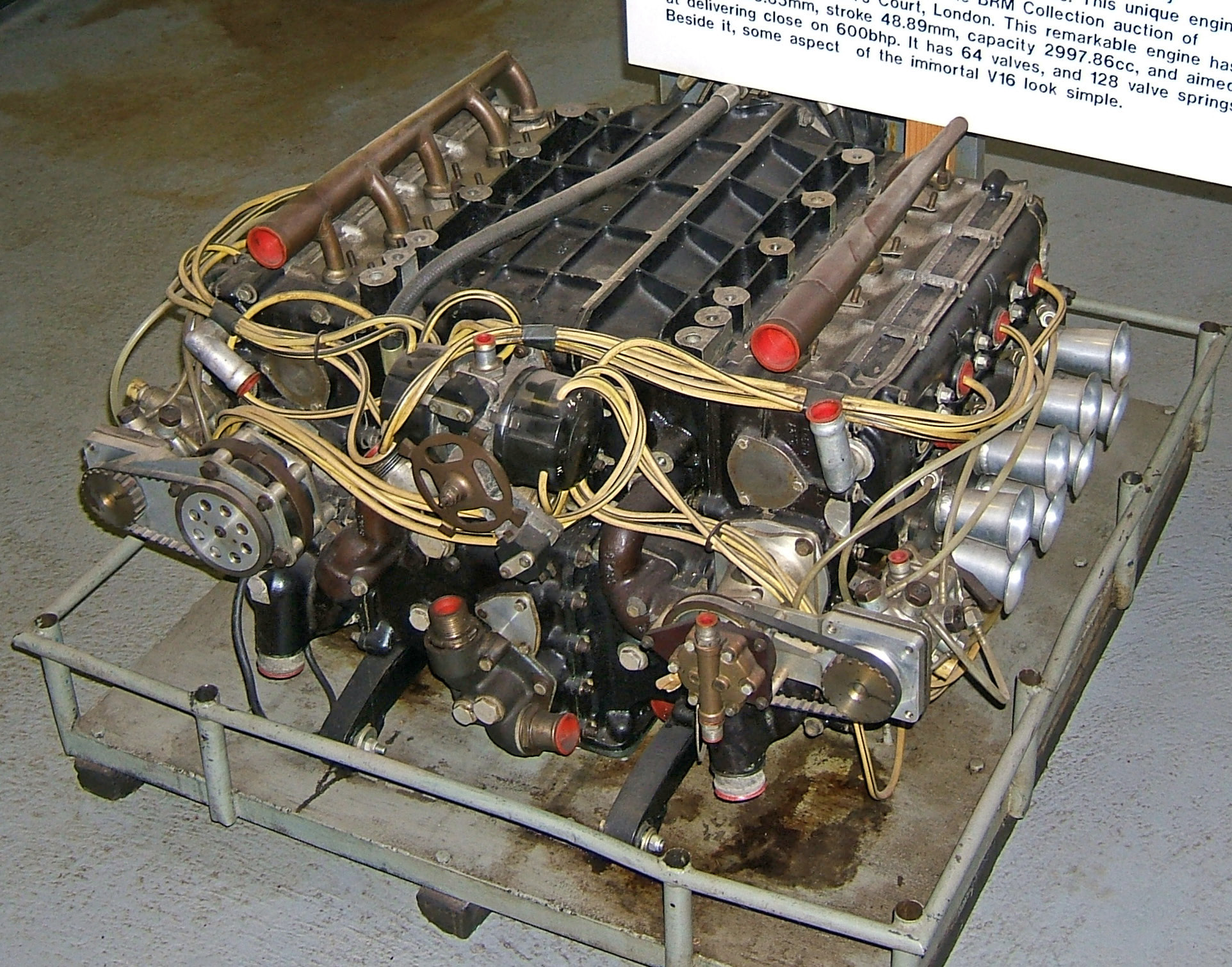
Le surprenant moteur BRM à 16 cylindres en H. Il ne sera victorieux qu'à une seule reprise, au GP des États-Unis en 1966

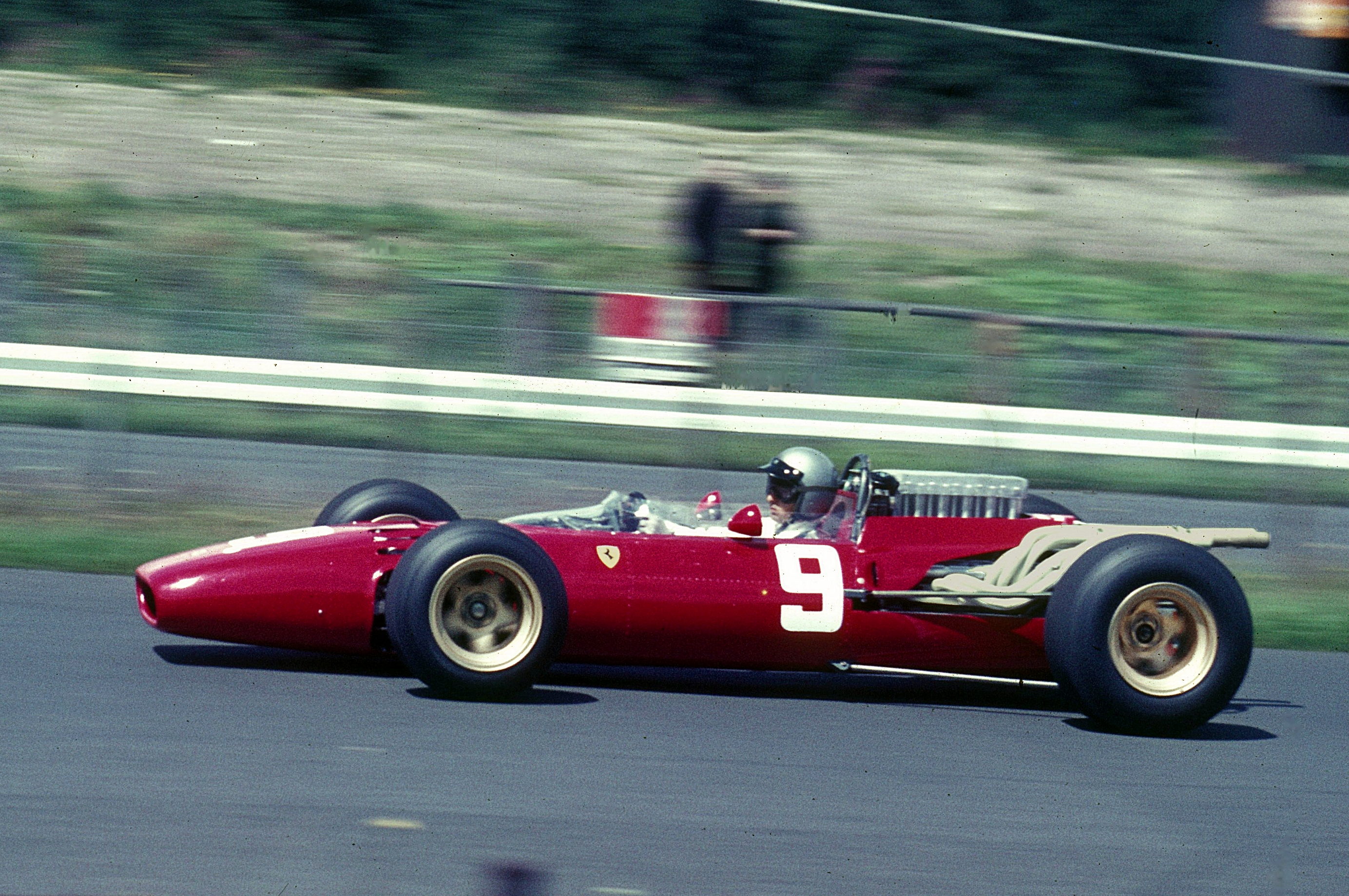
Lorenzo Bandini sur la Ferrari V12 au Nürburgring en 1966

En 1966, un nouveau règlement technique entre en application et fait la part belle aux moteurs dont la cylindrée maximale autorisée est doublée : les blocs 1 500 cm3 sont remplacés par des 3 000 cm3. Les moteurs suralimentés (à compresseur ou à turbocompresseur) sont à nouveau autorisés s'ils respectent une équivalence de 1 à 2 avec les moteurs atmosphériques, soit une cylindrée maximale de 1 500 cm3. Toutefois, il faudra attendre onze ans pour qu'une équipe, Renault, ne se lance dans cette voie. La Scuderia Ferrari apparaît comme la mieux armée à l'entame du championnat : de par sa longue présence en Endurance, elle possède en effet un V12 de 3 000 cm3 prêt à être utilisé dès le début de saison. Coventry Climax, racheté dès 1963 par Jaguar, avait déjà prévenu ses partenaires Lotus, Brabham et Cooper de son retrait de la compétition après l'échec de la mise au point du complexe et coûteux 16 cylindres à plat 16 FWMV (accouplement de deux 8 cylindres en ligne) et le fait que le V8 FWMV de 1,5 litre ne pouvait être réalésé que jusqu'à 2 litres (soit 240 chevaux alors que les blocs concurrents de trois litres pouvaient atteindre 400 chevaux). BRM fait preuve de plus d'audace et veut mettre en valeur le « M » de son acronyme en ne renonçant pas (contrairement à Climax) à développer un original moteur à 16 cylindres en H par superposition de deux blocs à huit cylindres en ligne de 1 500 cm3. Toutefois, comme sa conception prend du retard, l'écurie commence la saison avec un bloc BRM 1,9 V8 de 1 909 cm3 qui n'est autre que le moteur de la saison précédente réalésé.
Repco, partenaire de longue date australien de Brabham spécialisé dans les pièces détachées, fait son entrée en championnat du monde et fournit en quasi-exclusivité l'écurie australienne (les Repco ont aussi motorisé l'écurie sud-africaine LDS de Louis Douglas Serrurier qui n'a jamais été classée en championnat du monde). Ron Tauranac, le collaborateur de Brabham, a bien anticipé le potentiel de la petite manufacture en ce qui concerne la réactivité face au changement de la réglementation. Le Repco 620, conçu par John Judd sur la base d'un V8 3,5 litres Oldsmobile de série réalésés, développe 315 chevaux pour 2 995 cm3. Cooper, revendue au Chipstead Motor Group dirigé par Jonathan Sieff (un proche de la famille Maserati), obtient la fourniture d'un inédit V12 Maserati 3 litres. Honda, victorieuse du dernier Grand Prix de la saison précédente doit tout reprendre à zéro et concevoir un moteur répondant à la nouvelle réglementation. La Honda RA 273 s'avère rapidement être un cuisant échec technique, tant et si bien que l'écurie se contentera de quelques piteuses apparitions en Grand Prix. Lotus a signé un contrat avec BRM pour la fourniture du fameux H16, mais commence la saison avec un ancien Climax porté à 2 litres. Enfin, deux nouvelles écuries font leur entrée en scène : figures majeures du championnat du monde depuis plusieurs années, les pilotes Bruce McLaren et Dan Gurney imitent Jack Brabham en lançant leur propre structure. McLaren choisit un V8 Ford 4,2 litres issu des 500 Miles d'Indianapolis ramené à la cylindrée réglementaire alors que Dan Gurney utilise un antique Climax de 2,5 litres en attendant que la firme britannique Weslake finalise la conception d'un V12 de 3 litres. Comme lors du changement de réglementation de 1954, toutes les solutions architecturales possibles sont testées et la saison paraît plus ouverte que jamais.
À Monaco, seuls Ferrari, Cooper et Brabham bénéficient d'un moteur de 3 litres, mais, sur ce circuit où l'agilité compte plus que la puissance, Lotus et BRM conservent toutes leurs chances malgré leurs vieux blocs réalésés. Même Ferrari préfère mettre ses œufs dans plusieurs paniers puisque Lorenzo Bandini pilote une 246 de 2,4 litres, à la grande fureur de John Surtees chargé de faire débuter la lourde 312 V12. S'il prend la tête de la course au départ, il doit abandonner et concéder la victoire à Jackie Stewart sur sa BRM 2 litres. Le temps fort de la saison a lieu à Spa-Francorchamps, en Belgique où, sous des trombes d'eau, le peloton est rapidement décimé par un carambolage, immortalisé par les caméras de John Frankenheimer qui tourne des séquences de course pour son film Grand Prix. Coincé dans l'habitacle de sa BRM renversée, Jackie Stewart à la merci d'un incendie, attend désespérément l’arrivée des secours alors que son coéquipier Graham Hill est allé chercher des instruments de désincarcération dans une maison en bordure de piste. À partir de ce jour, Stewart se lance dans une impopulaire, mais nécessaire croisade pour la sécurité des pilotes. Les plus grands (Lauda, Prost ou encore Senna) poursuivront son combat. Jochen Rindt prend la tête de la course, mais la victoire revient finalement à Surtees qui, exaspéré par l'attitude du directeur sportif Eugenio Dragoni qui lui préfère Bandini, signe sa dernière victoire en rouge et claque la porte de la Scuderia.
À Reims, Bandini signe la première pole position de sa carrière et retrouve à ses côtés son nouvel équipier Mike Parkes et son ancien qui a trouvé refuge chez Cooper où il remplace Ginther, rappelé par Honda. Bandini abandonne en vue de l'arrivée et offre la victoire à Jack Brabham. Pour la première fois dans l'histoire du Championnat du monde, un pilote gagne un Grand Prix au volant d'une voiture de sa conception (seuls Dan Gurney en 1967 et Bruce McLaren en 1968 feront de même à Spa-Francorchamps). À Brands Hatch, en l'absence de Ferrari qui invoque des mouvements sociaux en Italie (certains voient plutôt une manière d'éviter un fiasco, le V12 Ferrari s'avérant peu compétitif, car trop lourd et encombrant), Brabham signe un doublé, Denny Hulme terminant deuxième derrière son patron. L'écurie australasienne signe à Zandvoort et au Nürburgring deux nouveaux succès qui lui assurent quasiment le titre mondial, seul Surtees conservant une infime chance de ravir le titre. Brabham est officiellement titré à Monza dans une course dominée par les surpuissantes Ferrari (victoire de Ludovico Scarfiotti devant Parkes). À Watkins Glen, dans une course sans enjeu, le champion du monde en titre Jim Clark brille en faisant triompher la Lotus 43, mue par le BRM H16, en profitant des abandons de Brabham et Bandini. Cette victoire sera la seule de ce moteur, BRM revenant dès l'année suivante à une solution plus conventionnelle avec un V12. Au Mexique, Surtees s'impose sur la Cooper-Maserati. Brabham remporte son troisième titre de champion du monde des pilotes tandis que son équipe décroche le titre des constructeurs. Pour la première fois depuis la création du championnat un pilote s'impose avec une voiture de sa conception.

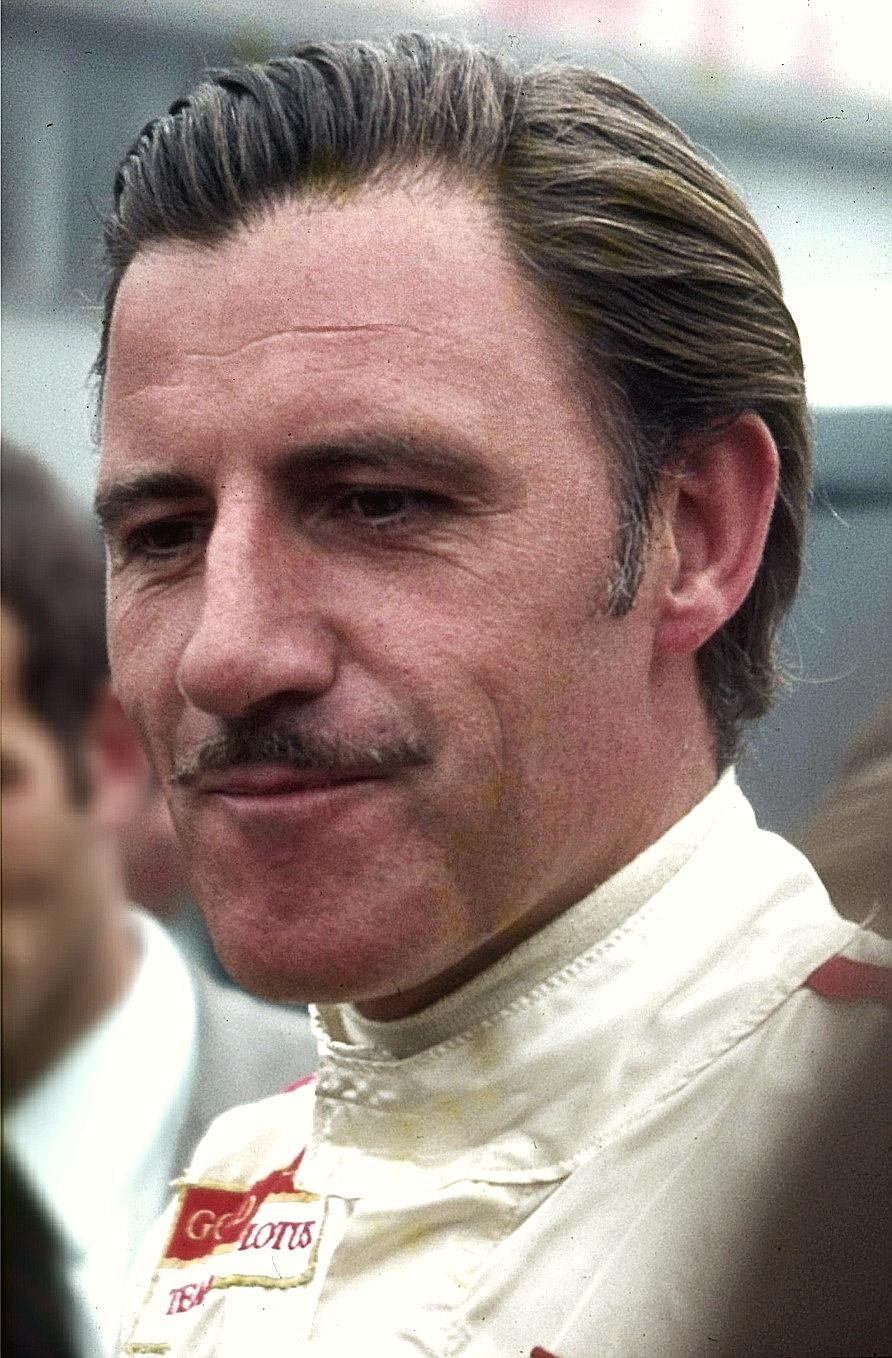
Graham Hill, de retour chez Lotus en 1967

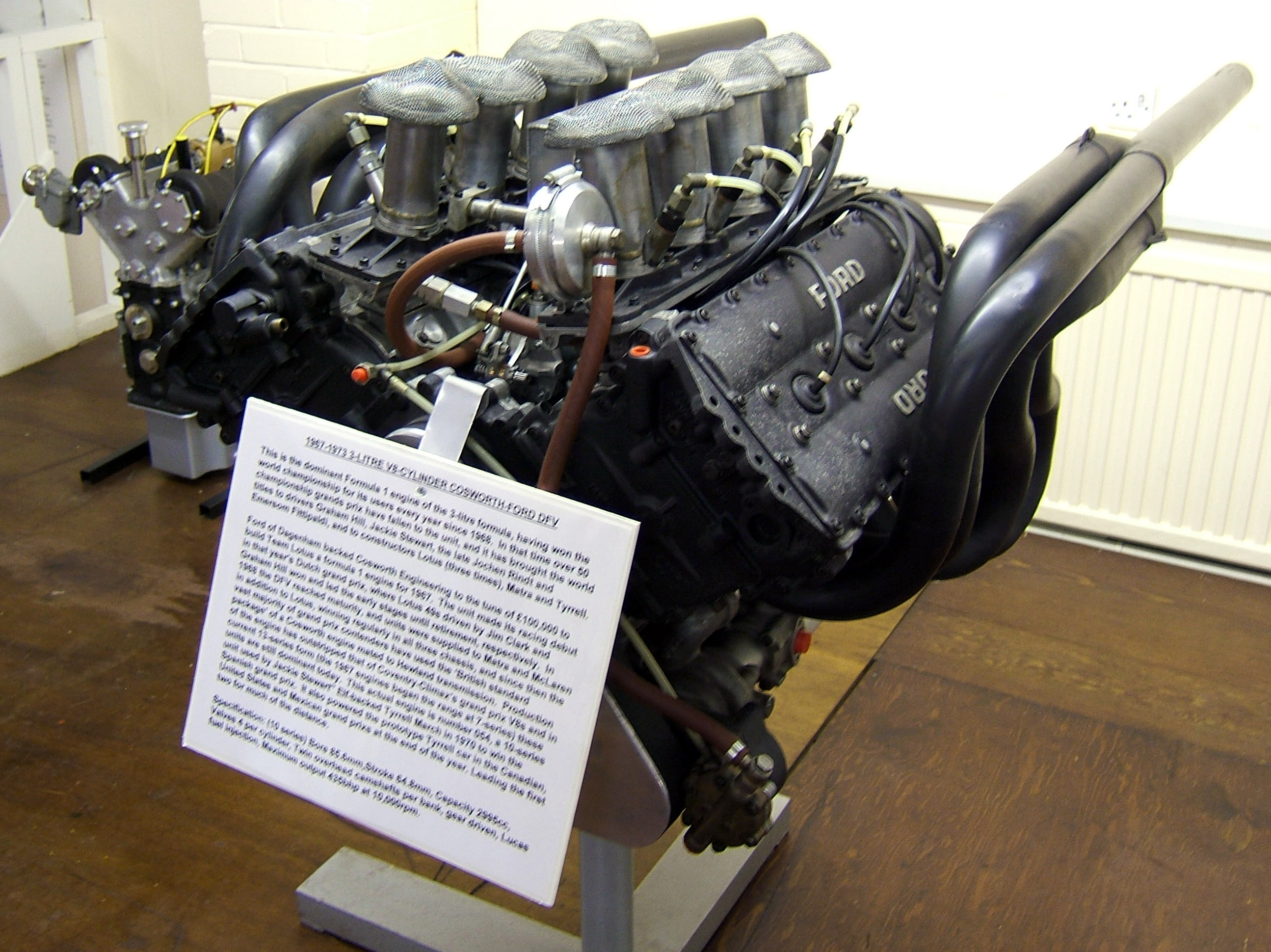
Le V8 Cosworth DFV de 3 litres de cylindrée

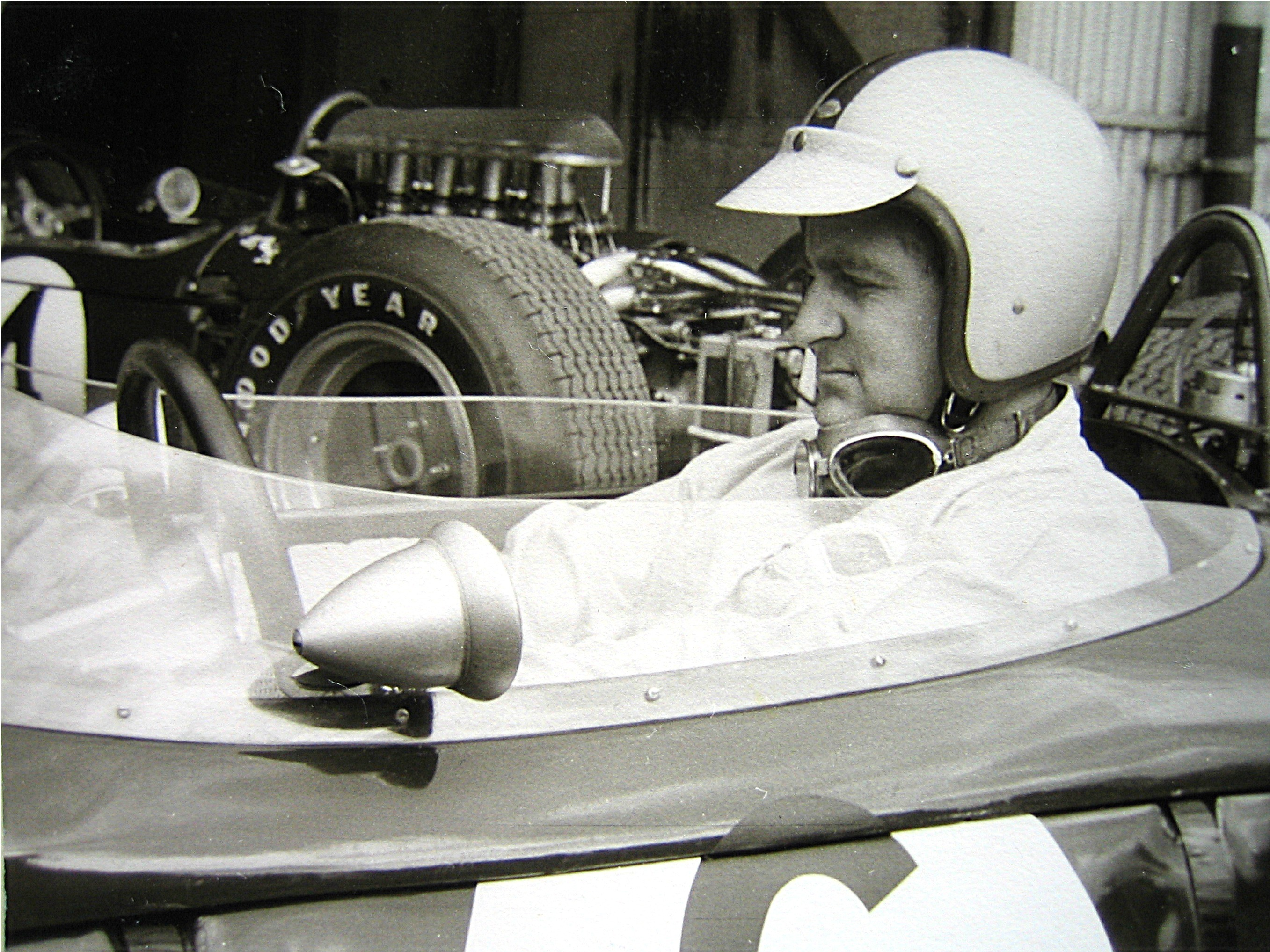
Denny Hulme, champion du monde en 1967 sur Brabham

La principale nouveauté de la saison 1967 est l'entrée en lice du motoriste anglais Cosworth qui, grâce au soutien financier de Ford, lance un nouveau moteur, le V8 DFV 3 litres. Lotus, à l'origine de l'arrivée de Cosworth en Formule 1, en bénéficie en exclusivité à partir du troisième Grand Prix de la saison. Ford a néanmoins émis des exigences et conditionne son soutien au recrutement de Graham Hill aux côtés de Jim Clark. Après huit saisons chez BRM, Hill fait son retour dans l'écurie de ses débuts. Pour défendre ses titres mondiaux, Brabham reste fidèle à sa tradition de rusticité en alignant une monoplace à châssis tubulaire (BT24) alors que quasiment toutes les équipes ont opté pour la monocoque depuis plusieurs années. Repco améliore son moteur qui devient le Repco 740 (330 chevaux à 8 000 tr/min). BRM poursuit avec son moteur H16 installé dans la P83, moteur qui n'a pourtant qui n'a pourtant convaincu personne, l'année précédente. Le départ de Hill laisse un vide que ne comble pas l'arrivée de Mike Spence tandis que Jackie Stewart, désormais premier pilote, s'affirme comme un rival crédible de Jim Clark. Les transferts les plus notables sont l'arrivée de Chris Amon chez Ferrari où il remplace John Surtees parti chez Honda. Richie Ginther quitte les Japonais pour l'écurie Eagle AAR de son compatriote Dan Gurney tandis que Cooper-Maserati fait appel à Pedro Rodríguez (le frère de Ricardo Rodríguez, décédé en 1962) pour seconder Jochen Rindt.
À Kyalami, pour le premier Grand Prix de la saison Pedro Rodriguez remporte sa première victoire en Grand Prix, la dernière de Cooper. Absentes en Afrique du Sud, les Ferrari débutent à Monaco. Lorenzo Bandini, après avoir manqué son envol, se lance dans une tragique course poursuite derrière la Brabham de Denny Hulme et, épuisé, heurte les barrières de sécurité : atrocement brûlé à la suite de l'embrasement de sa monoplace, il décède trois jours plus tard des suites de ses blessures. La Lotus 49-Cosworth débute en fanfare à Zandvoort puisque, pour sa première sortie, le révolutionnaire V8 permet à Jim Clark de remporter la victoire. Cette saison est celle des premières : dès la course suivante en Belgique, Dan Gurney profite des soucis de Brabham et Lotus pour placer sa Eagle-Weslake sur la première marche du podium : un an après Jack Brabham, un autre pilote-constructeur s'impose en Formule 1. Les Brabham imposent ensuite peu à peu leur domination et le titre se joue finalement entre Hulme (qui vient d'annoncer son départ à la fin de la saison) et son patron. Surtees et sa Hondola RA273 jouent les trouble-fêtes en Italie, ce qui n'empêche finalement pas Hulme de décrocher son unique titre de champion du monde tandis que Brabham décroche son second consécutif chez les constructeurs.

### Naissance du sponsoring (1968-1969)

#### Saison 1968

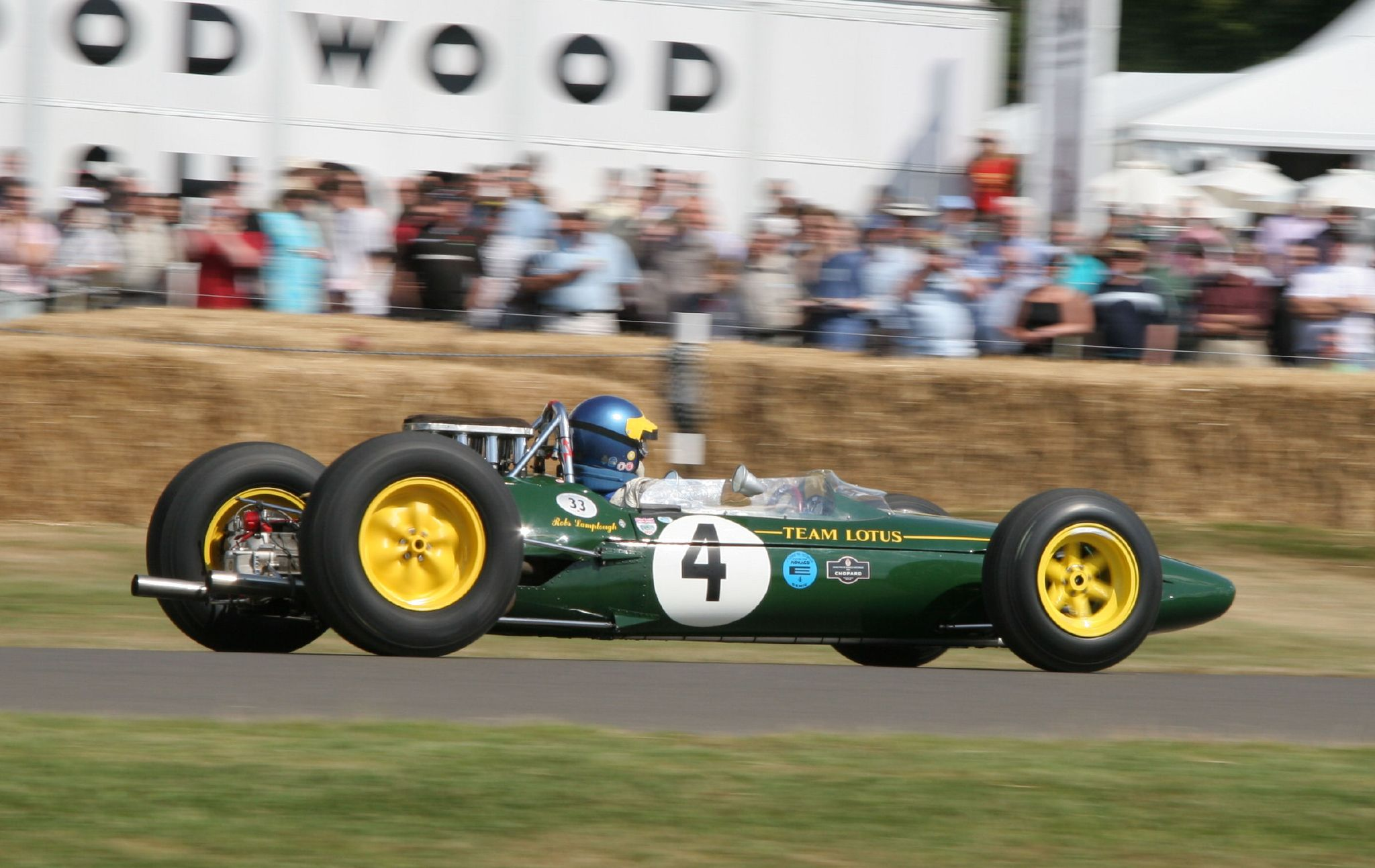
Lotus va troquer sa livrée nationale « British Racing Green »…

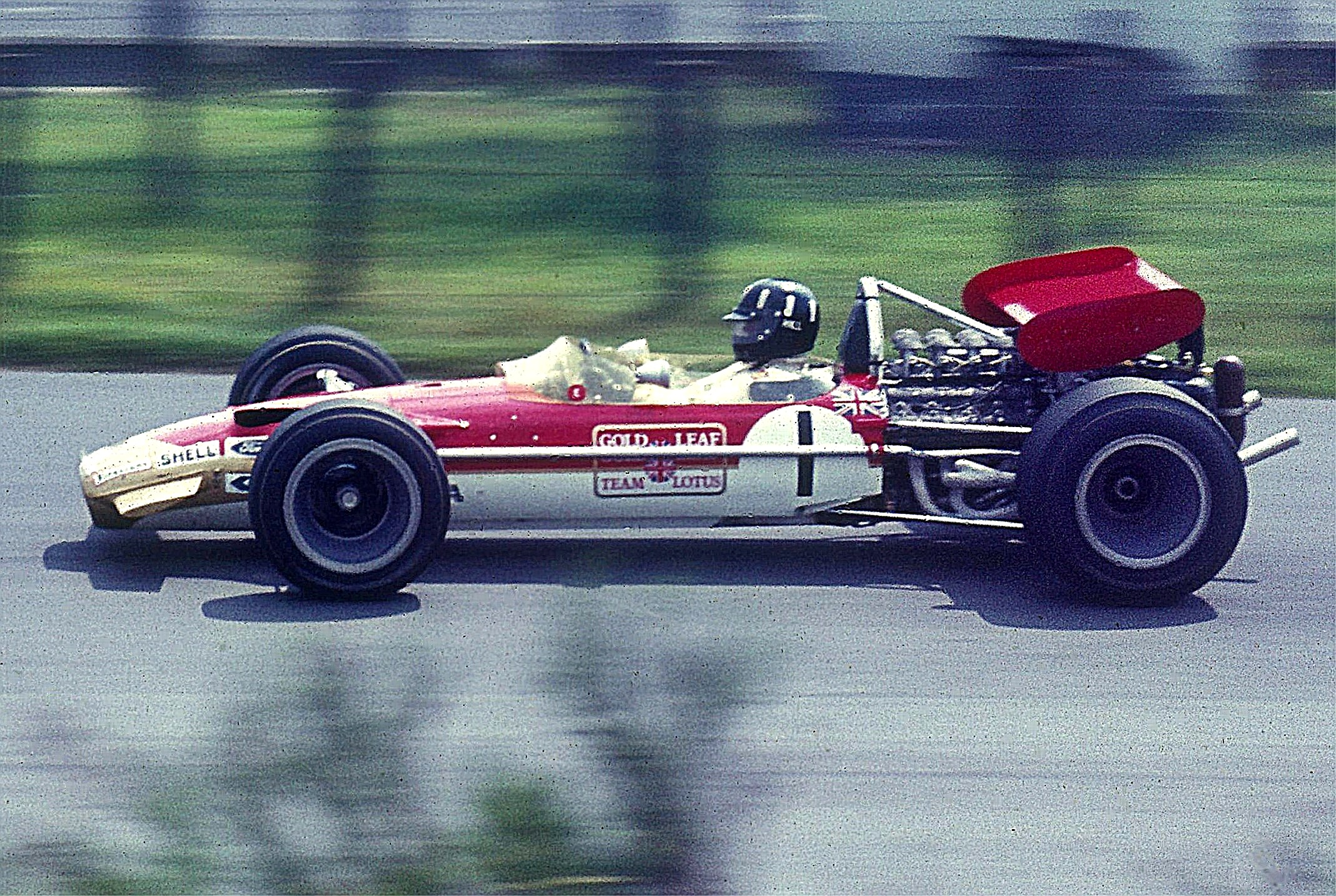
… pour une livrée « commerciale » (Graham Hill sur Lotus 49 au Nürburgring en 1969)

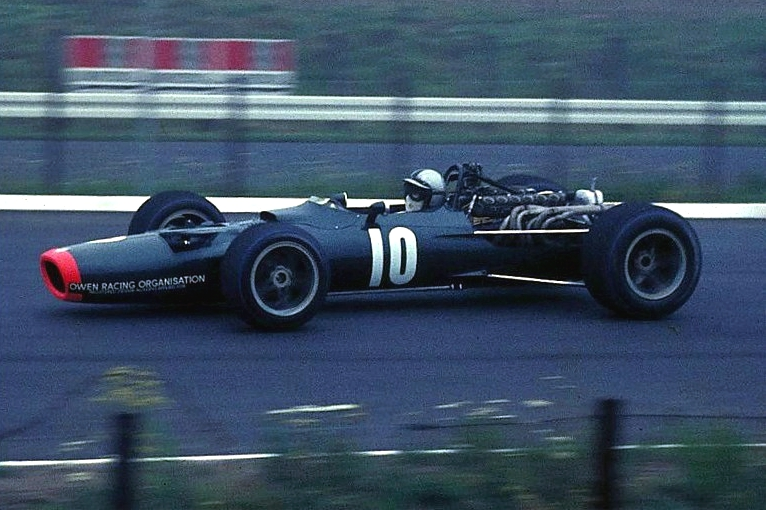
En 1968, BRM abandonne le H16 pour le V12, sans succès. (ici Pedro Rodríguez)

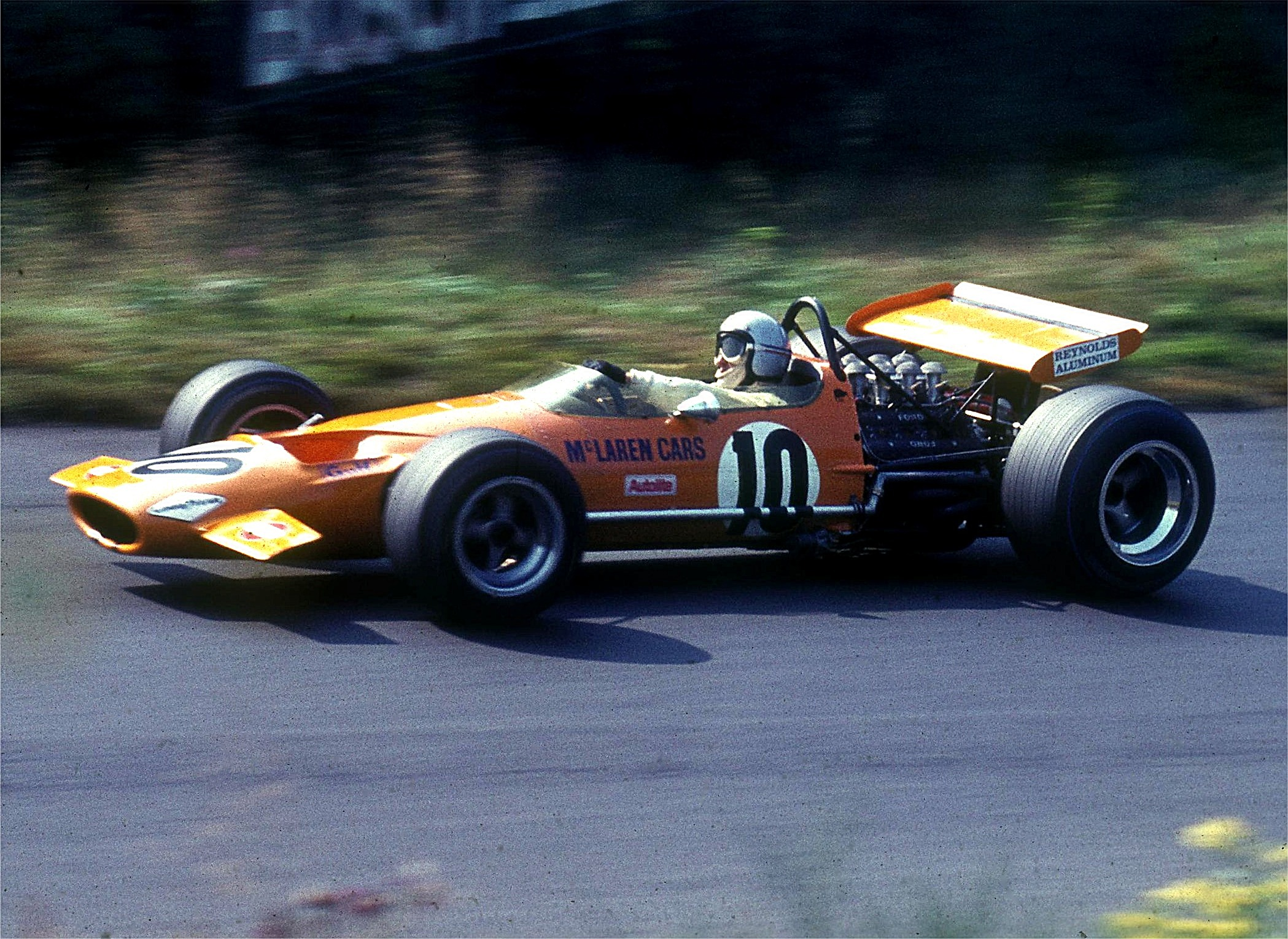
En 1968, Bruce McLaren fait triompher sa propre monoplace en Grand Prix

Les Lotus 49-Cosworth qui n'auront manqué que de fiabilité pour s'imposer dès leur début en 1967, sont logiquement, toujours aux mains de Jim Clark et Graham Hill, les favorites en 1968. Le contrat d'exclusivité liant Ford à Lotus ne portant que sur une seule saison, McLaren et Matra disposent désormais du bloc britannique. Après quelques participations en 1967 avec des Formules 2 lestées à 500 kg, la firme française joue sur deux tableaux avec une équipe officielle qui aligne pour Jean-Pierre Beltoise une monoplace mue par un V12 également d'origine Matra (modèle MS11) et la fourniture d'un châssis pour l'équipe de Ken Tyrrell baptisée Matra International. Cette écurie, grâce aux deniers d'Elf et de Dunlop, recrute Jackie Stewart au volant des MS9 et MS10. Brabham reste fidèle au châssis tubulaire et à Repco et le départ de Denny Hulme est compensé par l'arrivée de Jochen Rindt. BRM consent enfin à abandonner le moteur H16 au profit d'un V12 mais cette décision tardive n'a pas pu retenir Jackie Stewart, remplacé par Pedro Rodríguez. La Scuderia Ferrari fait confiance à une équipe de jeunes pilotes prometteurs puisqu'aux côtés de Chris Amon est recruté le champion de Formule 2 Jacky Ickx. Enfin, McLaren met en place un duo néo-zélandais avec l'arrivée du champion du monde en titre Denny Hulme aux côtés du pilote-constructeur Bruce McLaren.
Consciente des coûts de plus en plus élevés de la compétition, la Commission sportive internationale de la FIA autorise les équipes à recourir au sponsoring extrasportif. Colin Chapman signe un partenariat avec le cigarettier Imperial Tobacco et les Lotus sont les premières monoplaces à abandonner leur livrée nationale pour les couleurs de Gold Leaf,. Le vieux code de couleurs semble avoir vécu, même si certaines écuries chercheront à signer des contrats avec des firmes dont les couleurs sont proches de leur livrée nationale (Matra, puis plus tard Ligier et Prost Grand Prix courront toujours en bleu, Ferrari et la Scuderia Italia conserveront une livrée rouge et Jaguar Racing reprendra à son compte le « British Racing Green »).
La saison débute à Kyalami comme elle s'est terminée en 1967 avec la victoire de Clark devant Hill. En décrochant sa vingt-cinquième victoire, le double champion du monde s'empare du record détenu depuis 1957 par Juan Manuel Fangio. Cette victoire sera sa dernière puisqu'il trouve la mort le 7 avril lors d'une course de Formule 2 à Hockenheim. Quelques semaines plus tard, le pilote BRM Mike Spence décède à son tour au volant de sa Lotus lors des essais des 500 Miles d'Indianapolis où il devait remplacer Clark. Le championnat reprend en Espagne dans une ambiance lourde où Jackie Stewart, blessé au poignet, cède le volant de la Matra-Ford à Jean-Pierre Beltoise. Hill s'impose et récidive à Monaco où il remporte sa quatrième victoire en principauté. Stewart, toujours indisponible était remplacé par le Français Johnny Servoz-Gavin. En Belgique, deux ans après Jack Brabham et un après Dan Gurney, Bruce McLaren intègre le cercle très fermé des pilotes-constructeurs victorieux en s'imposant au terme d'une course par élimination. Zandvoort est aussi le cadre d'une autre grande première avec le succès d'une voiture française, la Matra-Ford, pilotée par Jackie Stewart. Matra réalise même un doublé puisque la Matra V12 de Beltoise se classe seconde.
À Rouen, toujours sous la pluie, Jacky Ickx obtient sa première victoire en Grand Prix et permet à Ferrari de renouer avec le succès après deux ans de disette. La victoire du Belge est endeuillée par l'accident de Jo Schlesser qui débute dans la catégorie reine à quarante ans, au volant de la nouvelle Honda Racing F1 Team RA 302. Expérimentale, avec ses jantes et son châssis en magnésium hautement inflammable, John Surtees l'a récusée, la jugeant trop dangereuse. Sur une piste humide, Schlesser percute violemment le talus et sa Honda s'embrase instantanément. Prisonnier, il ne survit pas à l'incendie tandis qu'Honda se retire de la Formule 1. 1968 est la saison des premières puisqu'à Brands Hatch, Jo Siffert sur une Lotus du Rob Walker Racing signe son premier succès. Il est le second pilote suisse (avec Emmanuel de Graffenried) à remporter une victoire en Formule 1 (Clay Regazzoni deviendra plus tard le troisième et dernier). En Allemagne, sur un terrifiant Nürburgring recouvert de brouillard, Jackie Stewart décroche sa deuxième victoire avec plus de quatre minutes d'avance sur son plus proche poursuivant. À Monza, alors que Hill et Stewart abandonnent, le champion du monde Denny Hulme remporte sa première victoire de l'année. Il récidive au Canada, la lutte pour le titre devenant de plus en plus intense, mais Ickx est victime d'une fracture de la jambe et doit renoncer à ses espoirs.
A Watkins Glen, le débutant Mario Andretti crée la sensation en réalisant la pole position, la victoire revenant à Stewart devant Hill tandis qu'Hulme abandonne. Au moment d'aborder l'ultime manche, Hill est en tête du classement avec trois points d'avance sur Stewart et six sur Hulme. Au Mexique, la bagarre à trois se transforme vite en duel puisqu'Hulme abandonne prématurément. Contrôlant parfaitement la course, Hill s'impose et décroche son deuxième titre mondial, sept pilotes et quatre constructeurs ont remporté un Grand Prix.

#### Saison 1969

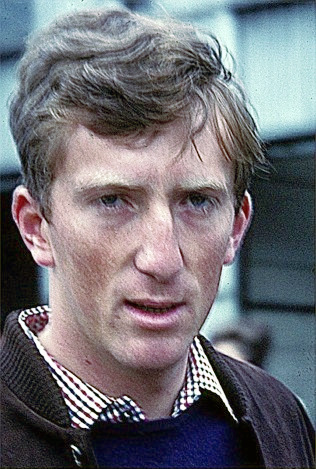
Jochen Rindt en 1968

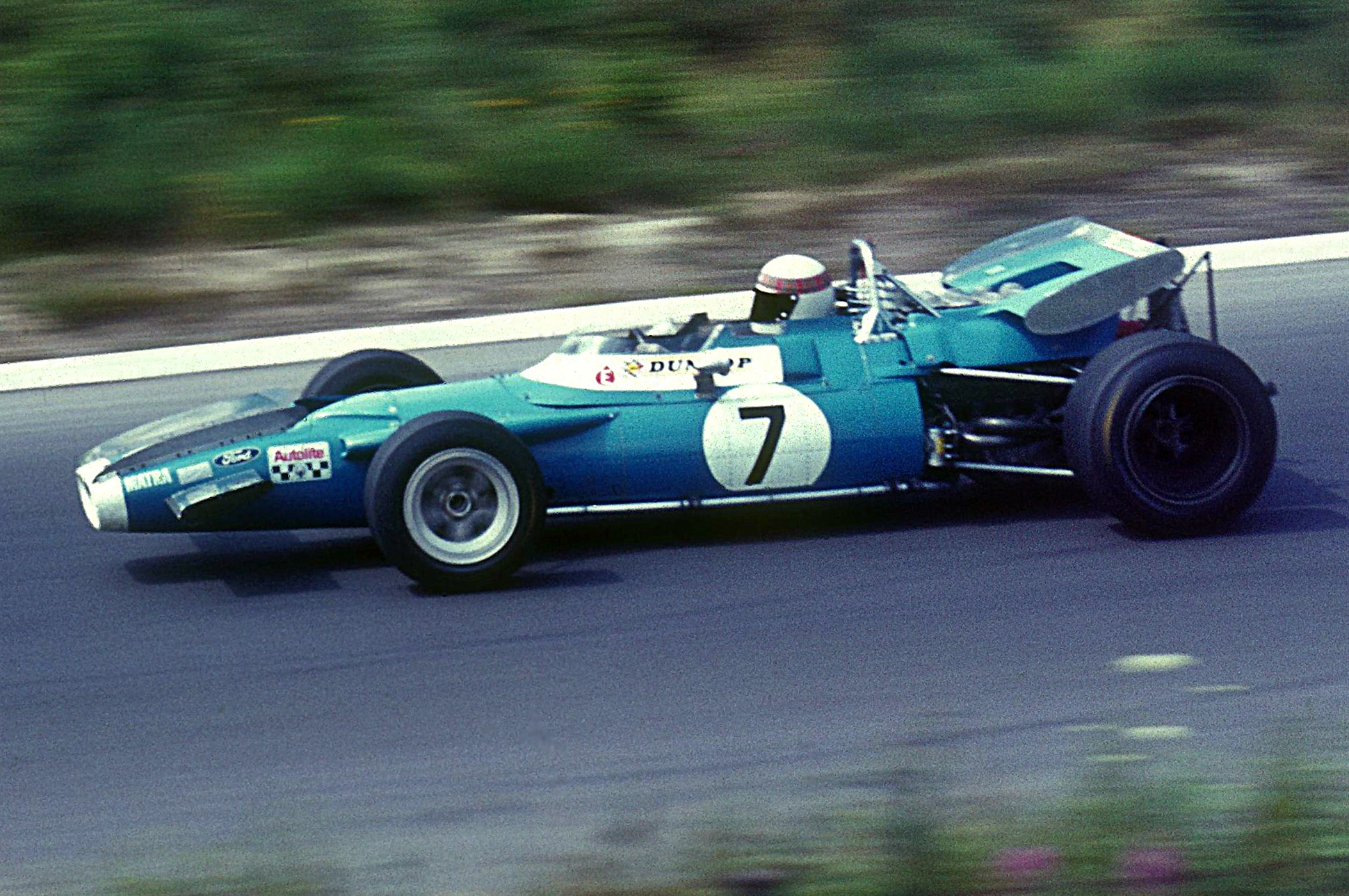
Jackie Stewart au volant de la Matra MS 80 au Nürburgring en 1969

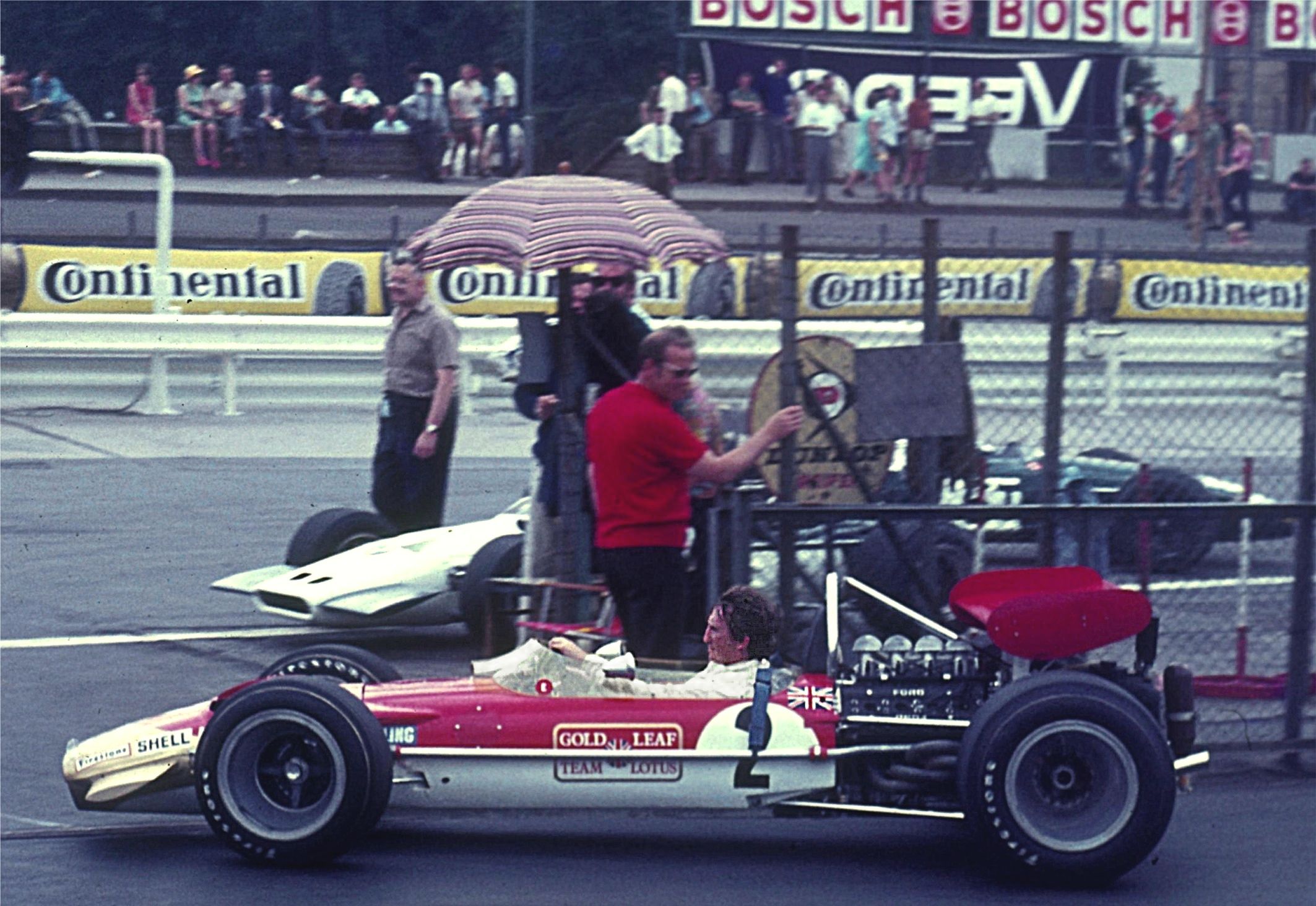
Jochen Rindt décroche sa première victoire en F1 au volant de la Lotus 49 en 1969

En 1969, deux écuries tirent définitivement leur révérence : la vénérable équipe Cooper, à la suite de l'accident de son patron (Vic Elford s'engagera à titre privé sur une Cooper T86B à Monaco) et l'écurie Eagle AAR de Dan Gurney qui prend la décision de recentrer son activité sur le continent nord-américain. Lotus, championne en titre, conserve son modèle 49 décliné en évolution B. Pour épauler Graham Hill, Colin Chapman fait appel à Jochen Rindt pour remplacer Jackie Oliver. Matra, principal concurrent de Lotus l'année précédente doit changer son fusil d'épaule pour pallier les difficultés de mise au point de son moteur V12 Matra Sports : l'écurie « Matra-Matra » n'est pas engagée et les efforts sont concentrés sur « Matra International » où Ken Tyrrell continue avec le V8 Cosworth. Brabham abandonne le peu fiable Repco 860 et à son tour équipe ses monoplaces du moteur Cosworth. Pour compenser le départ de Rindt, Brabham recrute Jacky Ickx qui, à cause de son contrat en Endurance avec l'équipe Gulf-Wyer, ne peut courir sous les couleurs d'un autre pétrolier et doit quitter l'écurie Ferrari-Shell.
Jackie Stewart remporte les deux premières épreuves de la saison, en Afrique du Sud et en Espagne. Son succès à Montjuich, sur un circuit que d'aucun considèrent comme obsolète et dangereux, doit beaucoup aux malheurs de ses adversaires notamment des pilotes Lotus. Hill puis Rindt sont tous deux victimes d'une sortie de piste au même endroit qui provoque leur abandon. La cause probable de ces accidents est imputable aux gigantesques ailerons arrière fixés sur les bras de suspensions des monoplaces : l'appui qu'ils produisent s'avère trop important pour les suspensions qui cassent. Alors qu'il vient de sortir de la piste, Graham Hill court vers son stand prévenir Rindt du risque qu'il court, mais l'Autrichien s'encastre sur l'épave de son coéquipier, qui rebrousse alors chemin pour lui porter secours : Rindt est rudement blessé au visage et gardera toute sa vie les cicatrices de l'accident. La conséquence de ces sorties de piste est la généralisation (sans qu'une décision officielle ne l'impose) des casques intégraux sur les grilles de départ. Ce Grand Prix catastrophique pose à nouveau la question de la sécurité de la discipline : cinq monoplaces seulement terminent la course et les plus rapides ont toutes fini dans les rails de sécurité, heureusement doublés peu avant le début de l'épreuve. Les ailerons sont montrés du doigt par les officiels à la suite des accidents des Lotus, tandis que l'aileron de Ickx s'est envolé en pleine ligne droite et que Denny Hulme a dû s'arrêter en catastrophe pour faire consolider le sien.
Le Grand Prix de Monaco est le théâtre d'une crise entre le pouvoir sportif et les écuries, car, le vendredi précédent l'épreuve, la CSI décide de bannir les ailerons hauts jusqu'à nouvel ordre. Colin Chapman et Ken Tyrrell s'insurgent et arguent que, sans leurs appendices, les monoplaces deviendraient encore plus difficiles à conduire. La crise se résorbe toutefois d'elle-même lorsque, le samedi, les monoplaces pourvues de moignons d'ailerons fixés directement sur la carrosserie tournent plus vite que le jeudi avec les ailerons hauts. Pour la cinquième fois, Hill décroche la victoire en principauté et établit un record qui ne sera égalé qu'en 1992 par Ayrton Senna. Durant le week-end, le bureau de presse de FIAT annonce que le rapport des collaborations techniques entre Fiat et Ferrari se transformera dans le courant de l'année par une prise de participation à hauteur de moitié de Fiat dans le capital de Ferrari. Revenu à la compétition, Jochen Rindt domine le Grand Prix de Hollande devant son coéquipier, mais, après leur abandon, Stewart décroche à nouveau les lauriers. Pour son Grand Prix national, Matra se fait particulièrement remarquer avec un doublé Stewart-Beltoise. À Silverstone, à l'issue d'un duel au sommet avec Rindt, Stewart décroche sa cinquième victoire et compte ainsi une avance de 28 points sur son dauphin Bruce McLaren, très régulier depuis le début de saison.
L'Écossais ne termine que second du Nürburgring où triomphe Jacky Ickx, mais prend sa revanche en Italie en raflant la mise d'un souffle devant Rindt (80 centièmes de seconde d'écart à l'arrivée) ce qui lui permet de devenir champion du monde à trois courses du terme. La victoire de Ickx au Canada le rapproche du titre officieux de vice-champion tandis que Rindt décroche, enfin, pour son cinquantième départ en Formule 1, sa première victoire à Watkins Glen. Ce succès prend la forme d'une passation de pouvoir, puisque ce même jour, Graham Hill a un grave accident qui met un terme à sa saison : le champion du monde en titre est victime d'une crevaison lente qui provoque sa sortie de piste. Il est éjecté de sa monoplace à la suite d'un dysfonctionnement de sa ceinture de sécurité et se casse les deux jambes. La manche finale, au Mexique, est remportée par Denny Hulme au volant de la McLaren M7A.

### Nombreux décès (1970-1973)

#### Saisons 1970-1971

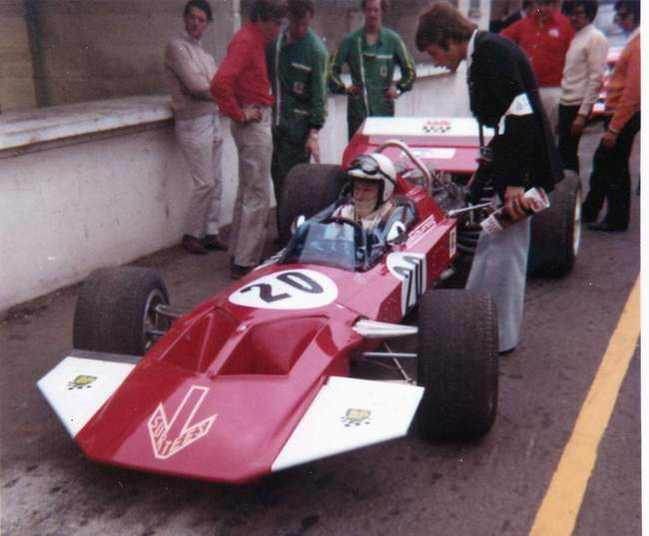
John Surtees imite Brabham, Gurney et McLaren en s'engageant sur sa propre monoplace à partir de 1970 (ici la TS7 à Brands Hatch en 1970)

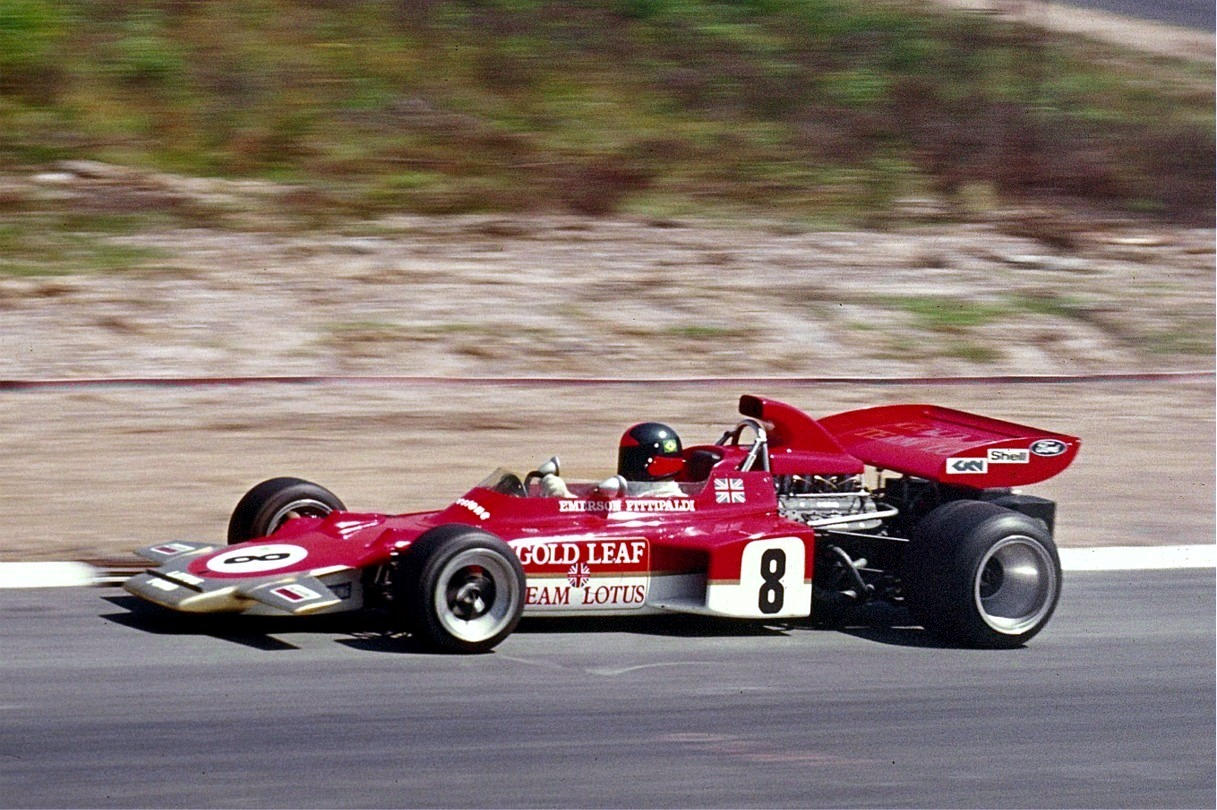
Emerson Fittipaldi remporte sa première victoire sur la Lotus 72 en 1970 (ici au Grand Prix d'Allemagne 1971)

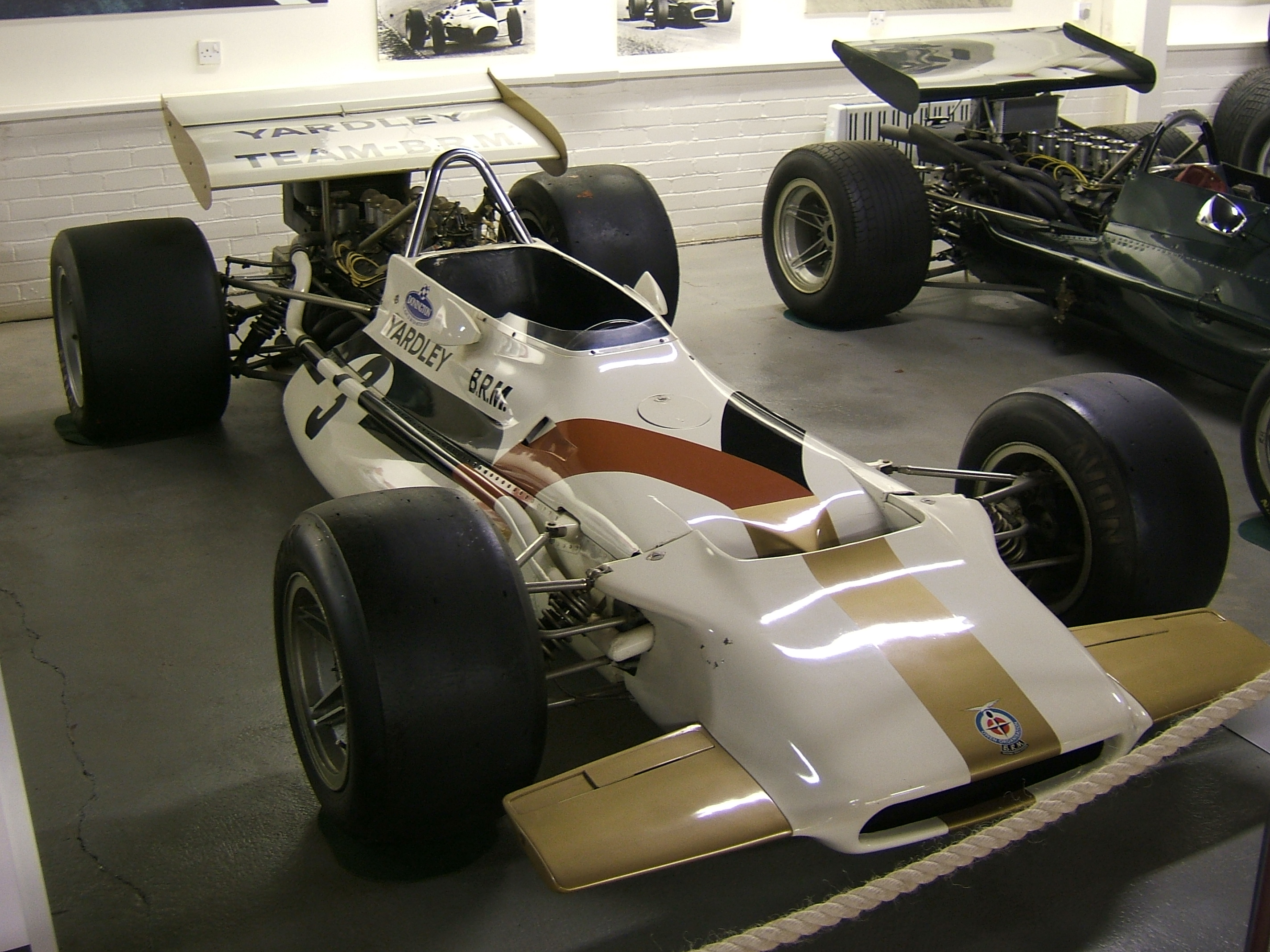
Pedro Rodríguez, sur BRM P153, permet en 1970, à son écurie de renouer avec la victoire après quatre ans de disette

La principale surprise du début de saison 1970 est la séparation entre Matra et Ken Tyrrell à la suite de la réactivation du projet du moteur V12. Tyrrell estime que ce moteur est inférieur au V8 Cosworth et sollicite dans un premier temps March pour la fourniture d'un châssis avant de devenir constructeur à part entière à partir du Grand Prix du Canada et l'engagement de la Tyrrell 001. Matra récupère Jean-Pierre Beltoise et aligne à ses côtés Henri Pescarolo, très populaire en France à la suite de ses prestations aux 24 heures du Mans. March, fondée notamment par Max Mosley, qui deviendra plus tard président de la FIA, fait ses débuts en championnat avec la 701 également fournie à des écuries privées. Deux autres écuries, utilisant également le bloc Cosworth font leur entrée en lice : Surtees, où officie le patron-pilote John Surtees, et de Tomaso, qui fait son retour après avoir pris le départ de deux Grands Prix en 1961. La monoplace est réalisée par Dallara et confiée à Piers Courage au sein d'une équipe dirigée par Frank Williams. Jochen Rindt reste chez Lotus bien qu'il se plaigne de la dangereuse fragilité des châssis créés par Colin Chapman. Il est épaulé par John Miles, fils de l'acteur Bernard Miles, ex-pilote essayeur de l'écurie puisque Graham Hill, mal remis de son grave accident de l'année précédente, n'est pas conservé. Il participera néanmoins au championnat sur une Lotus privée du Rob Walker Racing Team. Jacky Ickx fait son retour chez Ferrari au côté du novice suisse Clay Regazzoni, ce qui contraint le vétéran Jack Brabham à annuler ses projets de retraite.
En Afrique du Sud, pour le Grand Prix d'ouverture, Jackie Stewart réalise la pole position au volant de la March 701 pour sa première apparition. Il cède la victoire à Jack Brabham mais, en terminant troisième, permet à la nouvelle écurie de décrocher un podium pour sa première course. Dès la suivante, en Espagne, il offre à March son premier succès dans la discipline. À Monaco, l'abandon de Stewart permet à Jochen Rindt de décrocher les lauriers, toutefois, l'événement de cette course est l'annonce de la retraite du fantasque Johnny Servoz-Gavin après sa non-qualification sur la March-Tyrrell. Il est remplacé à partir de Zandvoort par un autre jeune pilote français, François Cevert.
Juste avant le Grand Prix de Belgique, on apprend le décès de Bruce McLaren, victime d'un accident à Goodwood en essayant une McLaren de CanAm. Denny Hulme, l'autre pilote de l'équipe, ne prend pas non plus le départ de l'épreuve à la suite de ses brûlures contractées dans un accident aux essais des 500 Miles d'Indianapolis. Pedro Rodríguez offre à BRM, qui a troqué sa livrée vert anglais pour recouvrir ses P153 à la manière des boîtes de parfumerie Yardley, son premier succès depuis plus de quatre ans. Aux Pays-Bas, Lotus dévoile son modèle 72 qui, avec ses radiateurs latéraux (alors qu'il était jusque-là universellement frontal), préfigure l'esthétique des monoplaces des décennies à venir, Rindt décroche son second succès de l'année, mais n'a pas le loisir de le fêter : au sortir de sa monoplace, il apprend le décès de son inséparable ami Piers Courage mort dans les mêmes circonstances que Jo Schlesser deux ans plus tôt : la de Tomaso en magnésium, légère mais sensible à l'embrasement, s'est enflammée après une sortie de piste. Sur le podium, assailli de désespoir, Rindt demeure impassible alors que ce Grand Prix restera certainement comme une de ses plus belles victoires.
L'Autrichien s'empare de la tête du championnat à Clermont-Ferrand en profitant des abandons de Jacky Ickx et Jean-Pierre Beltoise, puis s'envole à la suite de son succès à Brands-Hatch, où, solide leader, Brabham tombe en panne d'essence dans le dernier tour. Il confirme sa domination à Hockenheim malgré la belle résistance de Ickx sur une Ferrari de plus en plus performante. Cette série de quatre succès consécutifs s'achève chez lui, en Autriche, où il est vaincu par un doublé Ferrari : Ickx devant Clay Regazzoni. À Monza, Rindt possède une large avance de 20 points au championnat sur Jack Brabham, Hulme pointant à 25 et Ickx et Stewart à 26. On apprend alors avec stupeur la mort du pilote autrichien le 5 septembre 1970, lors des derniers essais du Grand Prix : victime d'une sortie de piste à l'abord de la « Parabolique » (on parlera d'une défaillance du système de freinage), Rindt est tué sur le coup. Il n'aura survécu que cinq courses à son meilleur ami. Le Tessinois Regazzoni signe sa première victoire en Grand Prix grâce notamment à la puissance du nouveau moteur à 12 cylindres à plat (configuration boxer) de la 312B de plus en plus fiable et performante. En signe de deuil, Lotus ne participe pas aux courses suivantes et le championnat prend alors une tournure surréaliste, les principaux adversaires du pilote autrichien tentant de refaire leur retard sur leur rival décédé. Les Ferrari s'imposent facilement au Canada (doublé Ickx-Regazzoni) et Ickx conserve une chance de ravir le titre. À l'occasion de cette épreuve Tyrrell Racing fait ses débuts officiels en tant que constructeur : déçu par le châssis March qui, après des débuts prometteurs, est rentré dans le rang, Ken Tyrrell construit sa propre monoplace. En réalisant la pole position, Stewart démontre d'emblée le potentiel de la Tyrrell 001.
Lotus effectue son retour aux États-Unis, mais John Miles, bouleversé par la mort de son coéquipier, a entre-temps mis un terme à sa carrière et est remplacé par Reine Wisell tandis que le débutant brésilien Emerson Fittipaldi, troisième pilote Lotus, est promu leader. Il endosse rapidement le costume qui lui est dévolu en remportant sa première victoire en Grand Prix. Ickx terminant seulement à la quatrième place, Jochen Rindt est sacré champion du monde des pilotes, près d'un mois après sa mort. C'est la seule fois de l'histoire de la Formule 1 qu'un pilote est couronné à titre posthume. Au Mexique, dans des conditions de course ahurissantes (le public a quitté les tribunes pour se masser au bord de la piste), Ickx et Regazzoni offrent un nouveau doublé à Ferrari et s'assurent les deuxième et troisième place du Championnat du monde des pilotes.

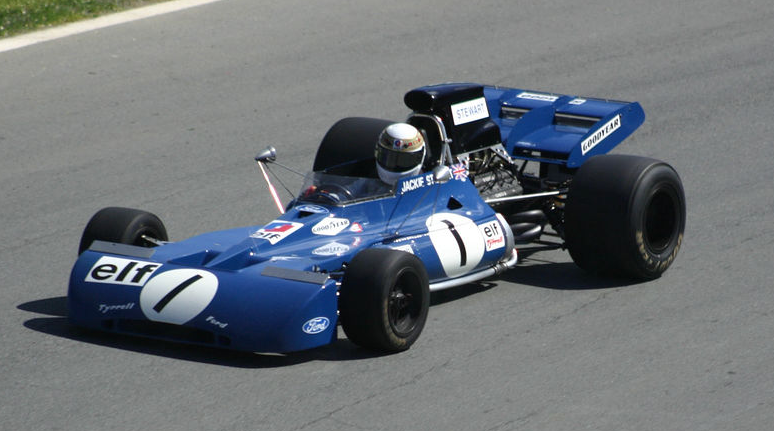
Jackie Stewart mène la Tyrell 003 au titre mondial en 1971

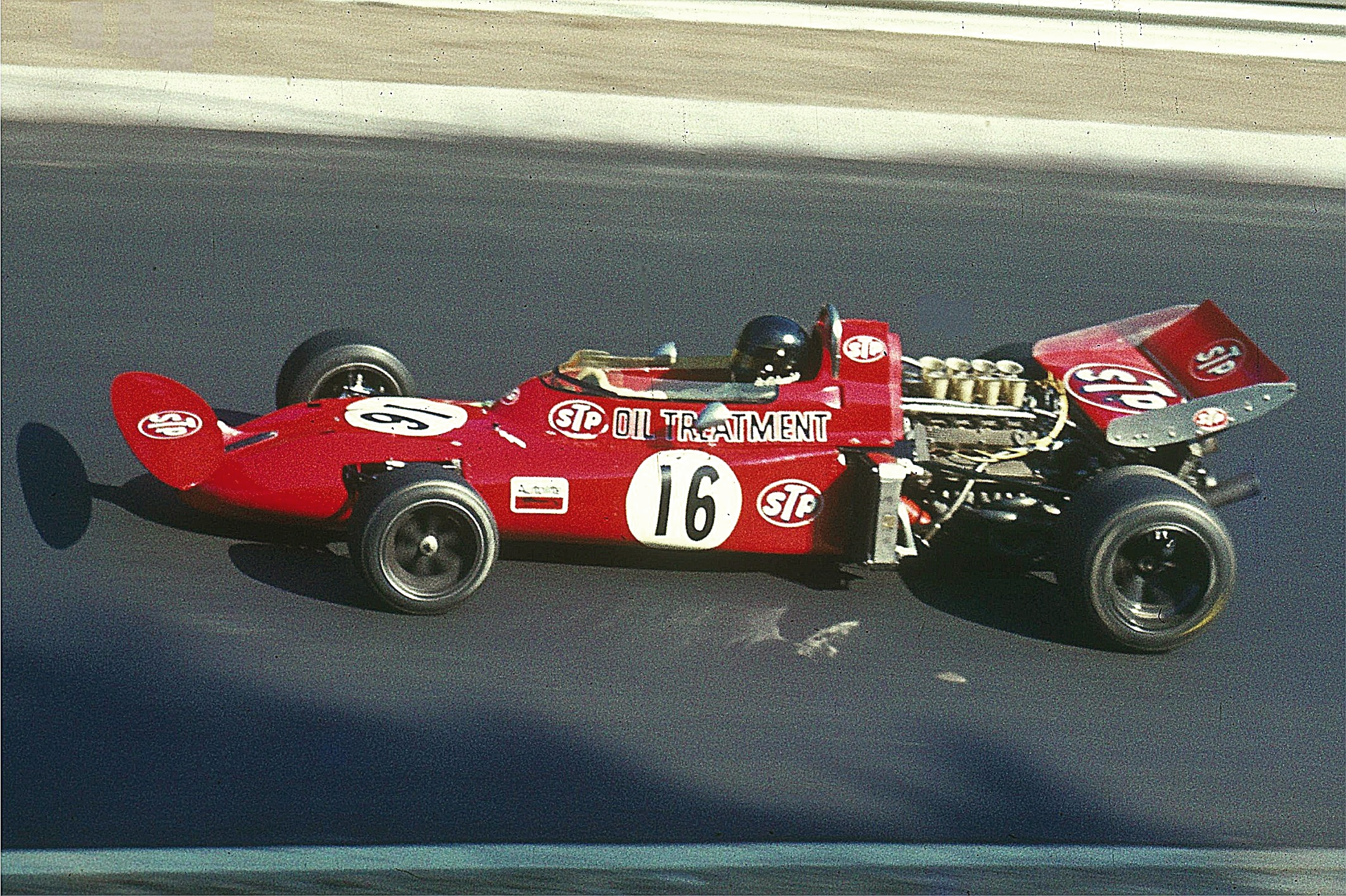
March Engineering fait ses débuts en Formule 1 en 1970

En 1971, la Ferrari fait figure de favorite avec sa 312 B2 toujours confiée à Jacky Ickx et Clay Regazzoni, épaulés ponctuellement par Mario Andretti. Lotus, championne en titre mais durement éprouvée l'année précédente, mise sur la jeunesse d'Emerson Fittipaldi et de Reine Wisell tandis que BRM remplace Jackie Oliver par Jo Siffert (ex-March) pour épauler Pedro Rodríguez. Matra, dont les résultats ont été très décevants l'année précédente, recrute également chez March en engageant Chris Amon à la place d'Henri Pescarolo. Jack Brabham prend enfin sa retraite et revend son écurie à son ancien associé Ron Tauranac qui recrute le jeune Australien Tim Schenken et le vétéran Graham Hill. McLaren a survécu à la mort de son fondateur et Denny Hulme est épaulé, comme fin 1970, par Peter Gethin.
Les Ferrari se mettent en évidence dès l'ouverture de la saison en Afrique du Sud où le jeune Mario Andretti s'offre son premier succès en championnat du monde. En Espagne, Ickx, en pole position, est débordé par Jackie Stewart qui signe ainsi la première victoire de Tyrrell en tant que constructeur. Il récidive à Monaco et prend le large au championnat. La réplique de Ickx intervient à Zandvoort, sous la pluie, où il met à profit la progressivité de son V12 pour décrocher sa première victoire de la saison et revenir à cinq points au championnat. Les espoirs du Belge sont douchés lorsque Stewart signe trois succès consécutifs au cœur de l'été, victoires qui doivent tout autant au talent du pilote qu'aux performances de sa monture comme le prouvent les deux secondes places de son coéquipier François Cevert. À Zeltweg, Joseph Siffert remporte la seconde et dernière victoire de sa carrière. Il réalise à cette occasion un grand chelem : pole position, meilleur tour en course, victoire en ayant mené de bout en bout. Bien que contraint à l'abandon, Jackie Stewart est sacré champion du monde des pilotes puisqu'avec trois épreuves restant à disputer, il compte 32 points d'avance sur son dauphin Jacky Ickx.
Sans enjeu, le Grand Prix d'Italie n'en rentre pas moins dans l'histoire. Au terme d'un longue course d'aspiration en peloton, Peter Gethin, désormais chez BRM après son licenciement de chez Mclaren (pour manque de résultats) s'impose avec un centième de seconde d'avance sur Ronnie Peterson. François Cevert complète le podium à 9 centièmes, devant Mike Hailwood à 18 centièmes et Howden Ganley, cinquième à 61 centièmes de seconde : c'est l'arrivée la plus serrée de l'histoire de la Formule 1. Au Canada, Jackie Stewart renoue avec le succès tandis que François Cevert parachève la domination Tyrrell en signant à Watkins Glen, l'ultime manche de la saison, la première victoire d'un pilote français en Formule 1 depuis Maurice Trintignant en 1958. Si Jackie Stewart (qui décroche son second titre mondial) permet à Tyrrell Racing de remporter le titre constructeurs pour son premier engagement dans la discipline, la révélation de la saison est Ronnie Peterson qui, sur une March 711 moins performante que ses concurrentes qui termine à la deuxième place du championnat du monde grâce à ses cinq podiums.
La saison s’achève tragiquement pour BRM, deuxième du championnat constructeurs, qui se retrouve complètement décimée. Pedro Rodríguez décède en juillet au volant d'une Ferrari lors d'une épreuve d'Interseries au Norisring. Puis, en octobre, Jo Siffert trouve la mort à son tour en disputant à contrecœur une épreuve hors championnat organisée à la suite du décès de Rodriguez (le 24 octobre 1971 était la date prévue du Grand Prix du Mexique, mais les organisateurs mexicains n'ont pas eu le cœur à mettre sur pied leur épreuve nationale).

#### Saisons 1972-1973

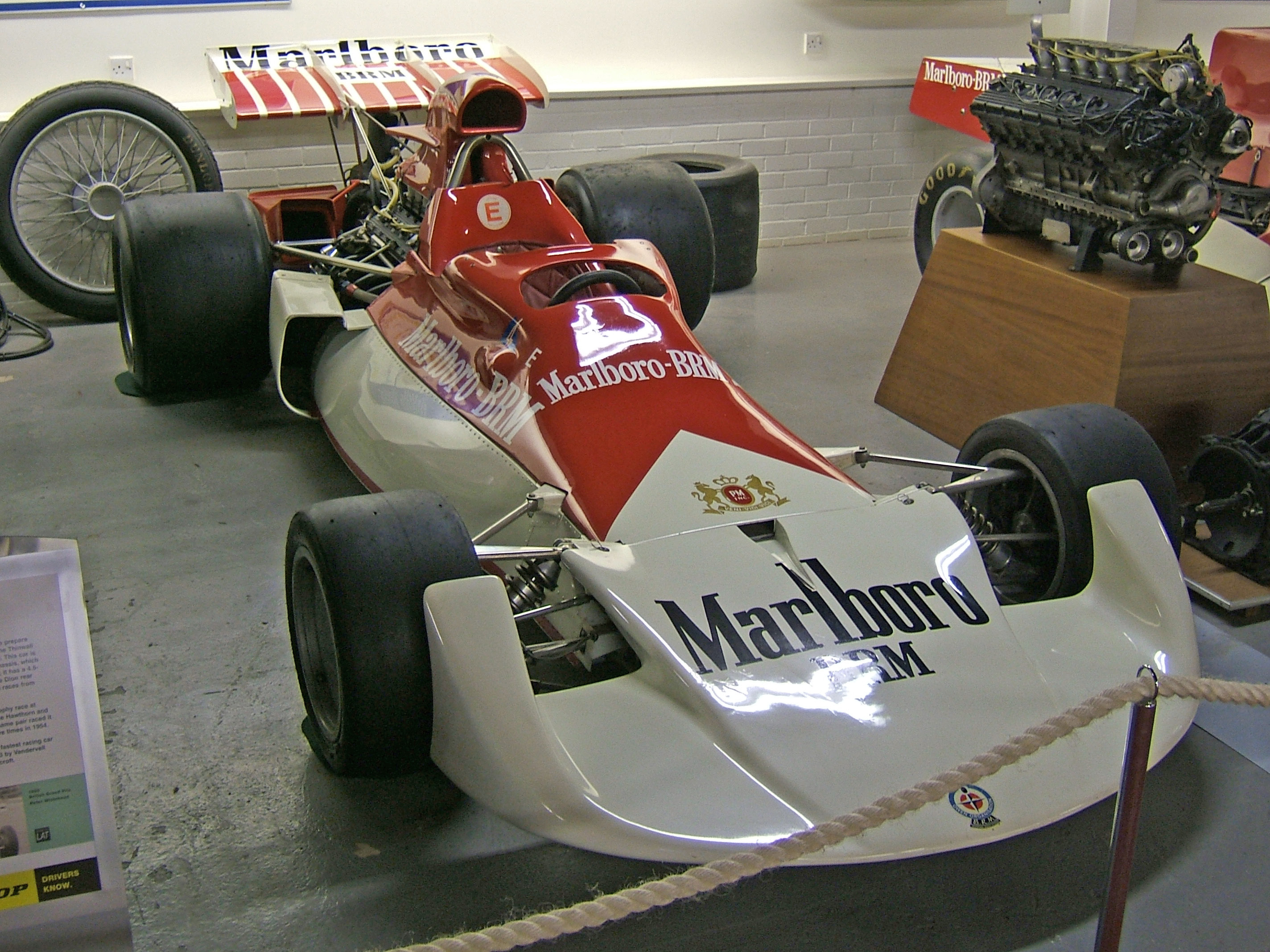
La BRM 180 de Jean-Pierre Beltoise en 1972

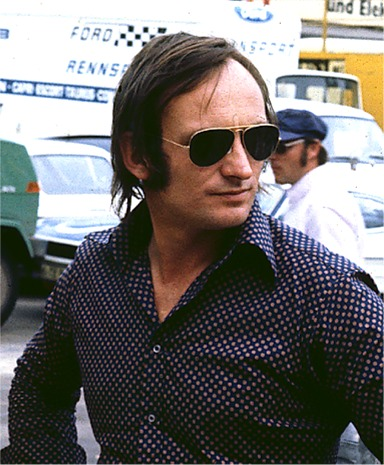
Chris Amon, un « champion sans couronne »: 11 podiums, 83 points, mais aucune victoire…

En 1972, peu de transferts majeurs sont à noter, sinon que Jean-Pierre Beltoise quitte Matra pour remplacer Siffert chez BRM et que le jeune Niki Lauda, apparu lors du dernier Grand Prix de la saison précédente, devient titulaire chez March. La saison débute en Argentine où le novice pilote local (et second du Championnat d'Europe de Formule 2 1971 sur une Brabham de l'Automobile Club d'Argentine), Carlos Reutemann, et dont c'est la première apparition en Formule 1, conquiert la pole position au volant d'une Brabham officielle. En course, le champion du monde Jackie Stewart fait valoir ses droits à la victoire. À Kyalami, Stewart, contraint à l'abandon, cède la victoire à la McLaren de Denny Hulme qui prend la tête du championnat. Stewart n'est guère plus heureux en Espagne où il est victime d'une sortie de piste en tentant de suivre le rythme de la Lotus de Fittipaldi qui revient à hauteur de Hulme au championnat.
A Monaco sous le déluge, Beltoise survole l'épreuve au volant de sa BRM : il décroche son unique victoire en championnat du monde et s'impose avec une trentaine de secondes d'avance sur Jacky Ickx tandis que Fittipaldi, troisième à plus d'un tour, prend seul les rênes du championnat. Stewart, victime d'un ulcère à l'estomac, ne participe pas au Grand Prix de Belgique qui voit Fittipaldi triompher et s'envoler au classement général. L'Écossais se relance en France en s'imposant devant Fittipaldi alors que le malchanceux Chris Amon sur Matra doit renoncer sur crevaison. Le Brésilien reprend ses distances en devançant d'un souffle Stewart à Brands Hatch. Rarement à la fête depuis le début de saison, les Ferrari se relancent avec un doublé Ickx-Regazzoni au Nürburgring, épreuve marquée par une nouvelle sortie de piste de Stewart qui ne profite pas de l'abandon de Fittipaldi qui conserve 16 points d'avance sur l'Écossais. Stewart connaît une nouvelle désillusion à Zeltweg où il ne peut empêcher la victoire de Fittipaldi désormais proche du titre, qu'il s'offre de la plus belle des manières à Monza avec sa cinquième victoire de la saison. Sans enjeu, les deux dernières courses sont dominées par Stewart. À 25 ans, 9 mois et 29 jours, Emerson Fittipaldi devient le plus jeune champion du monde de l'histoire de la Formule 1. Ce record tiendra jusqu'en 2005 et le titre de Fernando Alonso, à 24 ans 1 mois et 27 jours.
On note peu de changements au sein des écuries à l'orée du championnat du monde 1973. Chez Scuderia Ferrari, Clay Regazzoni est remplacé par Arturo Merzario, pilote maison qui officiait jusque-là en Sport et Endurance. Le Tessinois trouve refuge chez BRM et fait équipe avec le pilote payant Niki Lauda. Ronnie Peterson, qui sort d'une saison décevante chez March, rejoint le Team Lotus. Sur le plan technique, c'est encore Lotus qui innove en déplaçant très en arrière l'aileron postérieur de ses monoplaces pour en accroître l'efficacité. Cette solution qui ne tarde pas à porter ses fruits est vite reprise par les écuries concurrentes, notamment Tyrrell Racing dont les 005 vont dès lors démontrer leur supériorité.
Regazzoni crée la surprise au Grand Prix inaugural d'Argentine en signant la pole position et en menant les premiers tours au volant d'une BRM sur le déclin depuis plusieurs années. La victoire revient néanmoins au champion du monde en titre, Emerson Fittipaldi, qui poursuit la temporada en remportant à domicile le premier Grand Prix du Brésil de l'histoire. Jackie Stewart ouvre son compteur à Kyalami mais son succès est éclipsé par l'acte de bravoure de Mike Hailwood, ancien champion du monde moto. Après avoir percuté la voiture de Charlton en tête-à-queue, Hailwood est percuté par Regazzoni, sur lequel s'empile Jacky Ickx. La monoplace de Regazzoni prend alors feu et Hailwood doit plonger dans le brasier pour l'en dégager. Les conditions de sécurité sont à nouveau pointées du doigt, les commissaires de piste ne disposant que d'extincteurs inefficaces. En Espagne, Fittipaldi prend le large au championnat en signant sa troisième victoire en quatre courses, mais Stewart réplique en Belgique. Comme la saison passée, le duel Stewart-Fittipaldi cristallise tous les regards. Il se poursuit à Monaco, avec un nouveau succès de l'Écossais, vainqueur d'un souffle devant son adversaire brésilien. Si Stewart revient à 4 points de Fittipaldi au championnat, il égale à cette occasion le record des 25 victoires en championnat du monde de son compatriote Jim Clark.
Pour le premier Grand Prix de Suède le régional de l'étape Ronnie Peterson se met en évidence en dominant la majeure partie de la course avant de céder face au vétéran Denny Hulme. Ce n'est que partie remise pour Peterson qui signe deux semaines plus tard, au Paul Ricard, la première victoire de sa carrière tandis que Jackie Stewart reprend les commandes du Championnat du monde. Jody Scheckter fait parler de lui à Silverstone en provoquant l'un des plus grands carambolages de l'histoire de la Formule 1 qui élimine dix pilotes. Les leaders du championnat n'échappent au chaos que provisoirement, car Stewart part à la faute et Fittipaldi renonce sur casse mécanique. Peter Revson, sur la seconde McLaren, en profite pour signer lui aussi son premier succès dans la discipline.
Zandvoort est le cadre d'un nouveau drame puisqu'en début de course, l'espoir britannique Roger Williamson, qui dispute seulement son second Grand Prix, reste prisonnier de sa March retournée en flammes au bord de la piste. David Purley s'arrête alors pour lui porter secours en tentant de remettre la voiture sur ses roues et d'éteindre l'incendie avec l'aide d'un petit extincteur pris des mains d'un commissaire de piste. Lorsqu'une équipe de secouristes parvient finalement à éteindre le feu, Williamson est mort asphyxié. 1973 correspondant au début de la généralisation des retransmissions en direct des Grands Prix, les images du drame font le tour du monde et marquent profondément les esprits. Victime d'un gros crash lors des essais lorsqu'il perd une roue, Fittipaldi renonce au bout de quelques tours, sa cheville blessée le faisant trop souffrir. Facile vainqueur, Stewart prend le large au championnat. Il signe un nouveau succès en Allemagne face à un Fittipaldi affaibli, son coéquipier François Cevert permettant, en terminant second, à Tyrrell Racing, de signer un doublé. L'Écossais coiffe définitivement sa troisième couronne mondiale à Monza grâce à la complicité de Ronnie Peterson qui s'impose d'un souffle devant son coéquipier Fittipaldi, le privant ainsi de ses ultimes espoirs.
Au Canada, les rumeurs de retraite du nouveau champion du monde Jackie Stewart se font de plus en plus vives. Cette course reste célèbre pour la première sortie en piste d'une voiture de sécurité, laquelle provoque une confusion dans le peloton qui permet à Revson de signer son second et dernier succès dans la discipline (il décédera l'année suivante lors des essais du Grand Prix d'Afrique du Sud). Symbole d'une saison tragique, Watkins Glen, l'ultime course de l'année, tourne à la tragédie avec l'accident mortel de François Cevert, successeur désigné de Stewart, sur le circuit où il avait signé son unique victoire. En signe de deuil, Tyrrell se retire du Grand Prix et Peterson décroche son quatrième succès de l'année. Jackie Stewart, comme on le pressentait depuis plusieurs semaines, annonce sa retraite quelques jours plus tard.

### Années Ferrari et McLaren (1974-1977)

#### Saisons 1974-1975

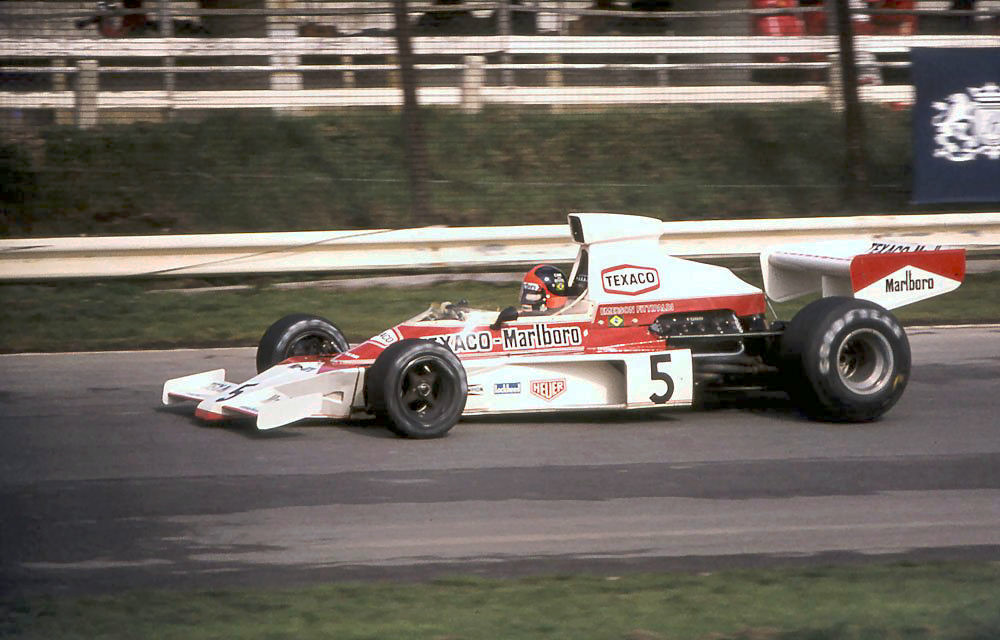
Emerson Fittipaldi sur McLaren M23 au Silverstone en 1974

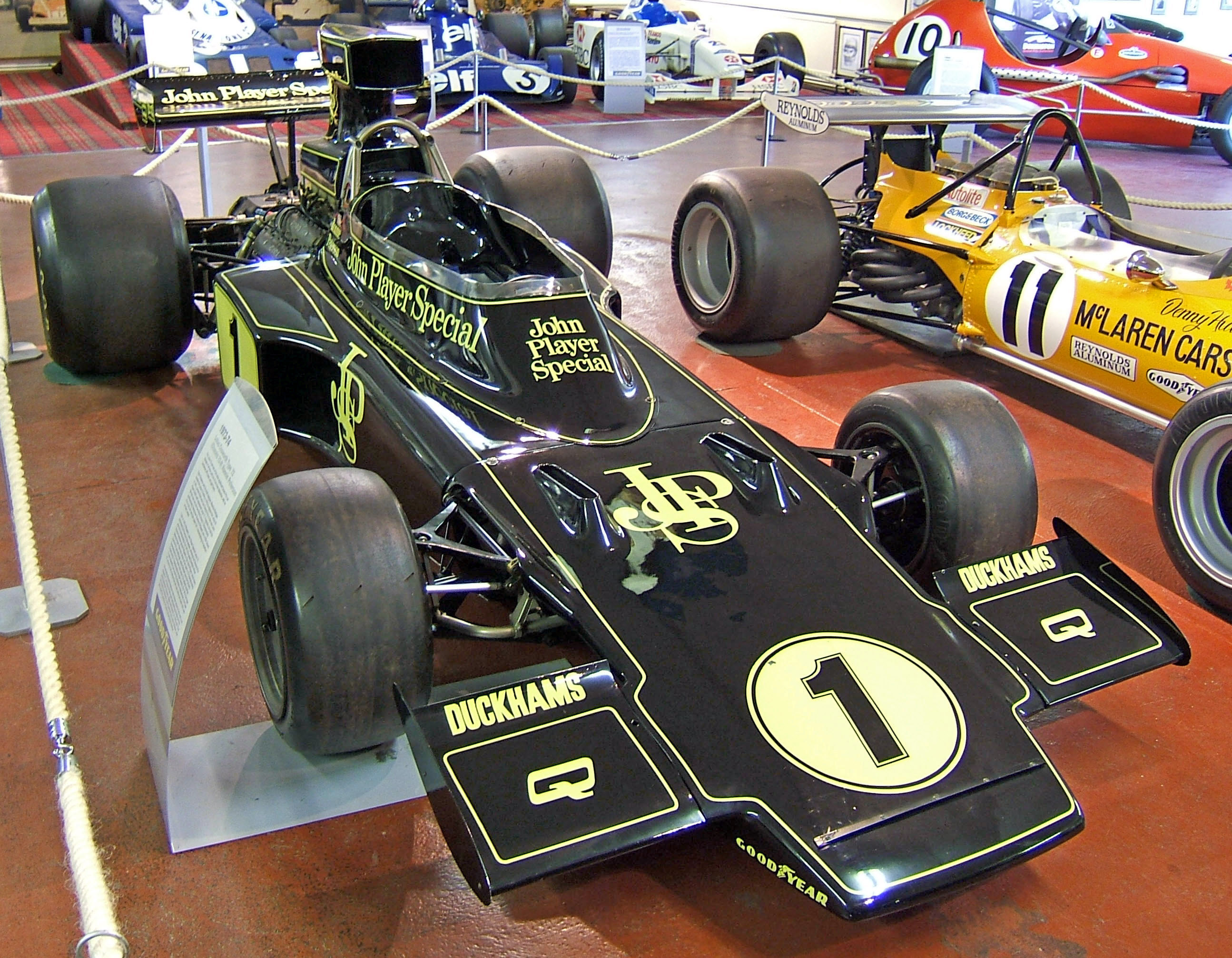
La Lotus 72 E de Ronnie Peterson en 1974 (musée de Donington)

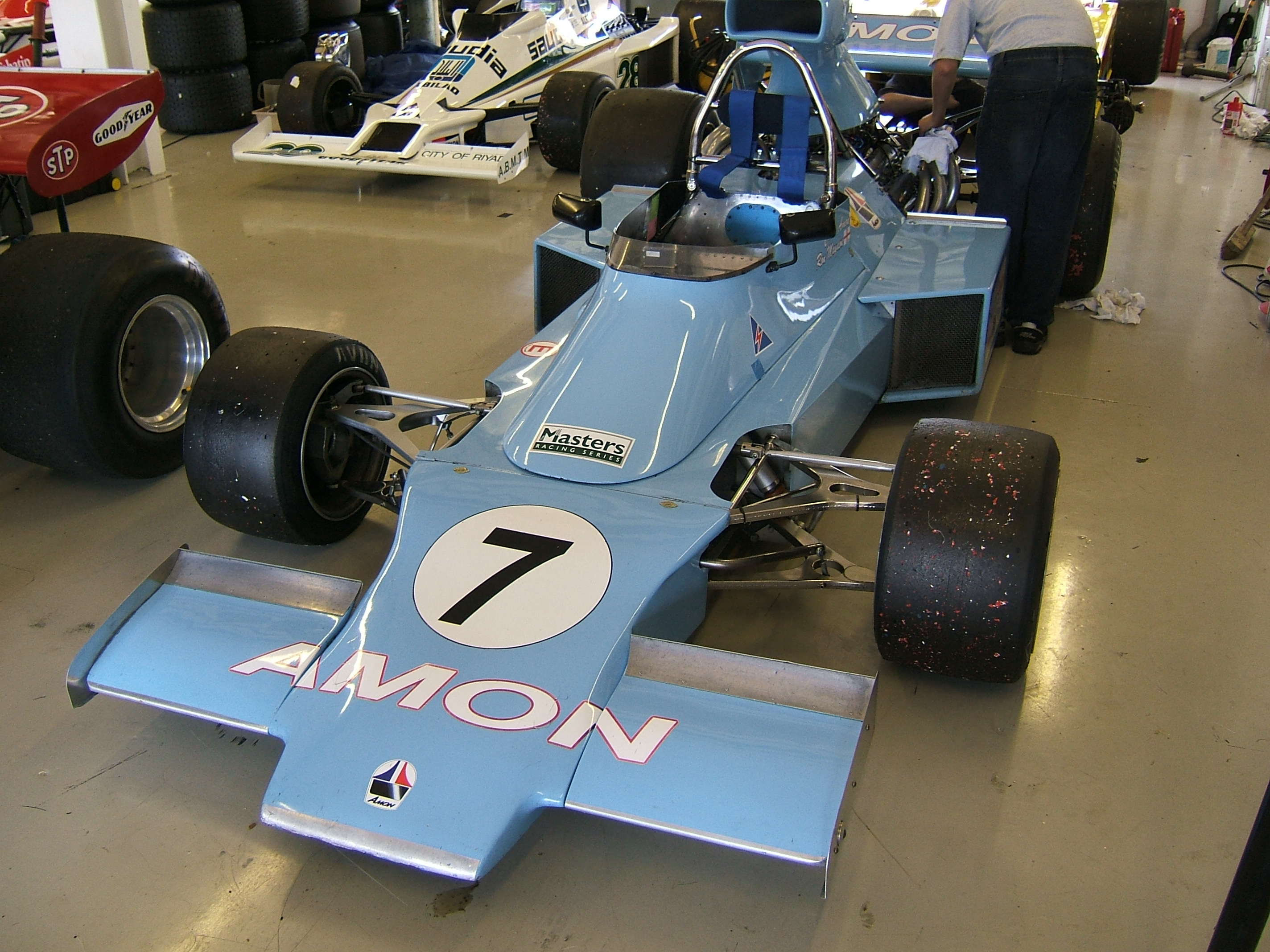
En 1974, Chris Amon engage, sans succès, sa propre écurie en championnat du monde

Contrairement à l'année précédente, l'intersaison est particulièrement mouvementée. En 1974, Tyrrell Racing doit renouveler son duo de pilotes et engage Jody Scheckter, souvent en évidence en 1973, et Patrick Depailler, imposé par Elf et ex troisième pilote. Le transfert de l'année concerne Emerson Fittipaldi qui quitte Lotus pour Mclaren qui a perdu Scheckter alors que Peter Revson a rejoint l'écurie américaine novice Shadow. Jacky Ickx remplace le champion du monde chez Lotus, tandis que, fait exceptionnel s'il en est, Clay Regazzoni est rappelé par la Scuderia Ferrari en pleine restructuration sous la houlette de son nouveau directeur sportif Luca di Montezemolo. Clay conseille à Ferrari de recruter comme second pilote Niki Lauda son ex-coéquipier chez BRM. Ron Dennis, propriétaire de l'écurie Rondel qui fait courir Tom Pryce en Formule 2 manque son passage dans la catégorie reine à la suite de la défection de son commanditaire Motul qui annonce l'arrêt de son implication en compétition automobile pour cause de choc pétrolier. Le projet de monoplace est revendu et une nouvelle écurie, Token, va disputer quelques courses, de même que Trojan, écurie dirigée par Ron Tauranac après que celui-ci a revendu Brabham à Bernie Ecclestone. Chris Amon, qui n'effectue que des piges sur des voitures de fond de grille depuis qu'il a quitté Matra tente le pari de Gurney, Brabham et Mclaren en engageant une monoplace de sa conception en 1974. Mélangeant des lignes de Lotus et de March, la monocoque en aluminium s'avère trop sophistiquée pour les faibles moyens de l'équipe et Amon ne parvient qu'une seule fois à aligner sa voiture sur la grille de départ. Il termine la saison sur une BRM avant de poursuivre sa carrière chez Ensign.
Comme l'année précédente, Carlos Reutemann est l'homme fort du Grand Prix d'Argentine mais, encore une fois, il cède la victoire à Denny Hulme. Complétant le podium, Lauda et Regazzoni affichent le retour en forme de Ferrari. À l'occasion de la seconde manche de la « temporada », au Brésil, Fittipaldi s'impose pour la plus grande joie de ses supporters et Regazzoni, en terminant deuxième, prend la tête du championnat. Dominateur malchanceux du début de saison, Reutemann décroche enfin sa première victoire en Formule 1 à Kyalami où Peter Revson s'est tué lors d'essais privés la semaine précédant la course. Niki Lauda remporte lui aussi la première victoire de sa carrière en Espagne devant Regazzoni et Fittipaldi. La lutte entre le Brésilien et les pilotes Ferrari se poursuit en Belgique avec une victoire du pilote brésilien qui reprend les rênes du championnat avec 1 point d'avance sur Lauda et 3 sur Regazzoni.
Ce n'est qu'à Monaco que Ronnie Peterson, pourtant vu comme un des principaux ténors du championnat, se rappelle au bon souvenir des amateurs de la F1. Handicapé par la nouvelle Lotus 76 peu performante, il s'impose en Principauté sur une vieille Lotus 72 de 1970. Jody Scheckter fait à son tour son entrée dans le club des vainqueurs de Grand Prix après le Grand Prix de Suède et effectue du même coup un spectaculaire rapprochement au championnat en côtoyant Lauda en troisième position à 6 points de Fittipaldi. L'Autrichien renoue avec la victoire à Zandvoort et mène le championnat après son podium à Dijon, mais il est alors victime d'une longue série noire (crevaison à Brands Hatch, sortie de piste en Allemagne, casse moteur en Autriche, fuite d'eau en Italie, accident au Canada, bris de suspension à Watkins Glen) qui lui coûte le titre. Regazzoni, très régulier depuis le début de la saison, prend les commandes du championnat à partir du GP d'Allemagne avec 44 points, devançant Scheckter (41 points), Lauda (38 points) et Fittipaldi (37 points).
En Autriche, bien que seulement cinquième, le Tessinois, unique rescapé des meneurs du championnat, consolide son avance à trois manches du dénouement. Mais, à Monza, les Ferrari sont en déroute et, si Peterson remporte l'épreuve, Fittipaldi et Scheckter en profitent pour combler leur retard sur Regazzoni qui, avec 46 points, ne compte plus qu'1 point d'avance sur Scheckter et 3 sur Fittipaldi. Fittipaldi, en gagnant au Canada, revient à égalité de points de Regazzoni à la veille de l'ultime manche du championnat, Scheckter conservant également une chance d'être titré. Watkins Glen est le cadre du dénouement du championnat. Regazzoni sombre rapidement dans les profondeurs du classement et termine onzième alors que la quatrième place finale de Fittipaldi lui permet de décrocher son deuxième titre mondial des pilotes et d'offrir à McLaren son premier titre constructeur avec huit points d'avance sur Ferrari.
La saison 1975 voit le vétéran Denny Hulme prendre enfin sa retraite et être remplacé par Jochen Mass qui épaule Emerson Fittipaldi. Luca di Montezemolo, nouveau directeur sportif de la Scuderia voit enfin la concrétisation de la restructuration de la Scuderia Ferrari en crise depuis près de dix ans : Niki Lauda va en effet signer cinq victoires, décrocher le titre pilote et offrir le titre des constructeurs à son écurie.
La temporada tourne à l'avantage des pilotes locaux puisqu'en Argentine, Carlos Reutemann, malchanceux pour la troisième fois, laisse la victoire au champion du monde en titre Emerson Fittipaldi. À Sao Paulo, malgré une belle démonstration de Jean-Pierre Jarier sur Shadow, Carlos Pace décroche la première victoire de sa carrière. En Afrique du Sud, Jody Scheckter remporte à domicile la troisième victoire de sa carrière.
Une nouvelle crise a lieu dès le retour en Europe pour le Grand Prix d'Espagne à MontJuich. En inspectant le circuit à l'issue des premiers essais, Emerson Fittipaldi constate que les rails de sécurité ne sont pas boulonnés, mais juste posés. Les pilotes menacent alors de se mettre en grève et les organisateurs indiquent que, dans ce cas, les monoplaces seront saisies à titre de dédommagement. Seul le champion du monde campe sur ses positions et annonce publiquement qu'il ne bouclera qu'un seul tour de course, à vitesse réduite, pour protester contre l'insécurité du circuit sans toutefois nuire à son écurie. La FIA lui promet une suspension de trois courses pour refuser de courir sur un circuit déclaré apte par les instances fédérales. Après le premier tour du Grand Prix, Fittipaldi rentre au stand et rejoint dans la foulée son domicile genevois où il apprend qu'au vingt-cinquième des soixante-quinze tours prévus, Rolf Stommelen, alors en tête, a perdu son aileron arrière et s'est encastré dans les barrières de sécurité ce qui a provoqué la mort de cinq spectateurs. La FIA comprend alors que l'avis des pilotes doit être réellement pris en compte, surtout en matière de sécurité. Au départ, les deux équipiers de la Scuderia Ferrari, Lauda et Regazzoni en première ligne, s'étaient accrochés et la victoire (au drapeau rouge au vingt-cinquième tour) revient à Jochen Mass qui signe son unique succès dans la discipline. En marquant le demi-point de la sixième place, l'Italienne Lella Lombardi devient la première et seule femme à inscrire son nom au palmarès du Championnat du monde.
À Monaco, Lauda confirme le retour en force de la Scuderia en s'imposant devant Fittipaldi. Avec deux nouvelles victoires en Belgique et aux Suède, il ravit les commandes du championnat au Brésilien. Il creuse l'écart avec une deuxième place à Zandvoort où James Hunt permet à l'extravagante écurie Hesketh Racing de décrocher son premier succès. Après une nouvelle victoire en France, il compte alors 22 points d'avance sur Reutemann et 23 sur Fittipaldi.
À Silverstone, épreuve écourtée par une violente averse, Fittipaldi renoue avec le succès tandis que Lauda est piégé par la pluie en vue de l'arrivée. Carlos Reutemann remporte l'épreuve du Nürburgring où le revêtement de la piste a provoqué de nombreuses crevaisons. En Autriche, pour la troisième fois de la saison, la course est stoppée avant terme et, sous le déluge, Vittorio Brambilla signe son unique succès en Formule 1 sur une modeste March. Le pilote italien effectue son tour d'honneur avec une voiture montrant les stigmates d'un rude contact avec un muret juste après le passage du drapeau à damiers. À Monza, Ferrari triomphe : Regazzoni s'impose tandis que Lauda, troisième derrière Fittipaldi, s'assure de son premier titre mondial. Lauda fait par la suite honneur à sa couronne en remportant l'ultime course de la saison à Watkins Glen.

#### Saisons 1976-1977

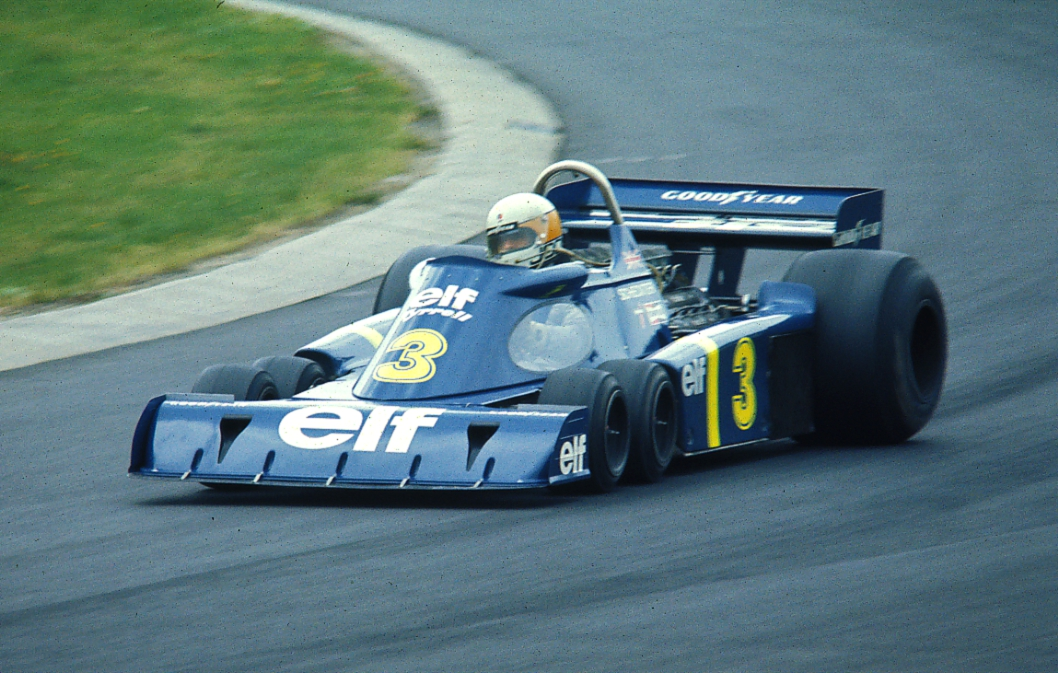
Jody Scheckter au volant de la Tyrrell-Ford P34 à six roues en 1976

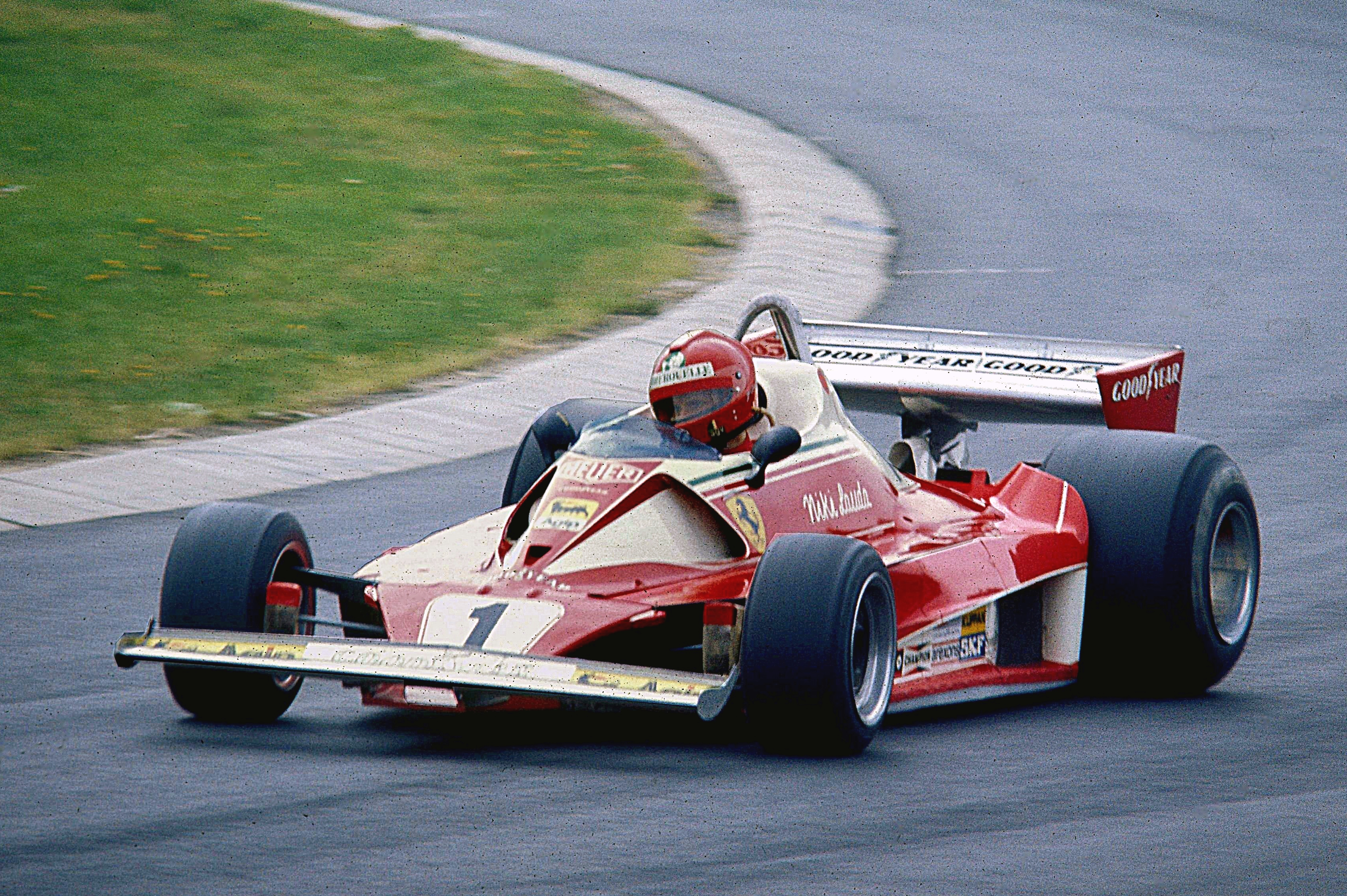
Niki Lauda au Nürburgring en 1976

En 1976, Tyrrell crée la sensation en présentant sa P34, une voiture à six roues (deux roues à l'arrière et quatre roulettes à l'avant). En deux ans, cette étrange voiture n'obtiendra qu'une seule victoire. D'autres écuries comme Ferrari, March ou Williams testeront des prototypes à six roues mais sans les engager en course. Au début des années 1980, la FIA prendra les devants en précisant dans le règlement qu'une Formule 1 ne peut avoir que quatre roues.
Le Japon accueille pour la première fois une manche du Championnat du monde et, placée en fin de championnat, ce Grand Prix est le théâtre du tragique dénouement du duel Lauda-Hunt. En tête du championnat, mais juste remis du terrible accident qui a failli lui coûter la vie au Grand Prix d'Allemagne et dont son visage porte encore les stigmates, Lauda met volontairement pied à terre dès la fin du premier tour, en raison des conditions météorologiques extrêmes, permettant ainsi à James Hunt d'être sacré. Le duel, d'une parfaite correction au niveau des pilotes, a été marqué côté coulisses par de nombreuses polémiques entre Ferrari et McLaren, sur fond de déclassements, de reclassements et de tricheries plus ou moins avérées : les enjeux financiers sont de plus en plus élevés, et l'ambiance de la Formule 1 s'en ressent.
En 1977, la Formule 1 connaît une double révolution technique. Chez Lotus, Colin Chapman invente la « voiture-aile » ou « wing car » dont le châssis, en forme d'aile d'avion inversée, crée une dépression qui plaque la voiture au sol et lui donne une tenue de route remarquable. De son côté, Renault innove en lançant une Formule 1 à moteur turbocompressé, malgré des contraintes réglementaires jugées rédhibitoires puisqu’un moteur turbo ne peut dépasser 1 500 cm3 de cylindrée, contre 3 000 cm3 pour un moteur atmosphérique. L'arrivée de Renault en Formule 1 marque également le début de l'arrivée massive des grands constructeurs, attirés par la médiatisation en hausse des Grands Prix.
Guy Ligier engage sa marque Ligier en Formule 1 à partir de 1976 avec les soutiens de la SEITA ainsi du motoriste Matra et Jacques Laffite décroche la première victoire des Bleus au Grand Prix automobile de Suède en 1977. En froid avec la Scuderia, Lauda signe pour la saison suivante avec l'écurie Brabham de Bernie Ecclestone au cours de l'été puis, le titre mondial en poche, claque la porte de la Scuderia avant même les deux dernières épreuves de la saison. Il est remplacé par le Québécois Gilles Villeneuve.

### Wing Cars (1978-1979)

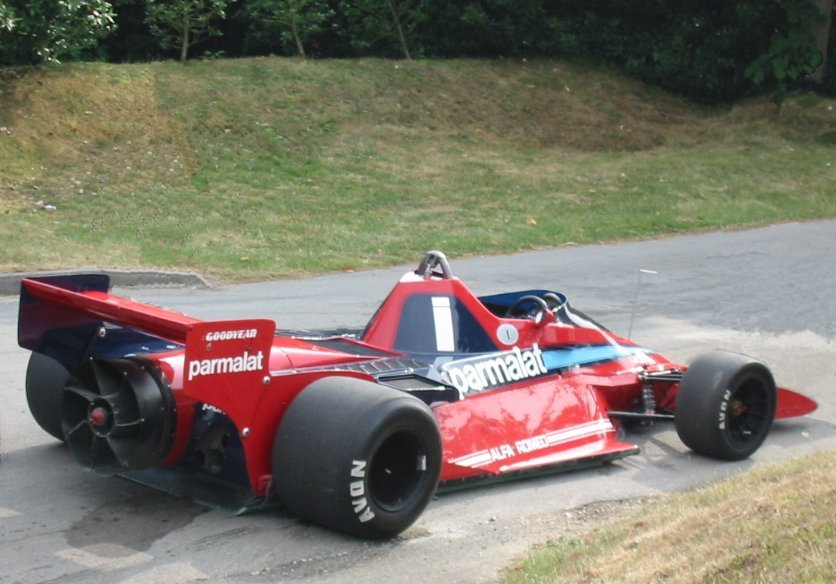
La Brabham BT46 « aspirateur », victorieuse du Grand Prix de Suède 1978.

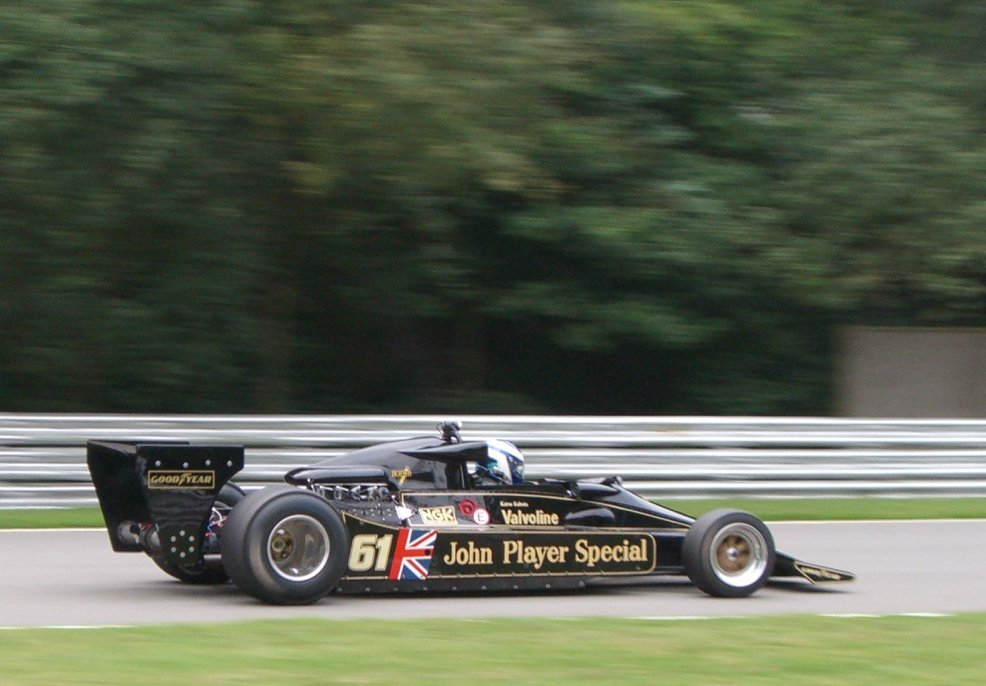
La « wing car » Lotus 78

En 1978, après une année de mise au point, la « wing car » de Lotus domine la discipline, et le duo Mario Andretti-Ronnie Peterson survole le championnat. Le titre mondial d'Andretti est hélas gâché par la mort de Peterson au départ du Grand Prix d'Italie. En attendant de pouvoir lancer sa propre wing car (concept qui va se généraliser à partir de 1979), Brabham propose au Grand Prix de Suède une solution plus qu'étrange pour contrer Lotus : la « voiture-aspirateur » (fan car). Gordon Murray installe, à l'arrière de la BT46A, une turbine qui aspire l'air sous la voiture créant ainsi un effet ventouse par dépression qui donne à la Brabham BT46B une tenue de route meilleure que celle de la Lotus. Cette idée, révolutionnaire en Formule 1, n'est pourtant pas nouvelle et est inspirée d'une solution imaginée par Jim Hall pour ses Chaparral de CanAm en 1970. De toutes les voitures victorieuses en Grand Prix, la BT46B sera celle à la plus courte carrière. Alignés pour la première fois en Suède, Niki Lauda et John Watson se qualifient troisième et second derrière la Lotus d'Andretti. En course, Lauda s'impose avec plus d'une demi-minute d'avance réalisant au passage le meilleur tour en course. Mais la monoplace n'est pas jugée conforme a posteriori au règlement quant à la mobilité des éléments aérodynamiques. Si Lauda conserve le bénéfice de sa victoire, la monoplace n'est plus jamais autorisée par la CSI à apparaître en championnat.
Jody Scheckter remporte le championnat 1979 sur Ferrari. Patrick Depailler a quitté Tyrrell pour Ligier qui, comme Renault, aligne une deuxième voiture afin de bien figurer au championnat des constructeurs pour lequel les deux voitures peuvent désormais marquer des points et non plus seulement la mieux classée. Depailler est remplacé chez Tyrrell par Jean-Pierre Jarier. Dès l'ouverture de la saison en Argentine, les Ligier dominent en remportant les deux premiers Grands Prix. Ferrari réagit et remporte quatre des cinq courses suivantes. Au Grand Prix de France, Jean-Pierre Jabouille offre à la Renault turbo sa première victoire. Renault passe près du doublé, mais, à l'issue d'un duel d'une rare intensité, Gilles Villeneuve (Ferrari) prive René Arnoux de la deuxième place. Alan Jones et Williams prennent date en fin de saison en remportant respectivement quatre et cinq Grands Prix.

## Grands moyens (1980-1993)

### Moteur turbocompressé victorieux, guerre FISA-FOCA (1980-1983)

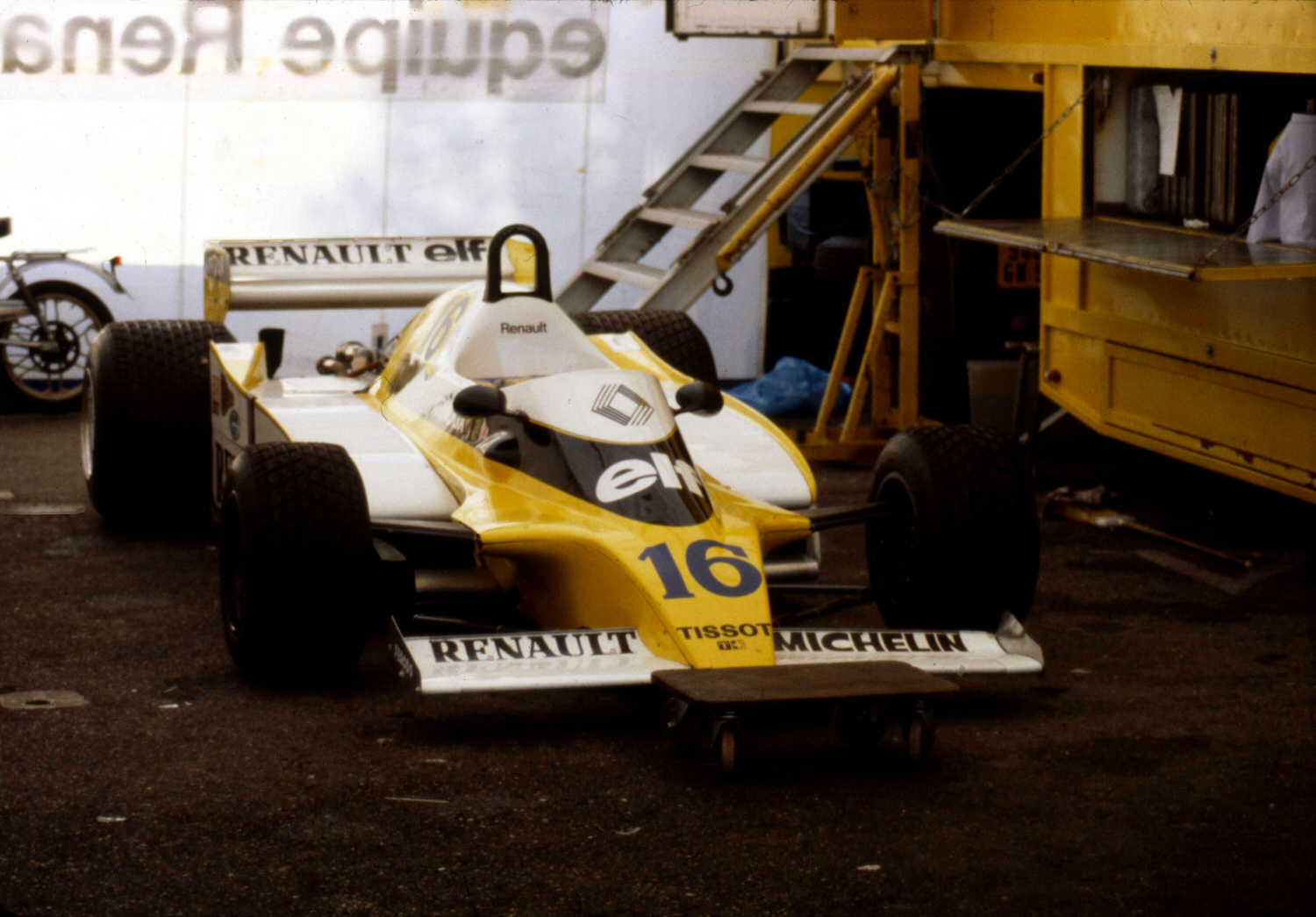
Renault RS10 première monoplace de Formule 1 turbocompressée à remporter un Grand Prix

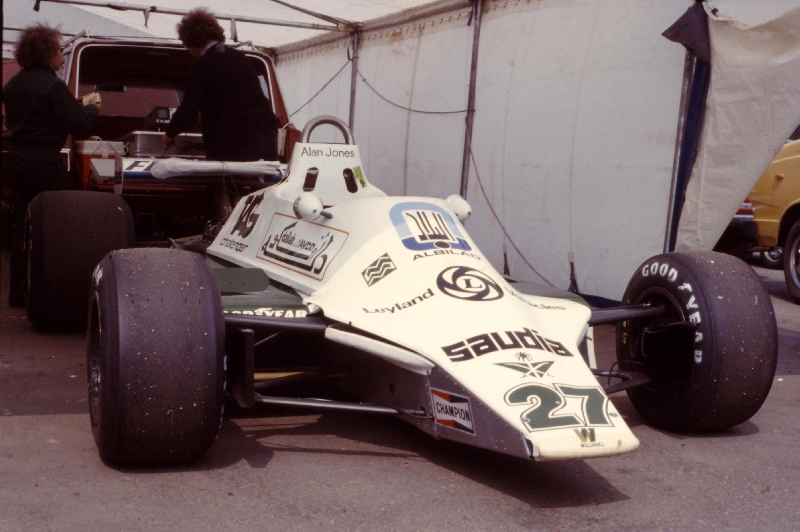
La Williams FW07 d'Alan Jones lors des essais du Grand Prix de Belgique à Zolder en 1980

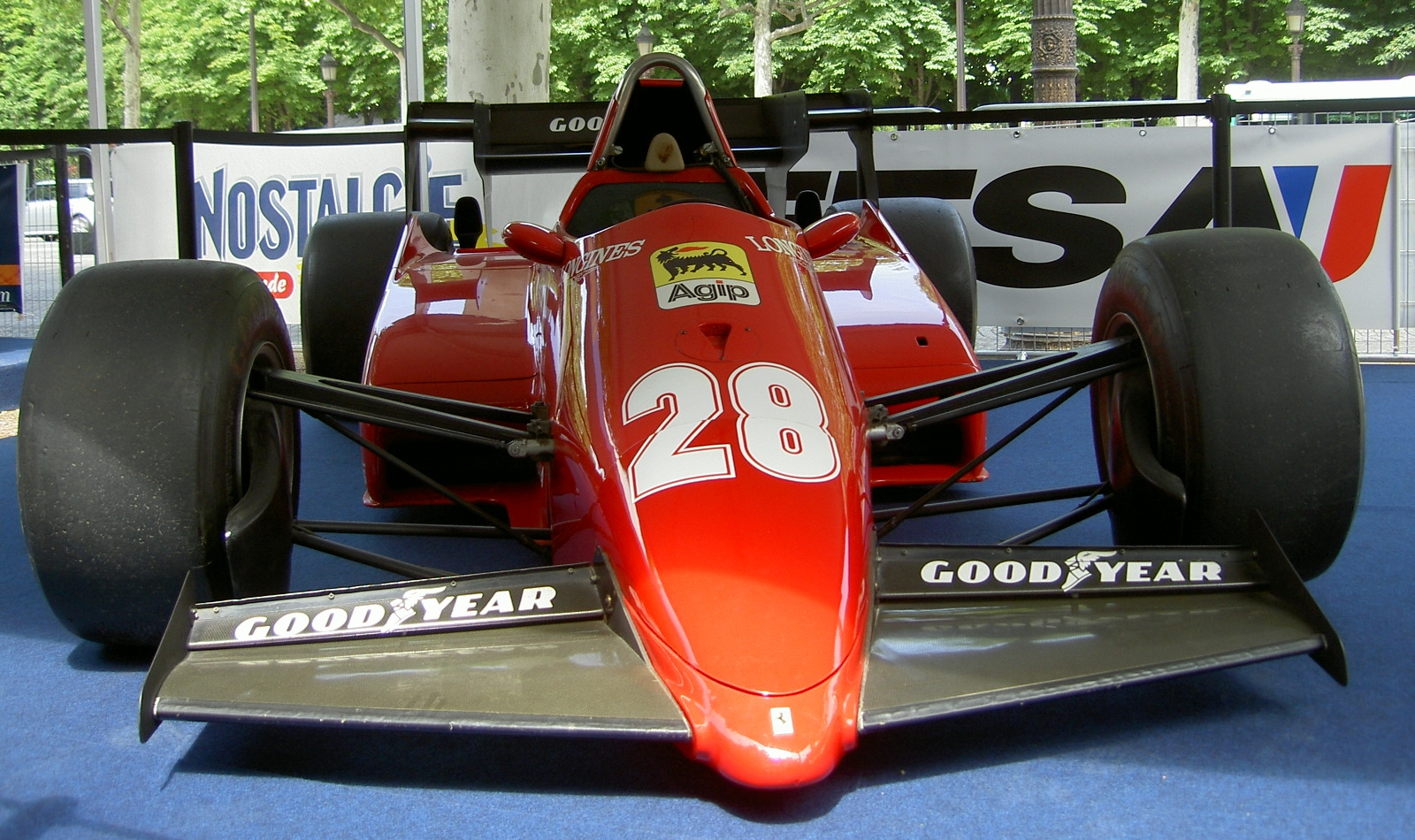
La Ferrari 123 de René Arnoux (1983)

Le Français Jean-Marie Balestre accède à la présidence de la CSI (l'organe sportif de la FIA) qui prend le nom de FISA et rapidement tente de s'opposer à la montée en puissance de l'influente association des constructeurs dirigée par Bernie Ecclestone : c'est le début de la guerre FISA-FOCA.
Au Grand Prix automobile d'Afrique du Sud 1980, Jean-Pierre Jabouille, sur Renault turbo, domine avant d'abandonner. Renault passe près du doublé et René Arnoux l'emporte devant Jacques Laffite et Didier Pironi sur les Ligier. Après trente années de domination anglaise et italienne, la France est à l'honneur sur le podium de Kyalami. Elle compte sept pilotes (Arnoux, Depailler, Jabouille, Jarier, Lafitte, Pironi et Prost) et deux écuries qui terminent dans les quatre premières du championnat 1980. À Long Beach, Nelson Piquet remporte sa première victoire en Grand Prix. Le favori Alan Jones remporte le titre pilote et Williams gagne son premier titre constructeur.
Au Grand Prix automobile d'Espagne 1980, la guerre FISA/FOCA s'intensifie : à la suite du boycott par les pilotes des écuries FOCA du désormais obligatoire briefing d'avant course à Monaco et en Belgique, la FISA menace de leur retirer leur licence. Comme aucun compromis n'est trouvé, les équipes légalistes (Ferrari, Renault et Alfa Romeo) quittent la course, suivies par les officiels de la FISA. Si l'épreuve a lieu, elle est aussitôt déclarée illégale par la FISA et rayée du calendrier du Championnat du monde.
Nelson Piquet (Brabham) prend sa revanche en 1981 en profitant de la rivalité Jones-Reutemann chez Williams. Le championnat est très disputé puisque sept pilotes (Alan Jones, Carlos Reutemann, Nelson Piquet, Gilles Villeneuve, Alain Prost, John Watson, Jacques Laffite) gagnent un Grand Prix pour six écuries différentes (Brabham, Williams, Ligier, Renault, McLaren, Ferrari). Lors du final à Las Vegas Piquet arrache de justesse les points nécessaires pour coiffer Reutemann au poteau. Les bagarres sont intenses sur la piste mais font surtout rage en coulisse où la guerre FISA/FOCA atteint son point culminant. Durant l'hiver 1980-1981, la FOCA agite même le spectre d'un championnat parallèle et crée sa propre fédération, la WFMS (World Federation of Motor Sport). Une course « pirate » organisée en début d'année à Kyalami en Afrique du Sud laisse penser que la FOCA met ses menaces à exécution, mais les médias ne suivent pas et l'aventure ne va pas plus loin. Peu de temps après, les deux parties signent la paix des braves, donnant lieu à la première mouture des Accords Concorde (du nom de la Place de la Concorde à Paris où siège la FISA). Ces accords entérinent le partage des pouvoirs entre la FISA qui conserve toute autorité en matière sportive et réglementaire et la FOCA avec laquelle la FIA accepte de partager les profits réalisés, en lui laissant l'exploitation commerciale des courses. Chaque écurie recevra une part des profits, proportionnellement à ses résultats au championnat. Bernie Ecclestone devient à ce moment le patron officieux de la Formule 1.
Pour avoir longtemps cru, à tort, qu'il parviendrait à faire revenir son pilote fétiche Alan Jones sur sa décision de prendre sa retraite, Frank Williams se trouve désemparé au cœur de l'hiver et n'a d'autre solution que de faire confiance à Keke Rosberg. Engagé par défaut, Rosberg est propulsé premier pilote à l'issue du deuxième Grand Prix lorsque Carlos Reutemann annonce brutalement sa retraite. Très régulier, il profite de l'inconstance de ses concurrents (notamment les McLaren et les Renault) et des drames affectant la Scuderia Ferrari : Gilles Villeneuve se tue en Belgique et Didier Pironi est victime d'un grave accident aux essais du Grand Prix d'Allemagne qui met un terme à sa carrière, pour décrocher à la surprise générale le titre de champion du monde bien qu'il ne remporte qu'une seule course (le Grand Prix de Suisse, disputé en France sur le tracé de Dijon-Presnois). Riccardo Paletti (Osella) décède au Canada, Alain Prost remporte sa première victoire en Grand Prix et Ferrari remporte le Championnat du monde des constructeurs et devient la première écurie titrée avec un moteur turbocompressé. Onze pilotes (Alain Prost, Niki Lauda, Didier Pironi, John Watson, Riccardo Patrese, Nelson Piquet, René Arnoux, Patrick Tambay, Elio De Angelis, Keke Rosberg, Michele Alboreto) gagnent un Grand Prix pour sept écuries différentes (Renault, McLaren, Ferrari, Brabham, Lotus, Williams, Tyrrell).
Spectateurs plus qu'acteurs des luttes de pouvoir au sommet de la Formule 1, les pilotes font entendre leur voix à l'occasion du Grand Prix d'ouverture en Afrique du Sud. Exceptionnellement solidaires, ils entendent lutter contre le projet de réforme de la super licence qui aurait pour effet d'anéantir leur liberté contractuelle et menacent de boycotter la course. Malgré les pressions de la FISA et de la FOCA désormais solidaires, ils obtiennent gain de cause. La guerre FISA-FOCA connaît un ultime avatar. Pour protester contre les disqualifications de Piquet et Rosberg au Grand Prix du Brésil, les écuries FOCA boycottent le Grand Prix de Saint-Marin où Brabham introduit pour la première fois les ravitaillements d'essence pendant la course.
En 1983, les jupes latérales (éléments aérodynamiques) sont interdites pour raisons de sécurité, sonnant ainsi l'arrêt de mort des wing-cars. À Monaco, tracé lent et sinueux, Keke Rosberg s'impose facilement et justifie son titre de champion du monde 1982. Alain Prost (quatre victoires) et René Arnoux (trois gains) impressionnent lors de l'été. Nelson Piquet (Brabham-BMW) finit fort et devient le premier pilote champion du monde avec un moteur turbo, en coiffant sur le fil le pilote Renault Alain Prost. La défaite est amère pour Renault, qui a initié la révolution turbo six ans auparavant. Renault et Alain Prost se séparent. Les moteurs turbo se généralisent, ce qui va de pair avec l'arrivée des grands constructeurs : après Renault, Alfa Romeo et BMW, c'est au tour de Porsche (via TAG) de débarquer en Formule 1. Honda arrivera l'année suivante.

### Années Williams et McLaren (1984-1993)

#### Saisons 1984-1988

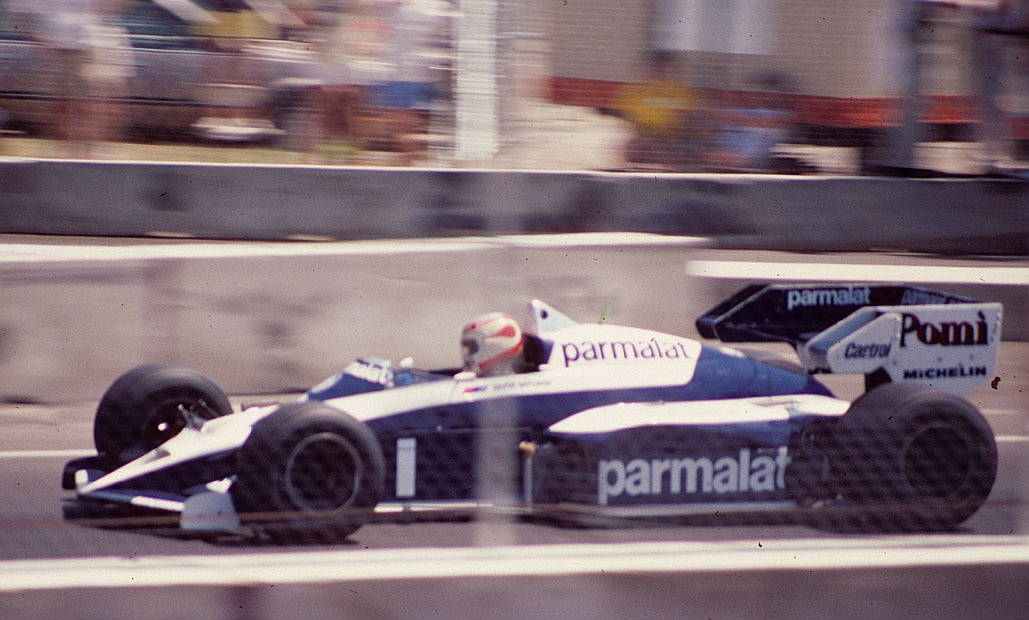
Nelson Piquet sur Brabham BT53 en 1984 à Dallas

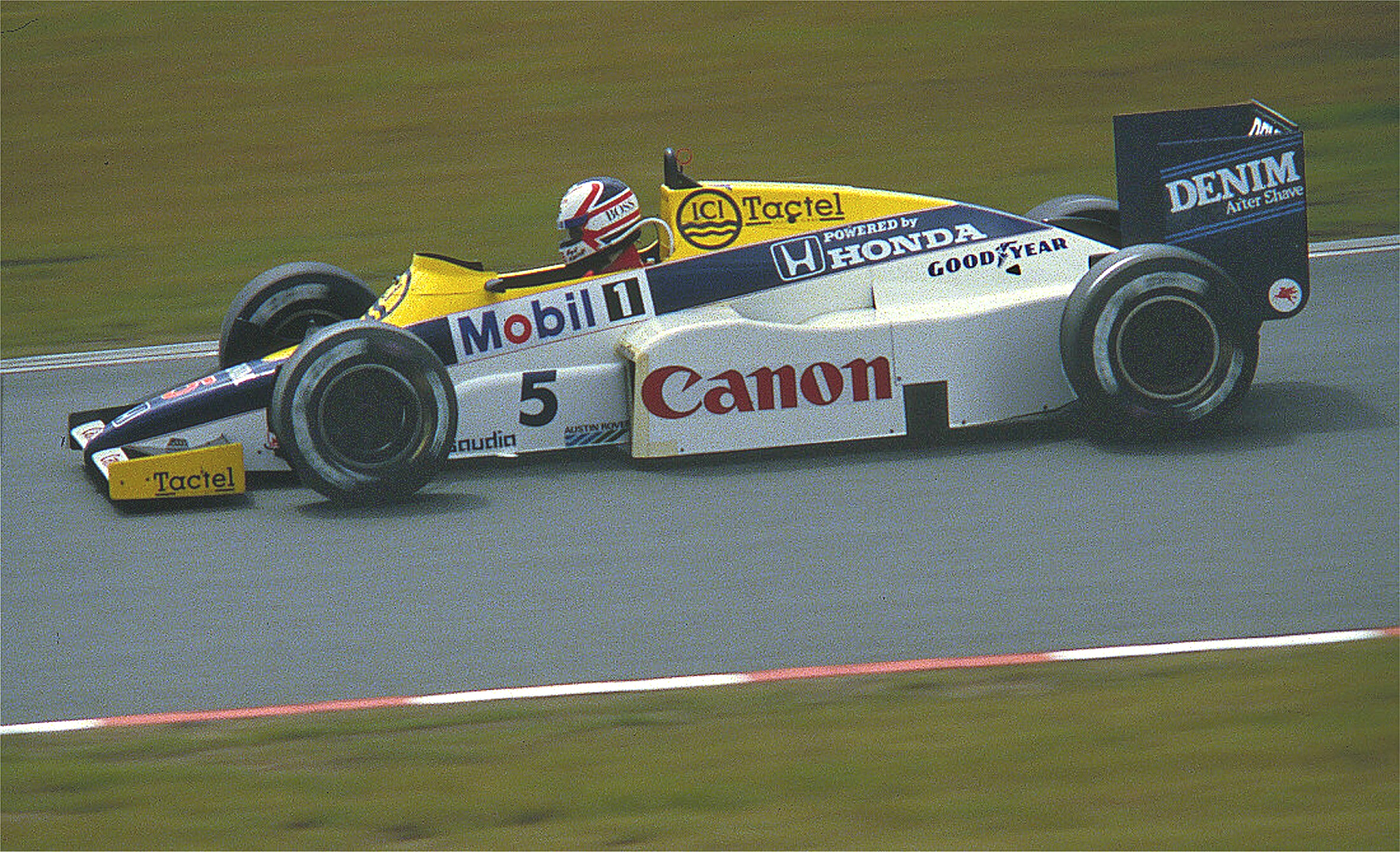
Nigel Mansell au volant de la Williams-Honda durant le Grand Prix d'Allemagne en 1985

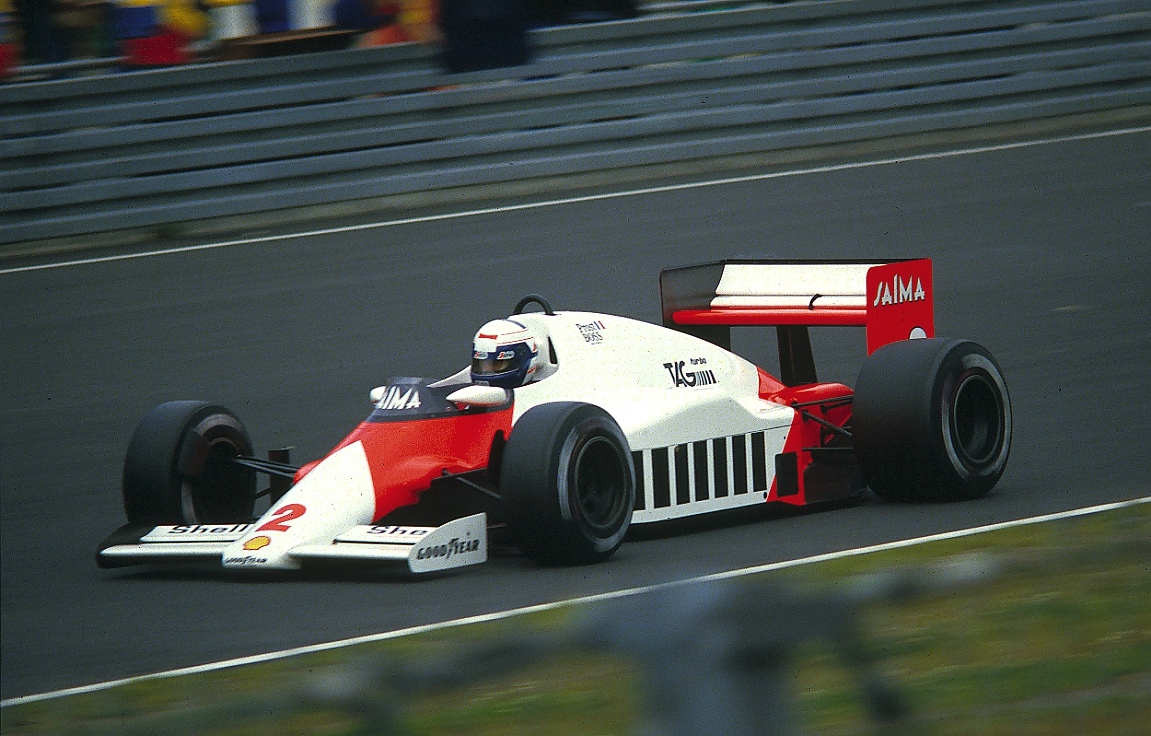
Alain Prost (McLaren-TAG) durant le Grand Prix d'Allemagne en 1985

Le transfert de l'année 1984 est celui du vice-champion Alain Prost qui quitte Renault pour McLaren. Le règlement est modifié et les ravitaillements en essence sont désormais interdits. Prost entame sa collaboration avec McLaren par un succès au Grand Prix du Brésil. En Afrique du Sud, les McLaren confirment leur domination puis remportent douze courses sur seize. Niki Lauda remporte le championnat avec un demi-point d'avance sur son coéquipier Prost, le plus petit écart de l'histoire du championnat.
Comme l'année précédente, Prost ouvre la saison 1985 par une victoire au Brésil, où son seul adversaire sérieux est Michele Alboreto sur Ferrari. Au Portugal, sous une pluie diluvienne, la victoire revient au Brésilien Ayrton Senna dont c'est la première victoire dans la discipline. Auteur d'une démonstration de pilotage, Senna relègue Alboreto à plus d'une minute et tous les autres concurrents à plus d'un tour. Il avait déjà impressionné lors du Grand Prix de Monaco 1984 disputé sous la pluie. pendant toute la saison, Alboreto est le seul pilote capable de rivaliser avec Prost qui devient le premier pilote français champion du monde. Nigel Mansell gagne en fin de saison son premier Grand Prix au volant d'une Williams-Honda enfin compétitive. Nelson Piquet signe au Grand Prix de France la toute dernière victoire de l'écurie Brabham.
En 1986, les moteurs atmosphériques sont interdits et le championnat uniquement réservé aux moteurs turbocompressés. Le moteur Honda RA166E est une réussite et permet à Williams-Honda de remporter neuf victoires et le titre constructeur. Alain Prost, toujours chez McLaren, décroche son deuxième titre consécutif au terme d'un final à suspense au Grand Prix d'Australie où Nigel Mansell et Keke Rosberg abandonnent par crevaison et où Nelson Piquet, en rentrant aux stands, laisse la voie libre à Alain Prost. Ayrton Senna remporte les dernières victoires en championnat pour Lotus et Brabham commence à décliner. L'équipe connaît également un drame en 1986 avec l'accident mortel du pilote italien Elio De Angelis, victime d'une rupture d'aileron lors d'une séance d'essais sur le circuit du Castellet dans le Var. En fin de saison, Gerhard Berger et Benetton gagnent leur premier succès.
Afin de diminuer la puissance des voitures, la FISA programme l'interdiction des moteurs turbocompressés pour 1989. Pour 1987 il est décidé de limiter leur puissance et de réintroduire les moteurs atmosphériques avec une équivalence de cylindrée plus avantageuse (3 500 cm3, au lieu des 3 000 cm3). Pour encourager les équipes à se tourner vers les moteurs atmosphériques, la FISA crée le Trophée Jim Clark pour les pilotes, et le Trophée Colin Chapman pour les écuries, récompenses réservées aux pilotes et écuries équipées de moteurs atmosphériques. Lotus et Williams sortent en même temps des Formule 1 à suspension active mais, malgré des performances encourageantes, elles délaissent cette innovation qui réapparaîtra au début des années 1990. Au Grand Prix du Portugal, Prost remporte sa vingt-huitième victoire en Grand Prix et bat le record de Jackie Stewart datant de 1973. Le championnat se résume à une lutte entre les deux pilotes Williams, Nigel Mansell et Nelson Piquet. Moins régulier et victime d'un accident au Grand Prix du Japon, le Britannique doit laisser le titre à son coéquipier.
À la fin de la saison 1987, Ayrton Senna estime que Lotus ne lui permet pas de lutter pour le titre mondial est débarque chez Mclaren, laissant ainsi augurer une formidable rivalité interne avec Prost. Williams n'a plus le monopole du moteur Honda qui équipe également les Lotus en 1987 et en 1988. En 1988, les McLaren retrouvent de leur superbe en troquant leur moteur TAG Porsche pour un moteur Honda. Les pilotes McLaren remportent quinze des seize épreuves de la saison. Senna, avec huit succès, est sacré champion du monde malgré un score total inférieur à celui de Prost (seuls les onze meilleurs résultats de l'année sont pris en compte).

#### Saisons 1989-1993

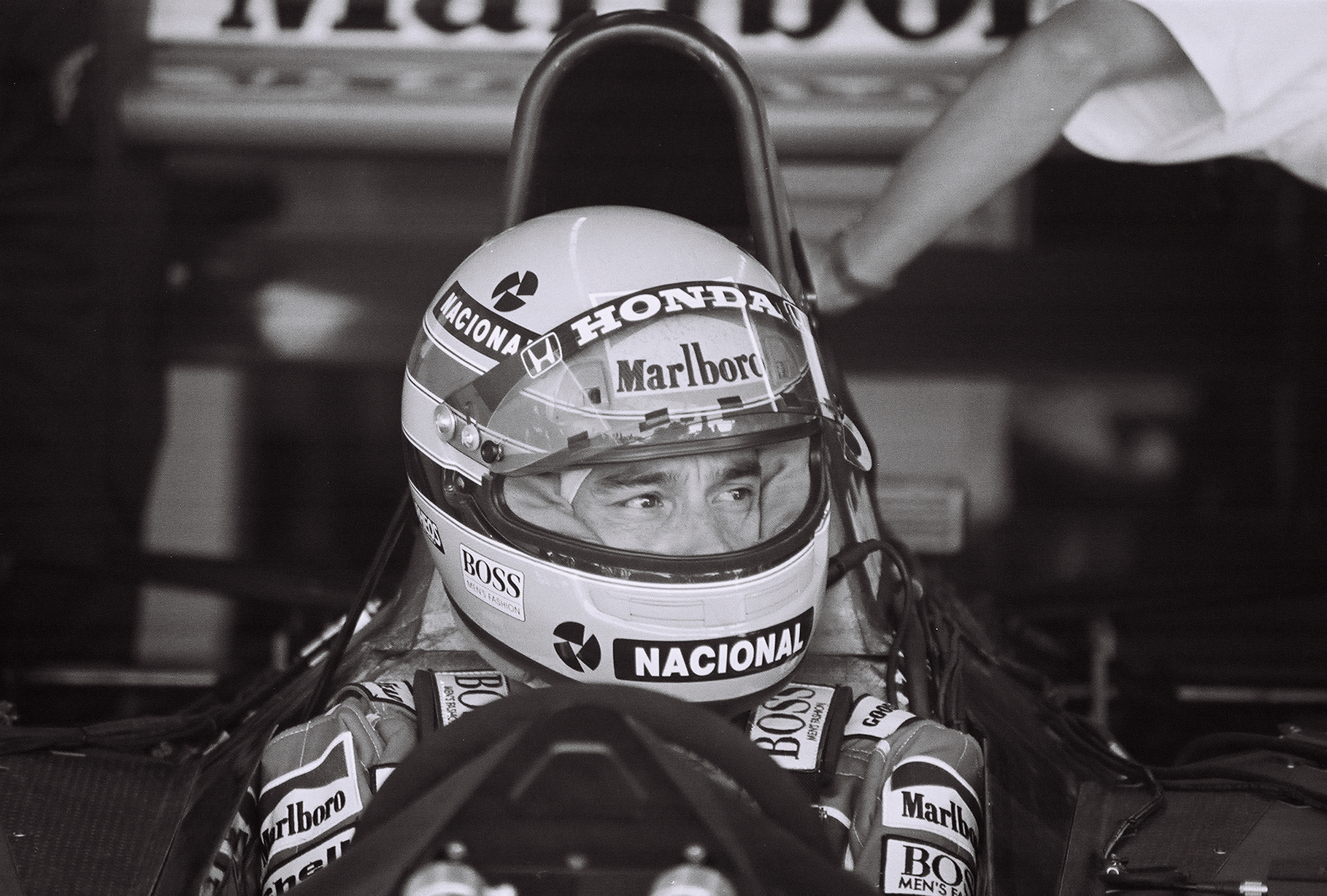
Ayrton Senna au Grand Prix des États-Unis en 1991

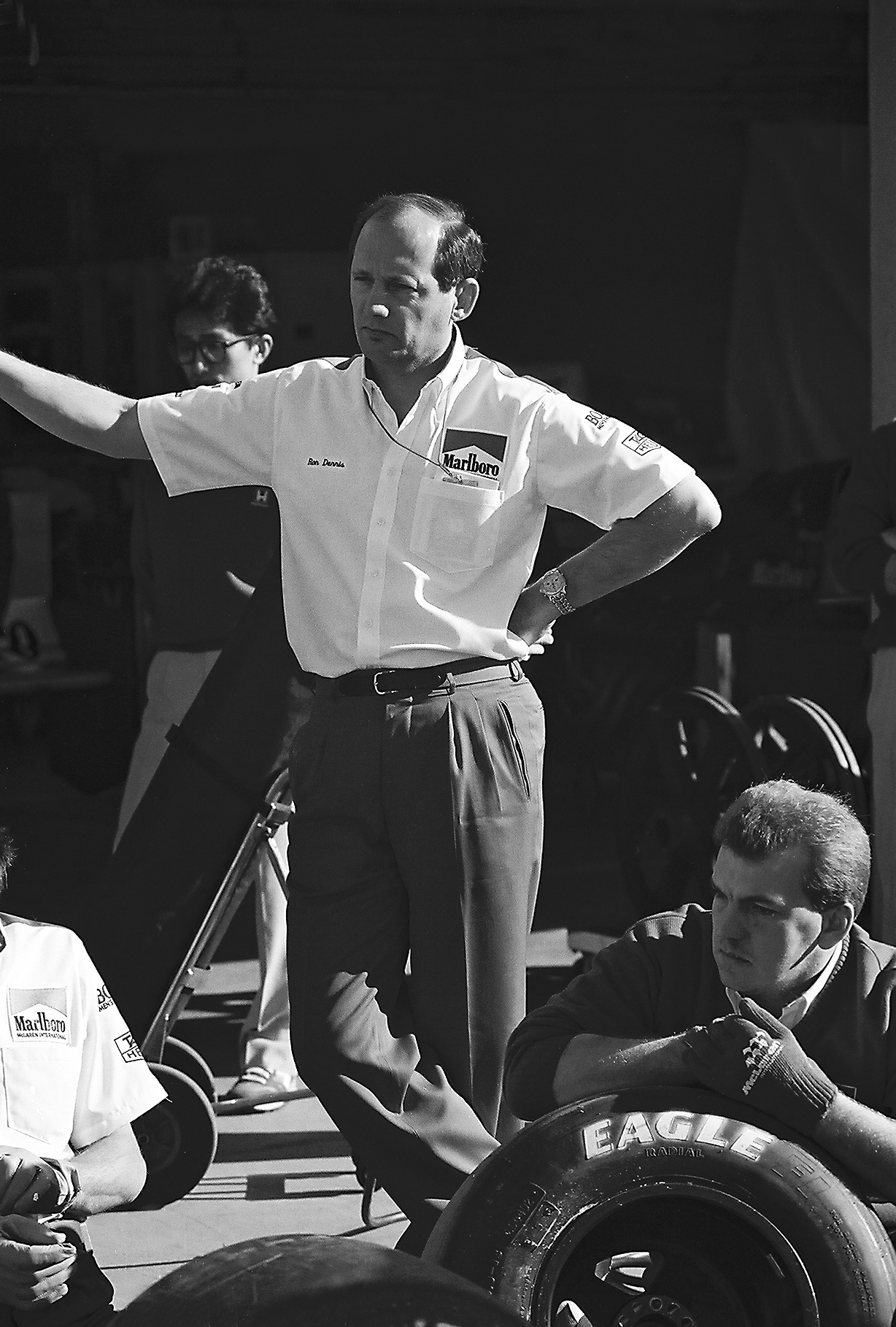
Ron Dennis en 1991

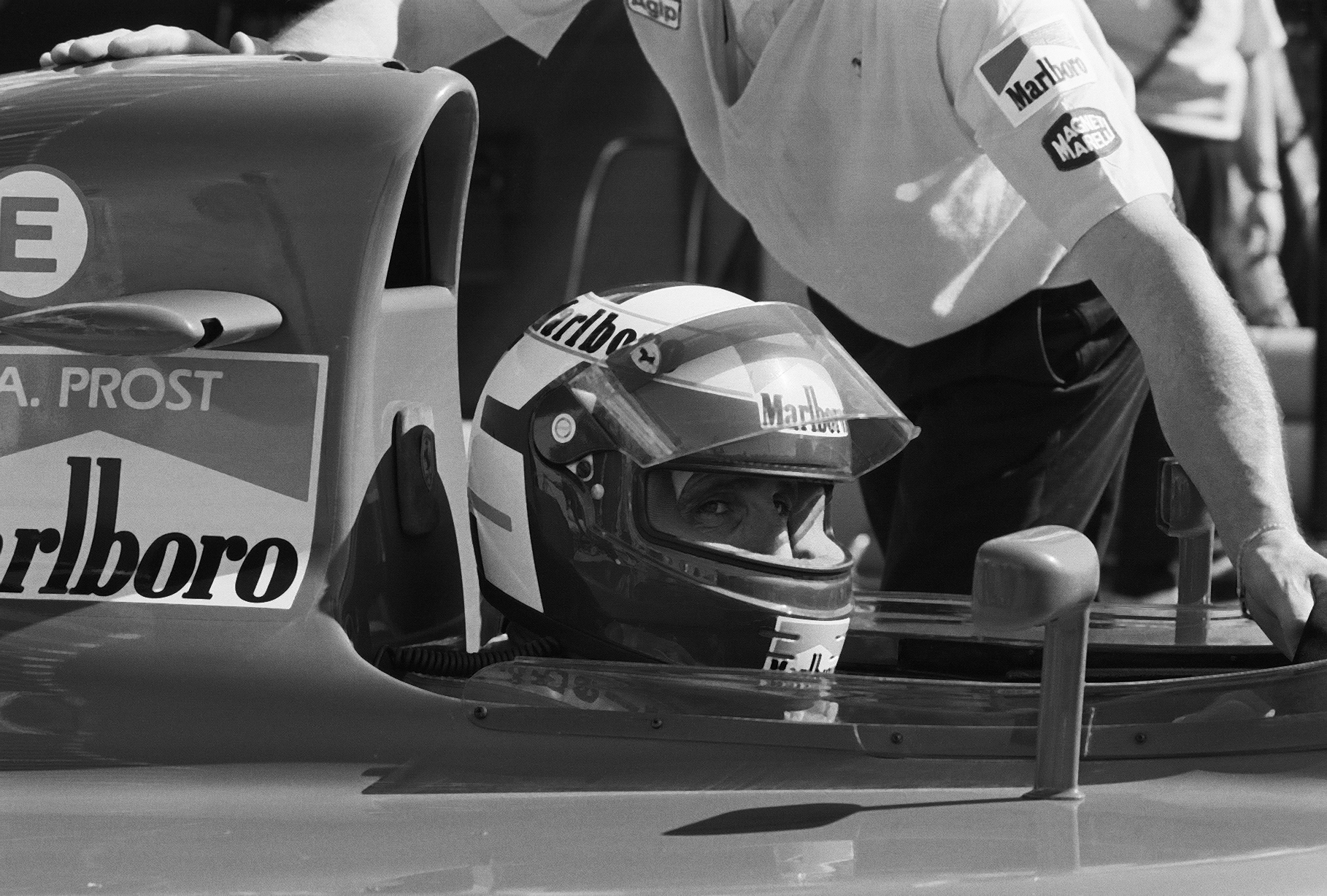
Alain Prost en 1991

En 1989, le passage du V6 turbocompressé au V10 atmosphérique n'empêche pas les McLaren-Honda de poursuivre leur domination. Autant 1988 a été la saison de l'entente cordiale entre ses deux coéquipiers, autant 1989 est celle de la polémique. En 1988, il a certes été question d'un traitement de faveur des motoristes de Honda envers Senna qui s'est également rendu coupable d'une manœuvre dangereuse sur Prost au Portugal, mais cela n'a pas entaché les rapports entre les deux hommes. L'atmosphère change dans les jours suivants le Grand Prix de Saint-Marin 1989. Prost accuse Senna de ne pas avoir respecté un pacte au départ du Grand Prix (les deux hommes se sont mis d'accord pour ne pas s'attaquer au premier virage, afin de ne pas risquer un accrochage).
Les rapports envenimés entre les deux hommes aboutissent à l'accrochage du Grand Prix du Japon 1989 en fin de saison où Prost résiste à la tentative de dépassement de Senna à l'entrée d'une chicane. Reparti en court-circuitant cette chicane, Senna remporte la course (victoire synonyme d'espoirs retrouvés dans la lutte pour le titre) mais est disqualifié. Alain Prost décroche son troisième titre mondial. Cet accrochage porte toujours à discussion. Senna part d'assez loin pour un dépassement régulier, mais les vues d'hélicoptère montrent que Prost ferme nettement la porte pour préserver sa position. Cet accrochage est assez similaire à celui qui opposera Jacques Villeneuve et Michael Schumacher à Jerez en 1997. Mais en 1989, c'est le pilote attaquant, Senna, qui écope d'une amende et d'une mise à l'épreuve sur la super-licence de pilote pour avoir exprimé ses doutes sur la décision des commissaires de le disqualifier. Pour lui il s'agit d'une manœuvre de la FIA. « Ce que vous voyons aujourd'hui est une vraie manipulation du Championnat 1989 » (« What we see today is a truely manipulation of the '89 Championship ») déclare-t-il à Adélaïde en novembre 1989, s'attirant les foudres de Jean-Marie Balestre.
Ferrari innove en sortant une voiture à boîte de vitesses semi-automatique : l'embrayage est supprimé et les pilotes changent de rapport en actionnant des palettes situées derrière le volant. Copiée par Williams en 1991, la solution se généralisera à l’ensemble du plateau à partir de 1993. Thierry Boutsen remporte les Grands Prix du Canada et d'Australie.
Passé chez Ferrari en 1990, Prost retrouve Senna sur sa route et le duel reprend, avec en guise de conclusion un nouvel accrochage sur le tracé de Suzuka au Japon cette fois dès le premier virage. En expédiant sciemment Prost hors piste, Senna reconquiert le titre mondial. Au GP de Saint-Marin, l’écurie Tyrrell sort une monoplace au nez relevé pour permettre l'écoulement de l'air sous la voiture. Cette trouvaille aérodynamique ne tardera pas à se généraliser.
En 1991, pour valoriser le panache sur la régularité, la victoire passe de 9 à 10 points et, si Senna remporte son troisième titre, la domination de l'écurie Williams commence. La voiture engagée en 1992, la Williams FW14B est dotée d'une technologie très en avance sur les autres écuries (électronique omniprésente, assistances au pilotage, boîte de vitesses semi-automatique, suspension active, anti-patinage, ABS) et permet à Nigel Mansell de survoler le championnat pour devenir champion du monde, Williams raflent le championnat des constructeurs.
En 1993, Prost fait son retour en Formule 1 après une année « sabbatique » (Mansell ne voulait pas de lui comme coéquipier) et remplace Nigel Mansell évincé de chez Williams bien qu'il soit champion du monde en titre (pour la première fois de l'histoire du championnat, le no 1 n'est pas attribué et le no 0 fait son apparition). Prost remporte son quatrième titre mondial et porte le record de victoires à 51 unités avant de prendre sa retraite à l'issue de la saison. Déjà entrevu lors du Grand Prix du Canada 1973, le safety car (inspiré du pace-car des courses américaines) est officiellement introduit en Formule 1 par la FIA et reçoit comme mission de neutraliser les courses en cas d’accident ou d’intempéries sans avoir à recourir au drapeau rouge synonyme d’arrêt de la course. D'aucuns craignent qu'il soit utilisé de manière artificielle pour relancer les courses comme cela se fait aux États-Unis, mais la pratique montrera que la Formule 1 en fera un usage modéré et respectueux de la logique de course.

## Années Michael Schumacher (1994-2006)

### Accidents mortels, sécurité, nouvelles règles (1994-1995)

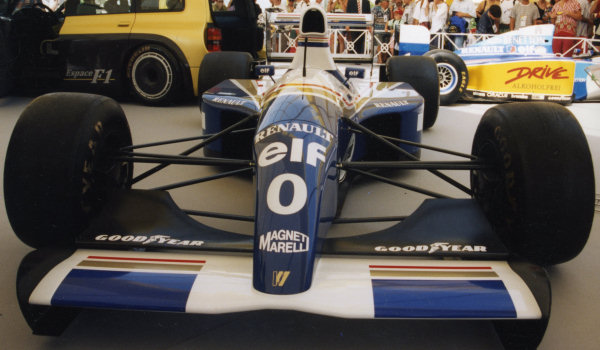
Williams FW16, championne du monde des constructeurs en 1994.

Dès 1994, pour redonner une plus grande importance au pilotage, la FIA interdit la plupart des assistances électroniques apparues les années précédentes. ABS et suspension active sont bannis, de même que l’anti-patinage, même si ce dernier semble plus difficile à contrôler, ce qui n’aura de cesse d’entretenir les suspicions d'usage illicite de cette technologie. Par contre, les ravitaillements en essence sont à nouveau autorisés et ont pour objectif de dynamiser le déroulement des Grands Prix à une période où les dépassements en piste se font de plus en plus rares.
Relativement épargnée par les accidents graves depuis plusieurs saisons, la Formule 1 connaît un week-end cauchemardesque à Imola, avec les morts du pilote débutant Roland Ratzenberger, et d'Ayrton Senna, la vedette de la discipline. La FIA est montrée du doigt et accusée d’avoir relâché sa vigilance en matière de contrôle des performances et d'amélioration de la sécurité.

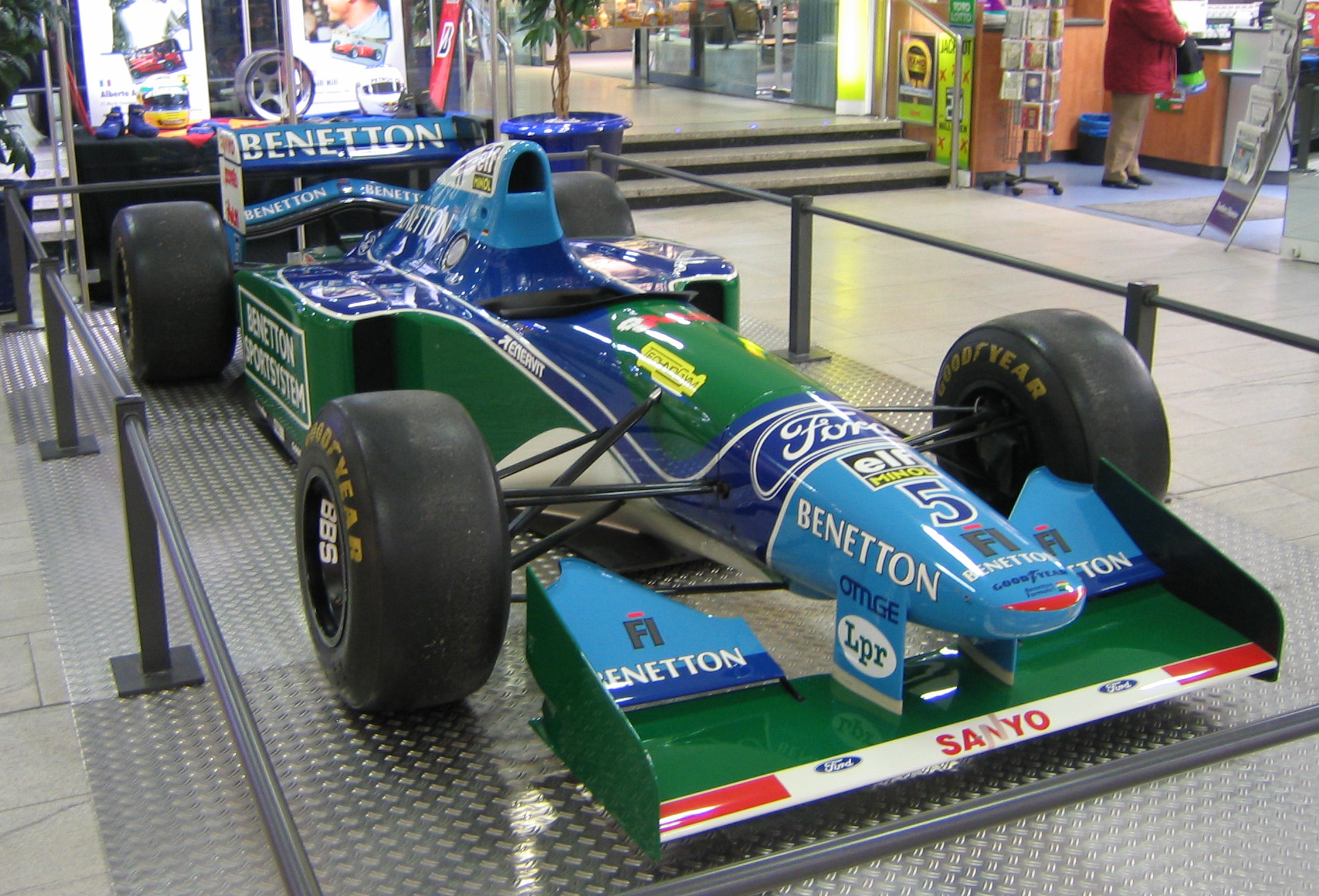
La Benetton B194 qui permet à Michael Schumacher d'être couronné en 1994

Le championnat, décapité dès son lancement par la mort du Brésilien, est dominé par Michael Schumacher (Benetton-Ford), jusqu'à ce qu'une série de pénalités (deux disqualifications et deux Grands Prix de suspension) pour des motifs litigieux (on parlera d'une volonté de la FIA de relancer artificiellement le suspense au championnat, mais aussi d’une manière indirecte de sanctionner Benetton, suspectée d'utiliser un anti-patinage) ne permette à Damon Hill de revenir sur ses talons. Schumacher décroche le titre lors de l'ultime course au Grand Prix d'Australie, à l'issue d’un accrochage avec son adversaire où les deux pilotes abandonnent, ce qui empêche Hill de revenir au score sur Schumacher. Dans le contexte d'une saison que tout le monde souhaite oublier au plus vite, cet accident ne suscite finalement que peu de réactions. Michael Schumacher a remporté huit victoires contre six pour Damon Hill, une pour le pigiste Nigel Mansell et pour Gerhard Berger qui signe le premier succès depuis quatre ans pour l'écurie italienne, un an seulement après le recrutement de Jean Todt.
En 1995, la cylindrée maximale autorisée est réduite et passe de 3 500 à 3 000 cm3. Michael Schumacher, au volant d'une Benetton désormais mue par un bloc Renault, décroche facilement le titre et devient le plus jeune double champion du monde de l'histoire. Williams et Benetton, toutes deux propulsées par le V10 Renault remportent toutes les courses de la saison sauf une ; la première (et unique) victoire de Jean Alesi, au volant d'une Ferrari. Ce pilote d'origine sicilienne ne réussira pas par la suite à se forger un palmarès à la hauteur de son talent, mais deviendra très populaire des deux côtés des Alpes.

### Renouveau: Hill, Villeneuve, Häkkinen (1996-1999)

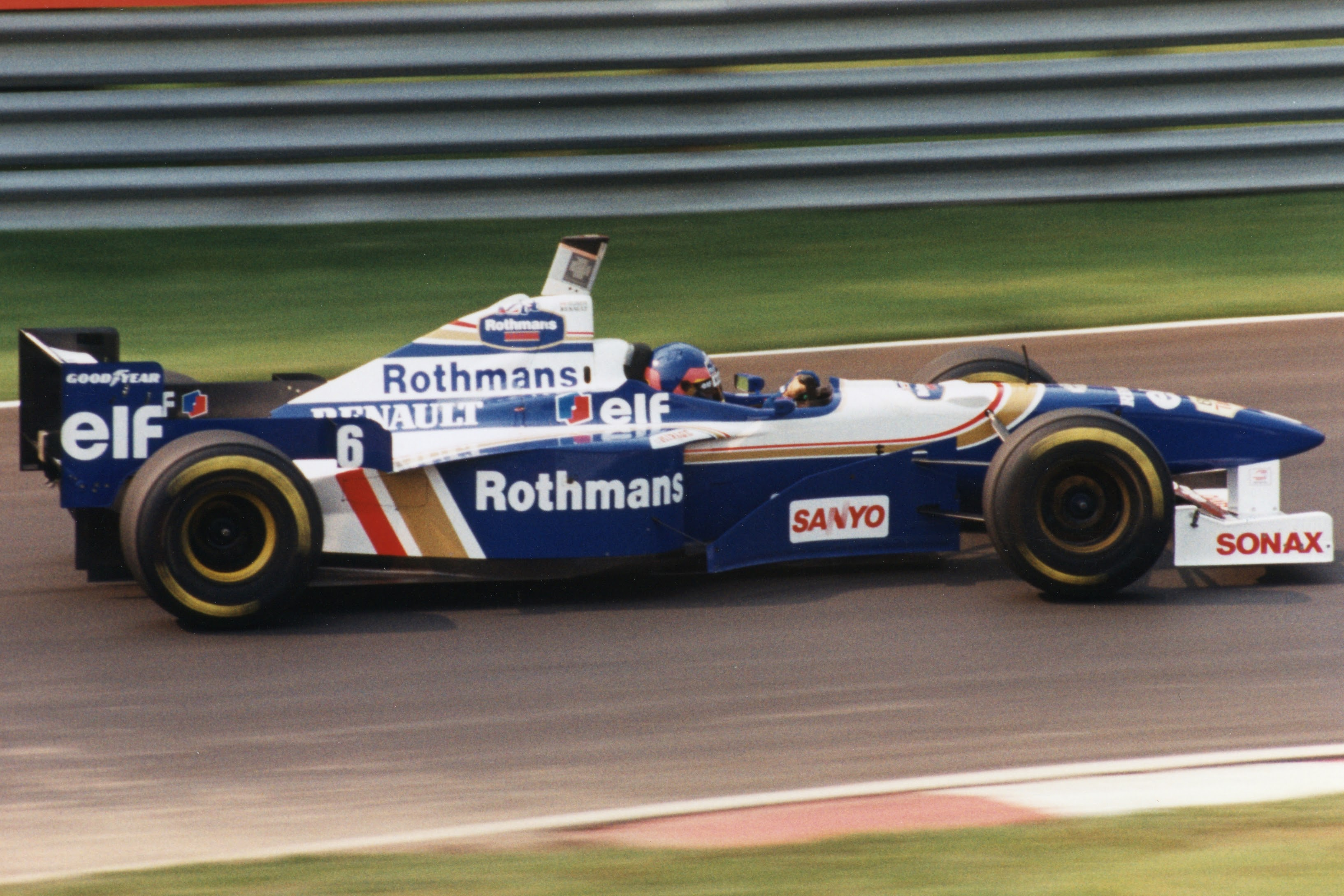
Jacques Villeneuve, au volant d'une Williams-Renault en 1996

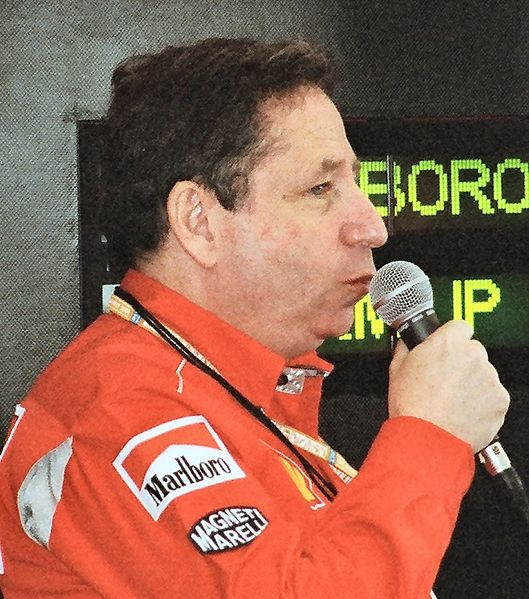
Jean Todt

Le transfert de l'année 1996 est celui du champion du monde en titre Michael Schumacher qui quitte Benetton pour Jean Todt et Ferrari, qui amorce petit à petit son retour en grâce. Jean Alesi et Gerhard Berger font le chemin inverse et rejoignent Benetton. Jacques Villeneuve, le fils de Gilles, qui débute en Formule 1 chez Williams-Renault après avoir remporté le titre en Indycar, impressionne dès ses débuts : il réalise la pole position pour son premier Grand Prix et termine deuxième de la course. Il remportera quatre épreuves dans la saison, mais son coéquipier Damon Hill remporte huit Grands Prix et devient champion du monde. C'est la première fois que le fils d'un ancien champion du monde (Graham Hill) est à son tour titré. Olivier Panis remporte une victoire surprise à Monaco, la dernière pour Ligier et la seule de sa carrière. Si Michael Schumacher gagne trois courses, il termine néanmoins loin des pilotes Williams au championnat. Le titre de Hill ne suffit pas à convaincre ses détracteurs qui font remarquer qu'au fil de la saison, l'Anglais a été de plus en plus malmené par Villeneuve qui est parvenu à faire durer le suspense jusqu’à l'ultime course de la saison au Japon. Symbole du manque de confiance entourant Hill, son employeur annonce en cours d'année, avant même que l'issue du championnat ne soit connue, que son contrat ne sera pas renouvelé pour la saison suivante. Pour la troisième fois Frank Williams se sépare du champion du monde en titre (après Mansell en 1992 et Prost en 1993).

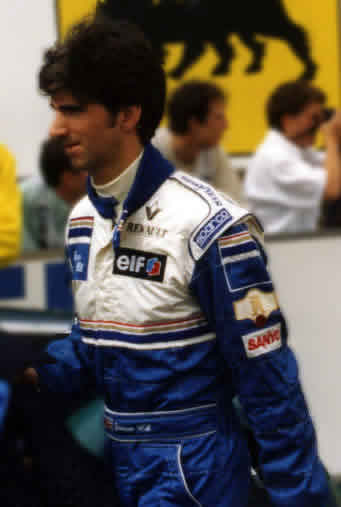
Damon Hill

En 1997, Villeneuve est attendu en tant que grand favori pour sa seconde saison dans la discipline, mais déchante rapidement lors du Grand Prix d'ouverture à Melbourne où il est percuté au départ par Eddie Irvine et abandonne au premier virage. David Coulthard permet alors à McLaren de renouer avec le succès plus de trois ans après la dernière victoire d'Ayrton Senna. Les deux manches de la temporada sud-américaine sont plus conformes aux pronostics avec deux victoires pour Villeneuve et permettent également de constater la bonne tenue de la nouvelle écurie Prost qui signe grâce à Olivier Panis la troisième place au Brésil et une probante deuxième ligne en Argentine, dues en grande partie aux gommes Bridgestone. Villeneuve devient champion du monde avec sept victoires et s'impose à l'issue d'un final à suspense sur le tracé espagnol de Jerez. Contraint à l'abandon après avoir tenté d'éperonner son adversaire canadien, Schumacher est déclassé du championnat, tout en conservant acquis ses points et ses cinq victoires. Heinz-Harald Frentzen (une victoire) et Eddie Irvine sont des coéquipiers laborieux. Berger, en s'imposant en Allemagne, offre à l'équipe Benetton Formula sa première victoire de l'après-Schumacher, qui sera la dernière et la seule acquise sous la nationalité italienne pour laquelle Benetton a symboliquement opté à partir de 1996. Fin 1997, Flavio Briatore quitte l'écurie et est remplacé par David Richards. McLaren amorce sa reconstruction grâce à son duo de pilotes David Coulthard (deux victoires) et Mika Häkkinen (un succès). Celui-ci, qui semblait maudit et suivre le même parcours que Jean Alesi, signe sa première victoire après 96 départs.
La victoire d'Häkkinen en 1997 (offerte par son coéquipier Coulthard) va agir comme un déclencheur pour le pilote finlandais qui remporte huit courses sur seize en 1998, ce qui lui permet de devenir champion du monde. Mika Häkkinen commence brillamment la saison au volant d'une McLaren dominatrice en remportant quatre des six premiers Grands Prix. Michael Schumacher répond présent avec six victoires, David Coulthard et Damon Hill se contentant de quelques miettes. À la suite du changement de la réglementation, la saison a vu un spectaculaire changement d'apparence des Formule 1 dont la largeur est réduite, tandis que les pneus slicks sont interdits et cèdent la place à des gommes rainurées pour ralentir les vitesses de passage en courbe.
La saison 1999 est aussi satisfaisante pour Mika Häkkinen que la précédente puisqu'il décroche un deuxième titre mondial. Le Finlandais a certes profité de la blessure de Michael Schumacher lors du Grand Prix de Grande-Bretagne où il se brise une jambe à la suite d'une sortie de piste, mais il a dû faire face à la résistance de l'autre pilote Ferrari, Eddie Irvine. Häkkinen signe cinq succès dans la saison, Irvine le talonne avec quatre tandis que Schumacher, malgré son indisponibilité pour de nombreux Grands Prix réussit à gagner par deux fois, comme Coulthard. Jordan Grand Prix réalise la meilleure saison de sa carrière avec deux victoires d'Heinz-Harald Frentzen, et Stewart. Sepang, en Malaisie, inaugure la vague des circuits exotiques et ultra-modernes. Constatant la stagnation de ses audiences sur ses terres historiques européennes et bridée par les législations concernant la publicité sur le tabac et l'alcool, la Formule 1 cherche de nouveaux marchés en Orient et Extrême-Orient : la Chine, Bahreïn et la Turquie suivront dans les années à venir.

### Années Ferrari - Schumacher (2000-2004)

#### Saisons 2000-2001

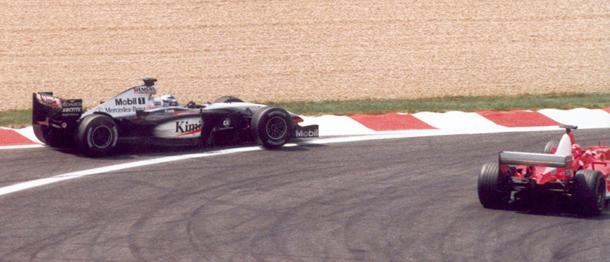
Grand Prix de France 2002 : Michael Schumacher déborde Kimi Räikkönen et décroche le titre

En 2000, Michael Schumacher entame remarquablement la saison par trois victoires consécutives, mais les McLaren, après un début de saison raté (deux abandons lors des deux premières courses pour le champion en titre), retrouvent rapidement leur compétitivité : Häkkinen et Coulthard gagnent respectivement quatre et trois courses. Le duel pour le titre entre Schumacher et Häkkinen connaît son point d'orgue au Grand Prix de Belgique avec un dépassement de Häkkinen sur son rival allemand à quelques tours de l'arrivée, au prix d'une manœuvre à haut risque. Cependant, un abandon malheureux au Grand Prix des États-Unis (où la Formule 1 fait son retour après neuf ans d'absence, sur l'Indianapolis Motor Speedway) alors qu'il compte deux points d'avance sur Schumacher au championnat, relègue le Finlandais à huit points de l'Allemand alors qu'il ne reste que deux Grands Prix à disputer.
Le Grand Prix du Japon, extrêmement tendu entre les deux protagonistes, voit Schumacher remporter la victoire sur le fil, Häkkinen se contentant du titre de vice-champion. Michael Schumacher, avec quatre succès lors des dernières courses, est enfin champion avec la Scuderia Ferrari qui renoue avec le titre mondial des pilotes qui lui échappait depuis 1979. Au championnat constructeurs, McLaren et Ferrari, séparément, marquent plus de points que toutes les autres écuries réunies. Rubens Barrichello remporte enfin son premier Grand Prix après 124 départs (record battu depuis 2009 par Mark Webber).
La saison 2001 voit l'anti-patinage faire officiellement sa réapparition après sept années d'interdiction, la FIA reconnaissant ainsi implicitement son impuissance à contrôler son interdiction. David Coulthard prend la mesure de Mika Häkkinen sur le point de mettre un terme à sa carrière en Formule 1 mais, compte tenu de la baisse de forme de McLaren, n'est pas en mesure de lutter avec Schumacher au championnat. Il termine vice-champion du monde, le meilleur résultat de sa carrière. Trois pilotes prometteurs font leurs débuts dans la discipline reine, Kimi Räikkönen, Fernando Alonso et Juan Pablo Montoya qui débute dans l'écurie Williams désormais motorisée par BMW et se met en évidence dès le troisième Grand Prix de la saison, au Brésil, en réussissant un dépassement spectaculaire sur Schumacher. Lors des courses qui suivent, Montoya peine à confirmer ses belles dispositions et est dominé par son coéquipier Ralf Schumacher qui remporte son premier Grand Prix à Imola et récidive au Canada et en Allemagne. Montoya décroche son premier succès en septembre au Grand Prix d'Italie. Coulthard et Häkkinen remportent deux victoires chacun, loin des neuf succès de Schumacher et de Ferrari qui gagnent les deux titres mondiaux. Au Grand Prix de Belgique, Michael Schumacher signe son cinquante-deuxième succès et bat le record d'Alain Prost établi en 1993.

#### Saisons 2002-2004

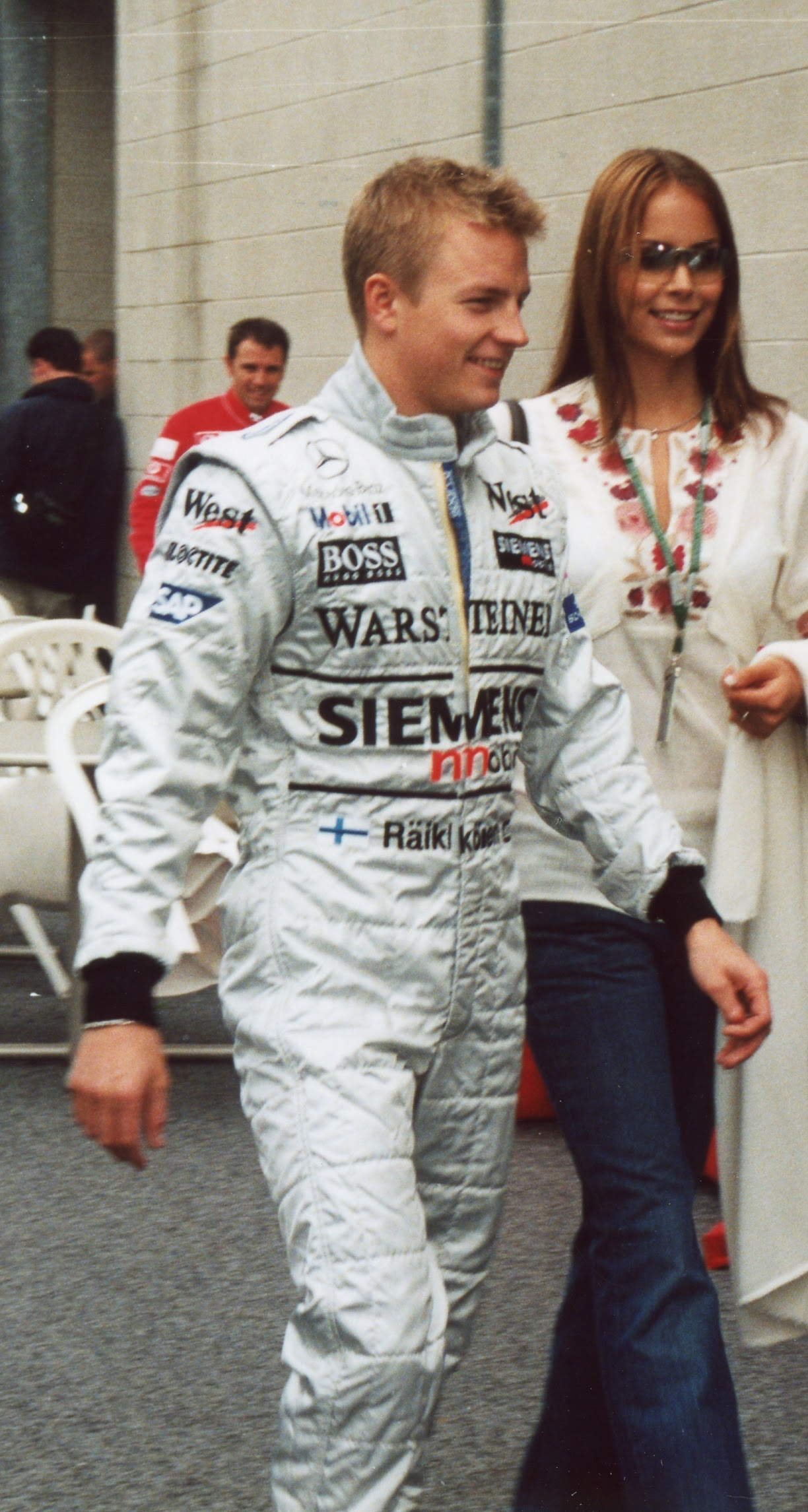
Kimi Räikkönen en 2002

En 2002, Kimi Räikkönen remplace Mika Häkkinen chez McLaren et Renault fait officiellement son retour. Le scénario de la saison écoulée se répète avec onze victoires de Michael Schumacher et un titre acquis dès le Grand Prix de France, disputé au mois de juillet. Jamais un pilote n'avait été sacré aussi tôt dans la saison et Schumacher et Ferrari battent le record de points marqués (144 pour le pilote et 221 pour l'écurie). En écrasant la compétition (Schumacher termine l'année avec 67 points d'avance sur le second, son coéquipier Barrichello tandis que la Scuderia inscrit 129 points de plus que son dauphin Williams), et en ayant recours de manière parfois outrancière aux consignes de course, la Scuderia suscite des réactions hostiles à son égard, notamment après le Grand Prix d'Autriche où Barrichello, qui a mené la course de bout en bout, cède la victoire à Schumacher tandis que le grand public et les médias stigmatisent de plus en plus la baisse du spectacle offert par la Formule 1. Au Grand Prix des États-Unis 2002, alors que les Ferrari dominent largement la course, Michael Schumacher leader depuis le départ, ralentit dans la ligne droite des stands pour, selon ses termes, franchir la ligne d'arrivée aux côtés de son coéquipier Rubens Barrichello, comme cela se fait parfois dans les courses d'endurance, sans qu'aucune consigne n'ait été donnée par son stand. Barrichello croit que son équipier lui offre la victoire, franchit le premier la ligne d'arrivée et remporte du même coup l'épreuve : le public américain clame son incompréhension, les pilotes sont sifflés dans leur tour d'honneur puis sur le podium, les directeurs d'écuries et Bernie Ecclestone sont scandalisés par cette arrivée incompréhensible. Williams-BMW termine deuxième du championnat constructeur avec une victoire, devant McLaren-Mercedes, troisième avec une victoire également.

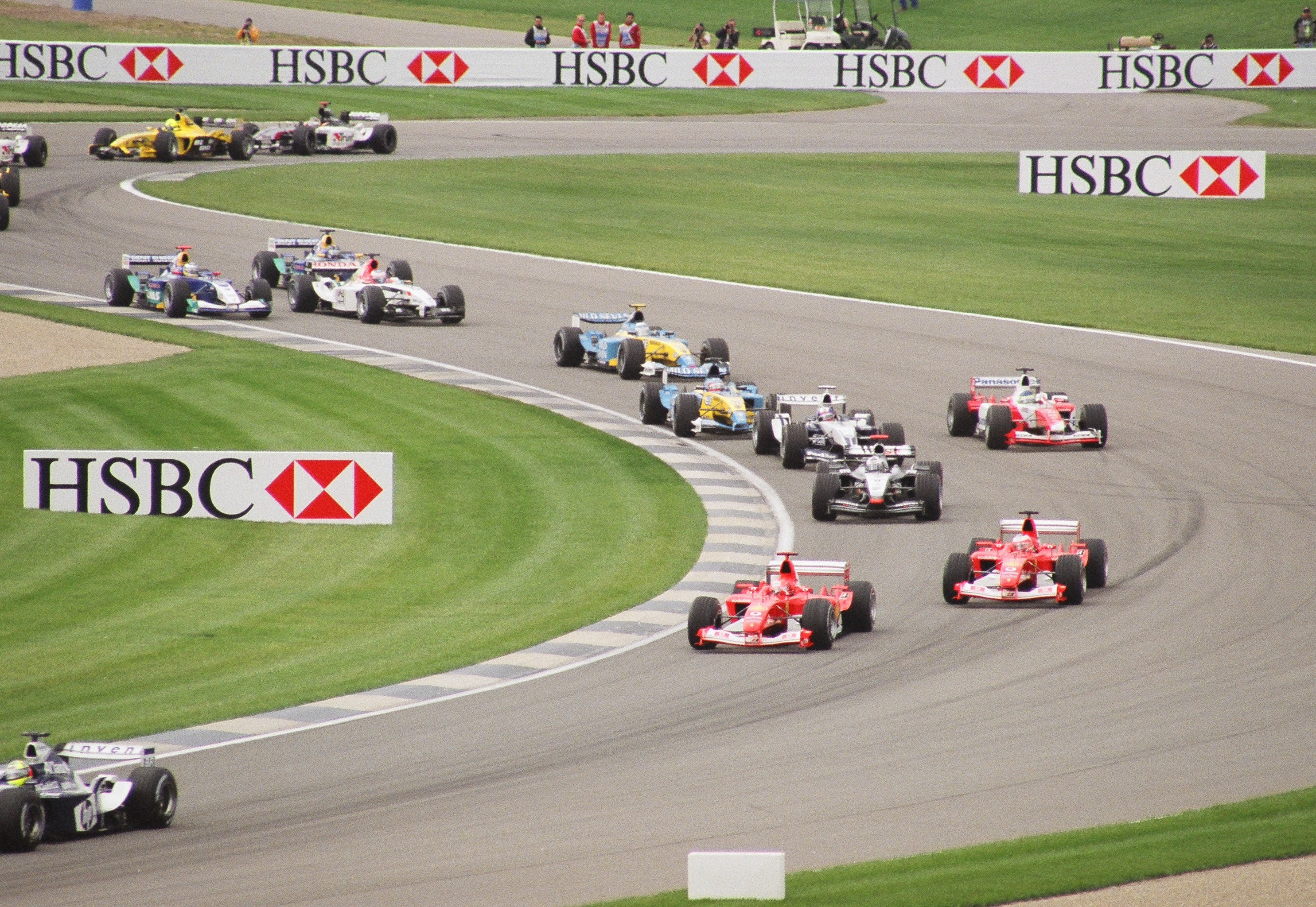
Un championnat plus disputé ?

En 2003, la FIA change le barème des points pour prévenir le risque de désaffection du public. Davantage de pilotes sont récompensés, la deuxième place valant huit points au lieu de six et les écarts entre les premiers sont réduits avec seulement deux points et non plus quatre entre la première et la deuxième place. Ce changement vise à mettre fin à une forte domination de Ferrari et de son premier pilote. Le système de qualification est également réformé, chaque pilote jouant désormais sa place sur la grille sur un seul tour avec un ordre de passage prédéterminé. Le championnat offre un beau suspense, plus dû toutefois à la montée en puissance des équipes chaussées de pneumatiques Michelin qu'aux nouveaux règlements. Les quatre premières courses connaissent quatre vainqueurs différents et Schumacher doit attendre l'Europe pour s'imposer. Fernando Alonso, qui vient d'intégrer Renault, se montre rapidement performant et, dès la deuxième manche de la saison, au Grand Prix de Malaisie, monte sur son premier podium après avoir décroché la pole position : il devient le plus jeune poleman de l'histoire de la Formule 1 devant Rubens Barrichello. Il confirme en Hongrie où il remporte son premier Grand Prix et bat le record de précocité de Bruce McLaren établi en 1959. Il terminera la saison à la sixième place du classement général, avec cinquante-cinq points, Michael Schumacher devançant finalement Kimi Räikkönen de deux points et Juan Pablo Montoya (Williams-BMW) de onze. Cinq écuries ont remporté une course, McLaren termine troisième constructeur de la saison à seize points de Ferrari et deux de Williams.
En 2004, Schumacher et Ferrari dominent le championnat dans des proportions similaires à celles de la saison 2002. Ils pulvérisent leurs propres records avec 148 points pour Schumacher (4 de plus qu'en 2002), et 262 points pour la Scuderia Ferrari (41 de plus qu'en 2002) qui relègue son dauphin BAR à 143 longueurs et Renault, troisième avec 157 points de retard. Schumacher remporte treize victoires dans la saison et bat son propre record de onze établi en 2002, dont douze lors des treize premières épreuves. Il égale, avec sept victoires consécutives du Grand Prix d'Europe au Grand Prix de Hongrie, la performance d'Alberto Ascari établie entre le Grand Prix de Belgique 1952 et le Grand Prix d'Argentine 1953. Il est sacré champion du monde pour la septième fois et porte le record de victoire en Formule 1 à quatre-vingt-trois succès. Excepté les deux pilotes Ferrari, seuls Trulli, Montoya et Räikkönen ont réussi à gagner un Grand Prix, l'Italien ouvrant enfin son compteur après 117 départs. L'ultra-domination de Schumacher et Ferrari, alors que la FIA a tout fait pour la contenir, fait vaciller petit à petit l'intérêt du public pour la discipline.

### Renault devant Ferrari (2005-2006)

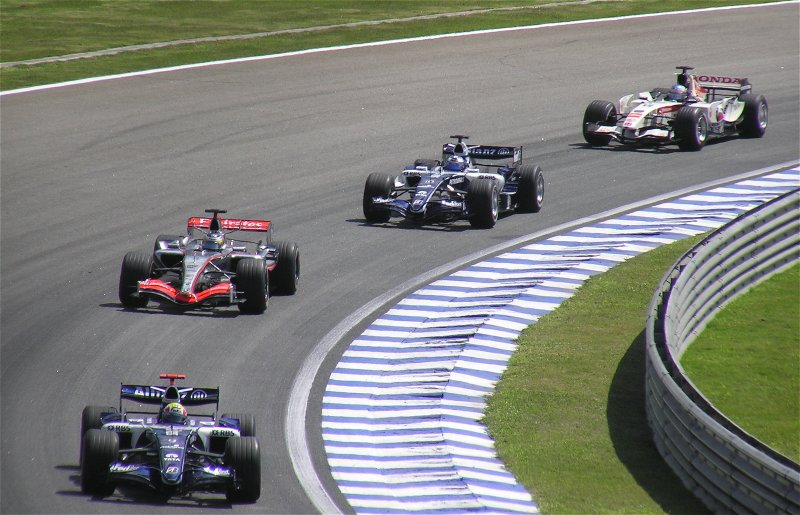
Les constructeurs s'impliquent davantage dans l'histoire récente de la Formule 1.

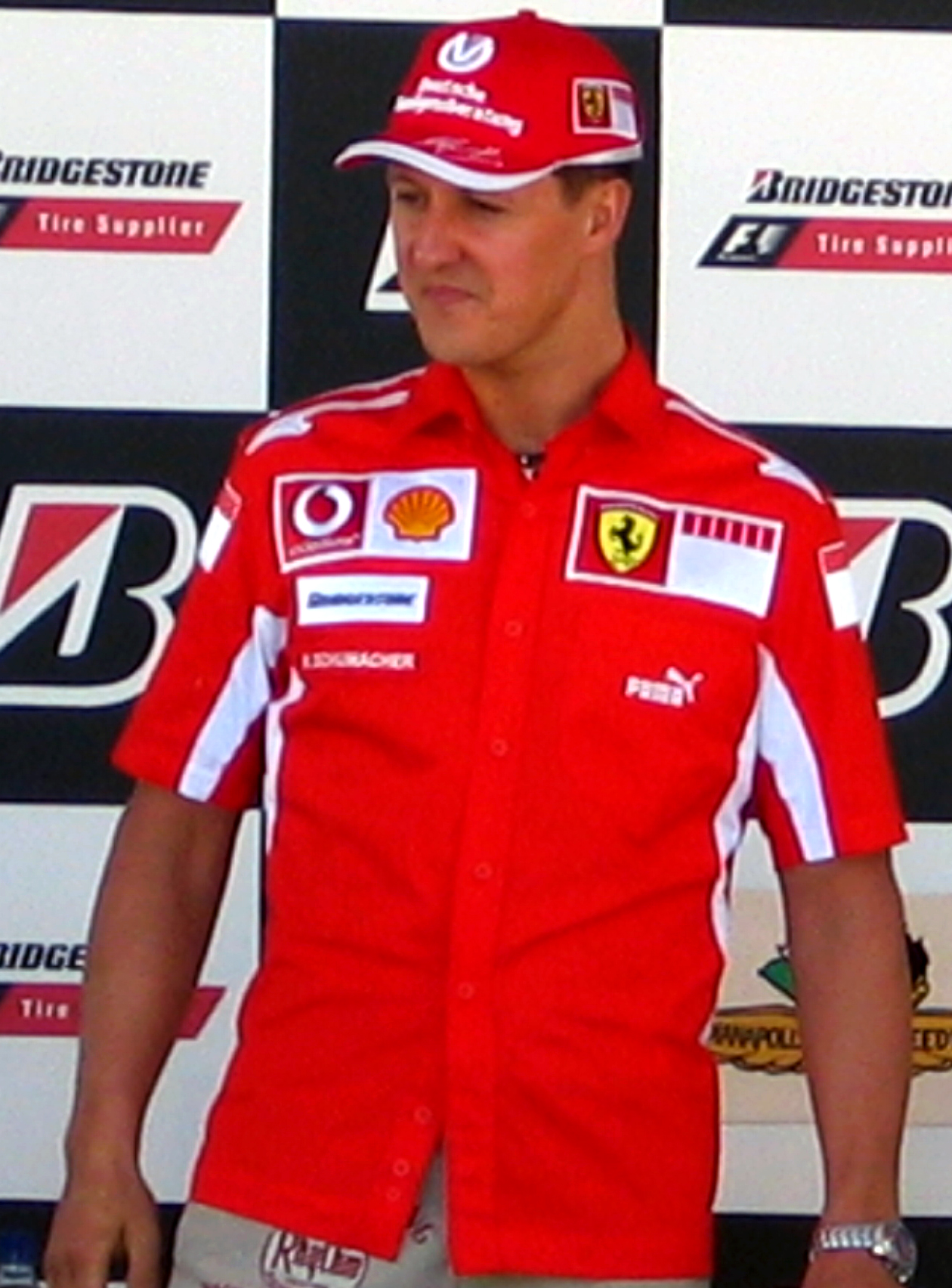
Michael Schumacher, un grand champion parti en étant encore très compétitif.

2005 marque la fin du moteur V10 en Formule 1. Après l'interdiction des moteurs turbocompressés en 1989, le V10 était devenu le standard de la Formule 1. La fédération, en prenant cette nouvelle décision réglementaire, cherche à réduire les coûts. Pendant l'ère du V10, les statistiques font apparaître une suprématie des moteurs Renault et Ferrari. Renault remporte en effet six titres constructeurs et cinq pilotes de 1992 à 1997 (avec Williams et Benetton), avant de réaliser un doublé en 2005 avec une voiture 100 % Renault. Ferrari a pour sa part remporté six titres constructeurs et pilotes de 1999 à 2004. La cylindrée maximale autorisée est réduite à 2 400 cm3 et seuls les V8 sont autorisés (la nouvelle écurie Scuderia Toro Rosso obtient toutefois l'autorisation d'utiliser un V10 bridé). La nouvelle réglementation interdit également les changements de pneumatiques en course, ce qui bouleverse les rapports de force. Ferrari est à la peine et Fernando Alonso et Renault en profitent pour faire un probant début de championnat avec quatre succès en quatre courses pour le constructeur français dont trois pour le jeune Espagnol. L'écurie McLaren gagne en compétitivité au fil de la saison et remporte six des sept dernières courses. La lutte pour le titre pilote connaît son dénouement au Grand Prix du Brésil 2005 où Fernando Alonso devient le plus jeune pilote champion du monde. Le titre constructeur paraît promis à McLaren qui possède la voiture la plus performante du plateau, mais qui pêche en fiabilité. L'abandon de Juan Pablo Montoya lors du dernier Grand Prix de Shanghai illustre la saison et donne le titre à Renault. Les deux écuries ont remporté toutes les courses sauf une. La guerre des pneumatiques est la cause d'un spectacle navrant à Indianapolis où, à la suite du forfait collectif des équipes chaussées de pneus Michelin pour cause de sécurité, seulement six voitures équipées de Bridgestone s'alignent sur la grille de départ et Ferrari remporte son seul succès, peu probant, de la saison. À la suite de l'arrivée massive des grands constructeurs et à l'envolée des coûts, les écuries indépendantes disparaissent les unes après les autres : en septembre 2005 la Scuderia Minardi est rachetée par Red Bull et devient la Scuderia Toro Rosso. Jordan Grand Prix disparaît pour devenir Midland F1 Racing et BMW prend le contrôle de Sauber qui deviendra bientôt BMW Sauber. Williams, au contraire, rompt son partenariat avec BMW et conserve son indépendance, synonyme désormais de risques financiers et techniques. En 2006, suivant cette tendance de forte implication des constructeurs automobiles, Honda prendra le contrôle total de BAR. Toyota, apparu en 2002, réussit en 2005 sa meilleure performance avec une quatrième place.
En 2006, la FIA annonce qu'à compter de 2008, il n'y aura plus qu'un seul fournisseur de pneumatiques, dans le double but de limiter les dépenses des écuries et de niveler le niveau entre les équipes. Michelin, qui ne souhaite pas équiper l'ensemble du plateau et dont l'engagement en Formule 1 reposait sur une concurrence sportive avec Bridgestone, annonce son retrait à l'issue de la saison. Toujours dans le domaine des pneumatiques, et afin de renforcer la sécurité, la FIA autorise à nouveau les changements de gommes en cours d'épreuve. Renault et Fernando Alonso mènent vite les deux championnats. Le champion du monde termine sur le podium lors des neuf premières courses (six victoires, dont quatre consécutives et trois deuxièmes places) et son coéquipier Giancarlo Fisichella remporte sa troisième course en Malaisie. Si Michael Schumacher gagne sept courses, il ne peut empêcher le jeune Espagnol d'être à nouveau couronné, tout comme Renault. Jenson Button et Felipe Massa obtiennent tous deux le premier succès de leur carrière tandis que le débutant polonais Robert Kubica, sur BMW Sauber décroche son premier podium pour sa troisième course. Le fait majeur de la fin de saison est l'annonce du retrait de Michael Schumacher. Il tentera de partir sur un nouveau sacre et le championnat des pilotes restera indécis jusqu'à la dernière course, remportée par Felipe Massa (Ferrari) qui devient le premier Brésilien depuis Ayrton Senna en 1993, à remporter son Grand Prix national, Schumacher offrant un magnifique spectacle par sa formidable remontée après une crevaison en début de course.

## Nouvelle réglementation: coût moindre et spectacle accru (depuis 2007)

### Renouveau (2007-2008)

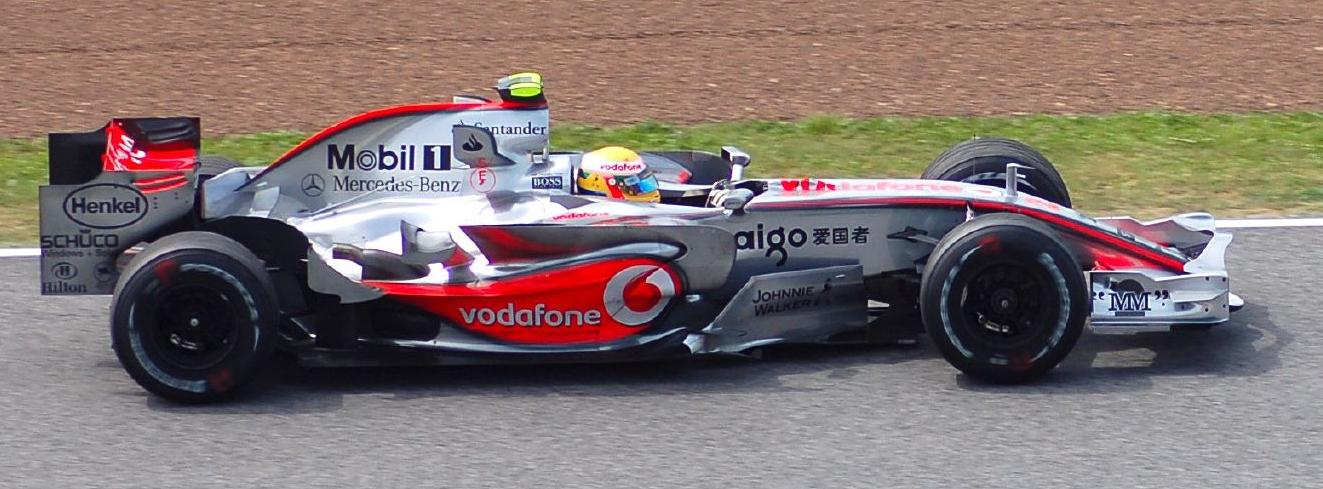
Lewis Hamilton au volant de la MP4-22 lors du Grand Prix automobile d'Espagne 2007.

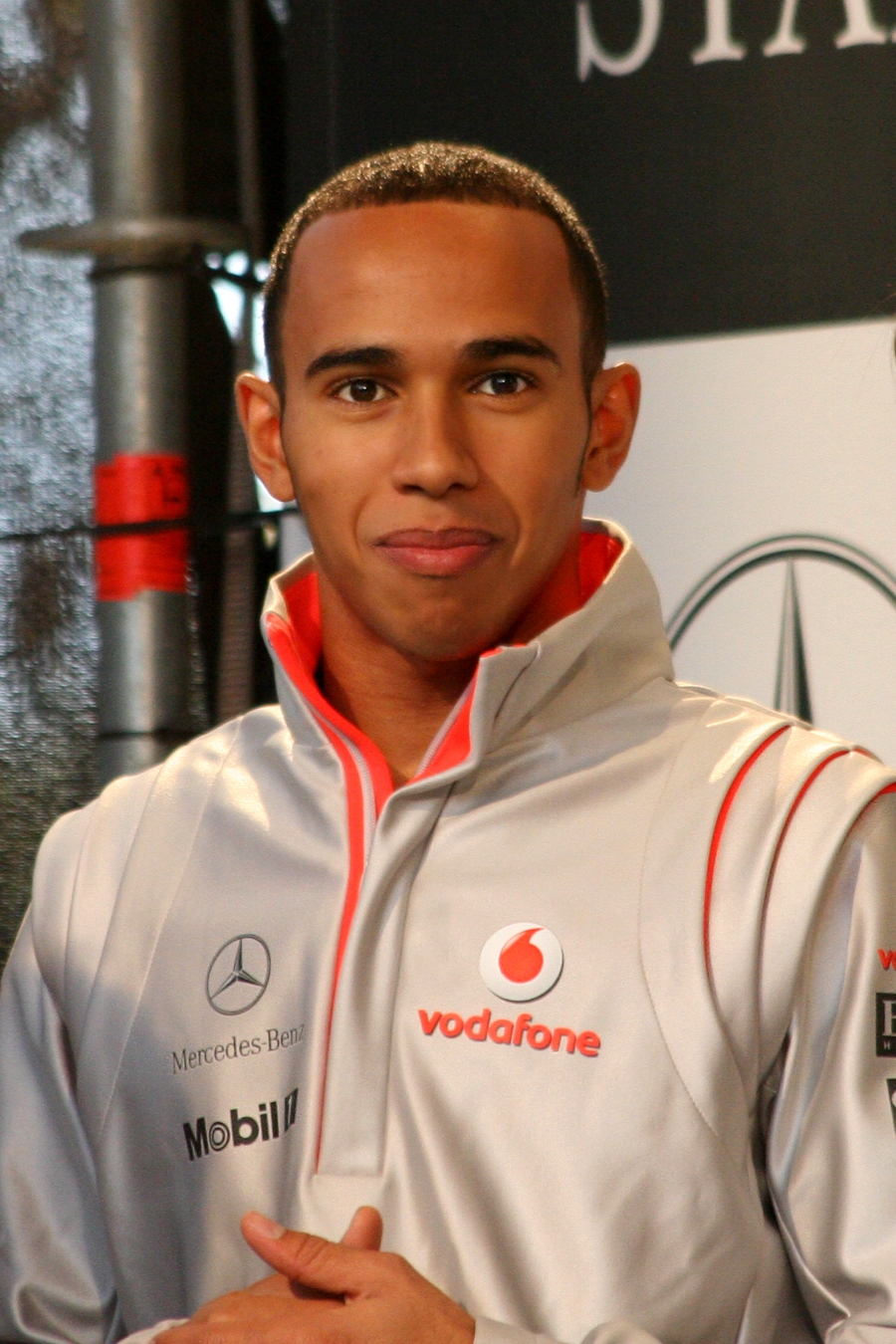
Lewis Hamilton champion du monde 2008.

Les cartes sont redistribuées en 2007 avec les transferts de Kimi Räikkönen de McLaren vers Ferrari et de Fernando Alonso de Renault vers McLaren, les retraits de Michael Schumacher, Jacques Villeneuve et Juan Pablo Montoya et les débuts de Lewis Hamilton et Heikki Kovalainen. Fernando Alonso est le seul champion du monde encore en activité. À l'issue du troisième Grand Prix de la saison à Bahreïn, les trois pilotes en tête du championnat (Alonso, Räikkönen et Hamilton) totalisent le même nombre de points, situation qui ne s'est produite qu'en une seule autre occasion, à l'issue des 500 miles d'Indianapolis 1950 avec Giuseppe Farina, Juan Manuel Fangio et Johnnie Parsons. À l'issue du Grand Prix de France 2007, les quatre pilotes en tête du Championnat du monde (Hamilton, Alonso, Massa et Räikkönen) se sont équitablement partagés les victoires, chacun ayant remporté deux des huit épreuves disputées : le championnat apparaît très équilibré et disputé. Une affaire d'espionnage à l'encontre de Ferrari le brouille alors et conduit à la disqualification de McLaren dans la course au titre constructeur.
À l'issue de l'ultime épreuve de la saison, au Brésil, les deux pilotes Ferrari et les deux pilotes McLaren ont accaparé toutes les pole positions (six pour Massa et Hamilton, trois pour Räikkönen et deux pour Alonso), toutes les victoires (six pour Räikkönen, quatre pour Hamilton et Alonso, trois pour Massa), tous les meilleurs tours en course (six pour Massa et Räikkönen, trois pour Alonso et deux pour Hamilton). Le pilote Ferrari, Kimi Räikkönen, pourtant troisième du championnat derrière les deux pilotes McLaren Fernando Alonso et Lewis Hamilton avant la dernière épreuve, décroche son premier titre de champion du monde avec cent dix points, soit seulement un point de mieux qu' Hamilton et Alonso. Hamilton devient le premier pilote de l'histoire à monter sur le podium lors de ses neuf premières courses en championnat du monde. La jeunesse est à l'honneur cette saison puisque Sebastian Vettel devient, à seulement 19 ans, 11 mois et 14 jours, le plus jeune pilote de l'histoire de la Formule 1 à inscrire un point et que Markus Winkelhock réussit la performance de mener la course pour son premier et unique Grand Prix, tandis que Rubens Barrichello, le pilote le plus expérimenté et le plus capé du plateau en début de saison (deux cent trente-cinq courses disputées et cinq cent dix-neuf points inscrits) ne marque, pour la première fois de sa carrière, aucun point au championnat.
En 2008, la FIA impose un boîtier électronique unique et standardisé à toutes les voitures du plateau et interdit à nouveau l'antipatinage (le boîtier standard permet désormais d'éviter les tricheries en la matière) de même que l'ABS.
Fernando Alonso, après une saison cauchemardesque sur le plan relationnel chez McLaren fait son retour chez Renault où il échange son baquet avec Heikki Kovalainen. À l'issue du septième Grand Prix de la saison (Canada), les quatre pilotes en tête du championnat, Robert Kubica, Lewis Hamilton, Felipe Massa et Kimi Räikkönen se sont équitablement partagés les victoires, chacun ayant remporté deux des sept épreuves disputées (une seule, sa première en championnat du monde, pour Kubica), le pilote polonais est le plus régulier (six fois dans les points avec une quatrième place au pire) et occupe la première position, moins de dix points (une victoire) les séparent. Le championnat est équilibré et disputé. Renault remporte même deux Grand Prix et l'écurie Toro Rosso un avec la confirmation du talent de Sebastian Vettel, qui remporte son premier succès. Avant l'ultime épreuve de la saison, le Grand Prix du Brésil 2008, le pilote Ferrari Felipe Massa et le pilote McLaren Lewis Hamilton ont remporté cinq victoires chacun. Toutefois, Lewis Hamilton est en tête et n'a besoin que d'une cinquième place si Felipe Massa remporte ce Grand prix. Le Britannique est sacré champion du monde, avec un final haletant.

### Nouvelles règlementations, nouvelle hiérarchie (2009-2011)

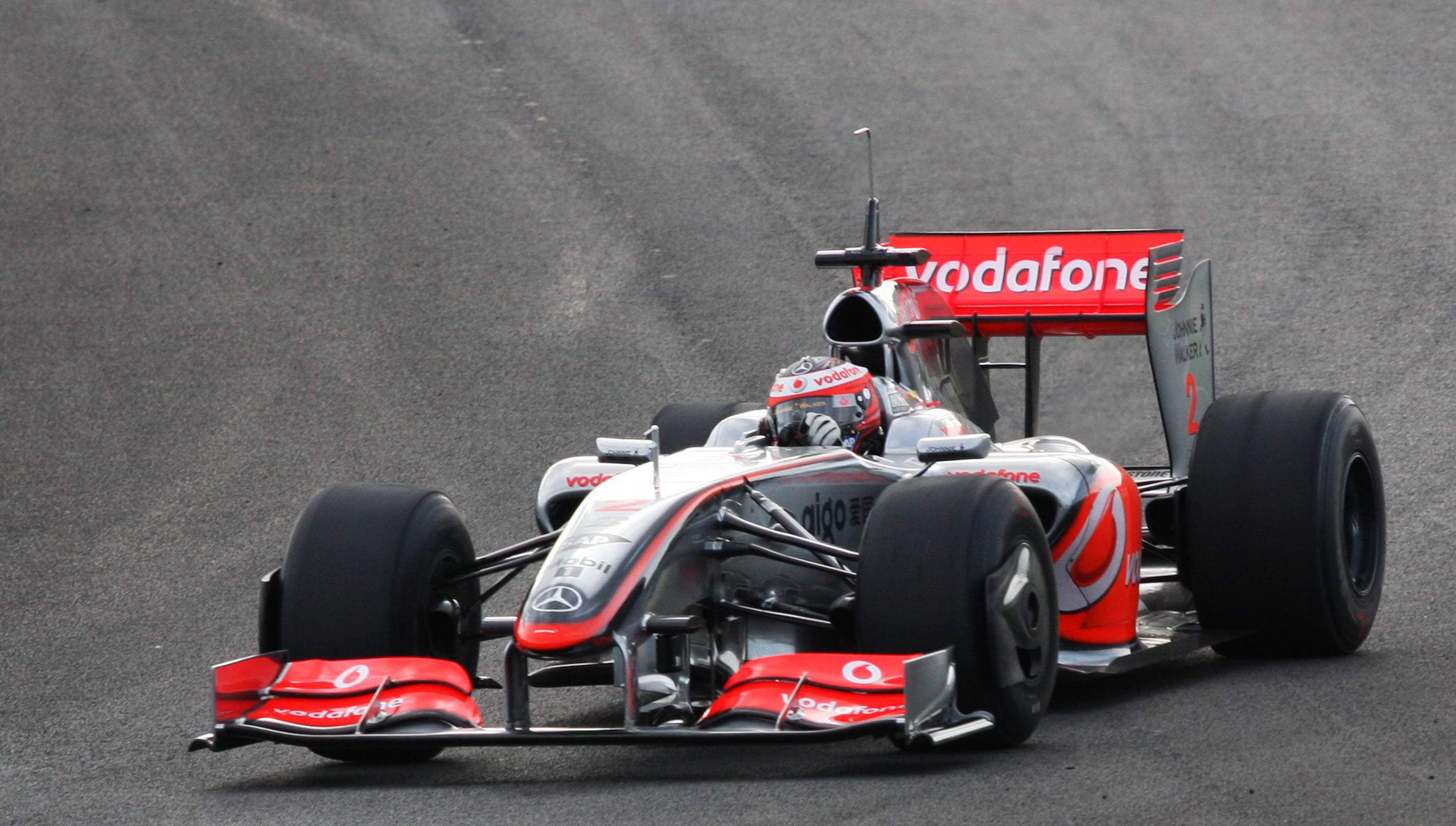
La McLaren MP4-24 illustre les profonds changements aérodynamiques imposés par le règlement 2009.

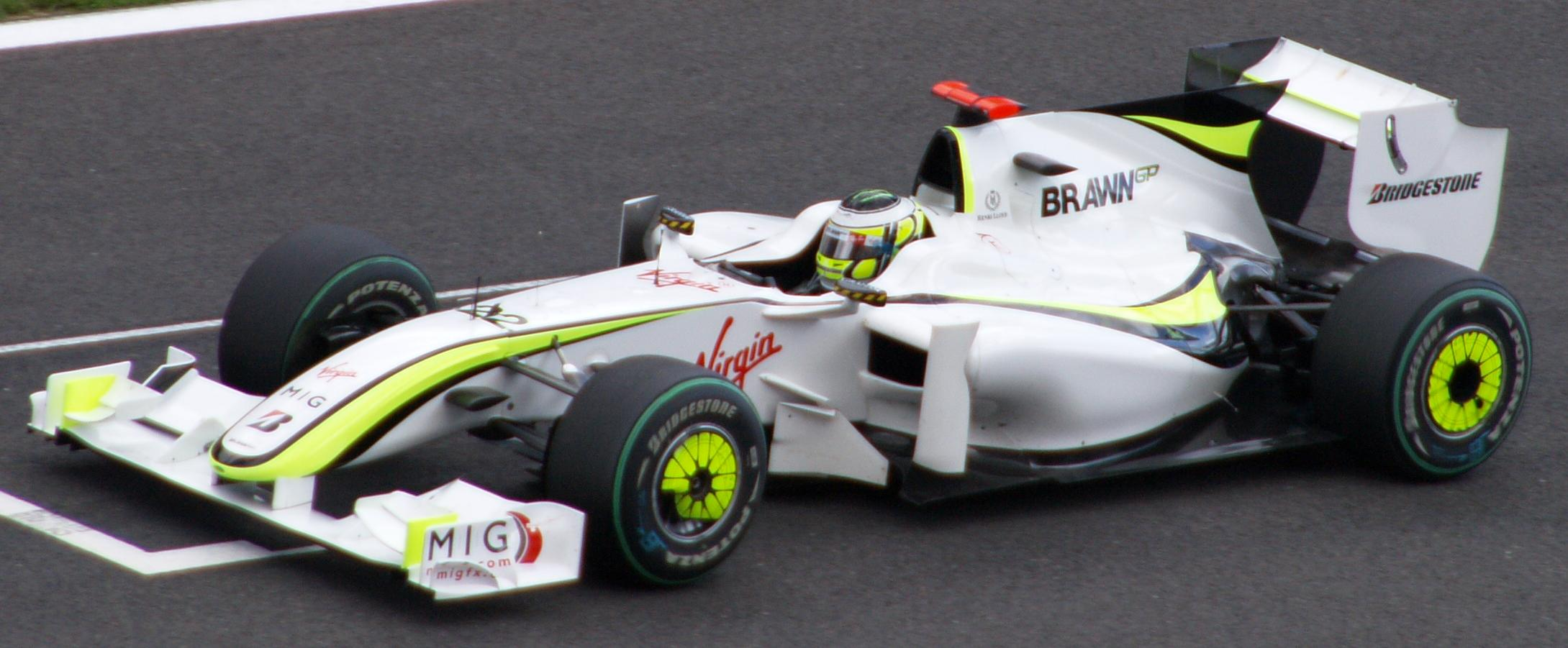
La Brawn BGP001 avec son aileron avant large et son aileron arrière haut et étroit.

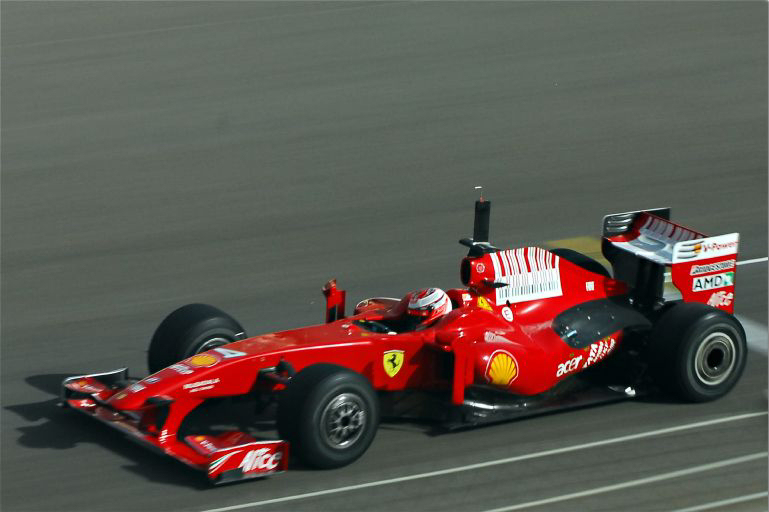
La Ferrari F60 chaussée de pneus slick imposés par le règlement 2009.

En 2009, les règlements technique et sportif sont profondément revus afin de relancer le spectacle et remettre en cause la hiérarchie, comme en 1994, 1998 ou 2005. L'aérodynamique des monoplaces est radicalement modifiée avec l'adoption d'un aileron avant élargi et muni d'un volet réglable par le pilote à raison de deux fois par tour. L'aileron arrière est désormais plus haut et plus étroit, l'extracteur-diffuseur est ramené au niveau de l'axe des roues et tous les appendices aérodynamiques disposés sur la carrosserie sont interdits. Pour compenser cette perte aérodynamique, les pneumatiques slick, évincés à l'issue de la saison 1999 font leur retour. Enfin, la dernière innovation importante du règlement est la possibilité d'installer dans les monoplaces un Système de récupération de l'énergie cinétique au freinage. Ce système peut emmagasiner 60 kW par tour et les restituer à la demande pendant un maximum de six secondes, ce qui correspond à un afflux instantané de puissance de l'ordre 80 chevaux supplémentaires à pleine charge.
La disparition, en quelques mois en 2008, des écuries Super Aguri F1 et Honda Racing F1 Team ainsi que le retrait de nombreux sponsors amène les instances dirigeantes de la discipline à prendre des mesures pour réduire les coûts d'exploitation et de développement. Chaque écurie ne dispose plus que de huit moteurs par saison et par pilote et les essais privés sont interdits pendant toute la saison et limités à quinze mille kilomètres à l'inter-saison. Les souffleries aérodynamiques ne peuvent plus être utilisées plus de quarante heures par semaine.
Le début de saison montre très vite que la nouvelle règlementation a bouleversé la hiérarchie en place. Brawn GP Formula One Team (l'ex-écurie Honda rachetée par Ross Brawn peu avant le début de la saison) et Red Bull Racing, neuvième et septième du championnat précédent dominent le début de saison grâce à une lecture fine du règlement qui leur a permis de tenter des innovations techniques payantes en matière de performances, tandis que Ferrari et McLaren connaissent de grandes difficultés en tentant de mettre au point leur SREC. Jenson Button remporte six des sept premières courses et Sebastian Vettel remporte le Grand Prix de Chine. En seconde partie de saison, Button ne remporte aucune course mais son coéquipier Rubens Barrichello signe deux succès, de même que Mark Webber, coéquipier de Vettel qui remporte trois nouvelles épreuves. Les McLaren et Ferrari ne signent que trois victoires dans la saison. Button et son écurie Brawn GP décrochent les deux titres en jeu devant Vettel et son écurie Red Bull.
La réduction des coûts initiée en 2009 n'est pas suffisante pour Max Mosley qui veut imposer aux écuries un plafonnement des budgets à 45 millions de dollars dès 2010 et augmenter le nombre d'écuries, ce qui provoque un conflit FIA-FOTA. Les équipes FOTA menacent alors de se retirer et Mosley, dont le mandat touche à son terme doit abandonner l'idée du plafonnement des budgets et est poussé à ne pas se représenter. Il est remplacé à la tête de la FIA par Jean Todt.
Alors que BMW Sauber et Toyota quittent la discipline et que Renault se désengage progressivement de Renault F1 Team, de nouvelles écuries sont admises pour 2010 : Virgin Racing, Campos Grand Prix, USF1 (dont la monoplace ne serait jamais engagé en course) et Lotus F1 Team. Sauber fait son retour à la suite du rachat de BMW Sauber et Mercedes-Benz rachète Brawn GP, renommée Mercedes Grand Prix. Pour limiter les coûts et augmenter le spectacle sur la piste, les ravitaillements en carburant réintroduits en 1994 sont interdits et un nouveau barème d'attribution des points est instauré (les 10 premiers marquent et la victoire rapporte 25 points). L'année 2010 voit également le retour en championnat du septuple champion du monde Michael Schumacher avec Mercedes, alors âgé de 41 ans, et de Pedro de la Rosa avec BMW Sauber, ces deux pilotes n'avaient plus couru depuis 2006. Felipe Massa est également de retour après son accident en 2009, toujours au volant de la Ferrari. Kimi Räikkönen décide quant à lui de quitter la F1 et de s'engager en WRC.
Parmi les transferts notables d'intersaison, le champion du monde en titre Jenson Button rejoint McLaren Racing. Fernando Alonso quitte Renault et s'engage avec Ferrari, Rubens Barrichello rejoint Williams F1 Team, Robert Kubica rejoint Renault F1 Team et Nico Rosberg signe chez Mercedes. Le neveu d'Ayrton Senna, Bruno, ramène le célèbre nom de famille brésilien en F1 en s'engageant avec HRT.
McLaren met sur sa monoplace, le F-Duct, Red Bull crée le diffuseur soufflé et la hiérarchie change de nouveau. Trois écuries, Red Bull Racing, McLaren-Mercedes et Ferrari luttent pour le championnat avec comme pilotes Sebastian Vettel, Mark Webber Lewis Hamilton, Jenson Button et Fernando Alonso. Renault F1 Team et Mercedes Grand Prix jouent quant à eux le rôle des outsiders et décrochent plusieurs podiums. Red Bull collectionne les pole positions et dispose de la voiture la plus performante du plateau bien que des problèmes de fiabilité compromettent à plusieurs reprises la victoire, comme à Bahrein ou en Corée. Les victoires se partagent entre ces 5 pilotes, et il faut attendre le Grand Prix d'Abou Dabi, dernière manche de la saison, pour attribuer le titre des pilotes à Vettel, qui devient par la même occasion le plus jeune champion du monde de l'histoire, battant ainsi le record détenu par Fernando Alonso en 2005. Le retour du "Baron rouge" est finalement un échec, puisque Schumacher finit à la 9e place finale, inscrivant la moitié des points de son équipier Nico Rosberg, auteur de 3 podiums. Du côté des nouvelles équipes, même si aucune ne marque de point, la meilleure est Lotus F1 Racing, grâce à un duo solide de pilotes. HRT et Virgin Racing sont les petits poucets de la saison et ferment la marche.
En 2011, plusieurs changements de noms sont à souligner : Renault F1 Team devient Lotus Renault GP, BMW Sauber F1 Team devient Sauber et Lotus F1 Racing devient Team Lotus. Le système du KERS fait son retour après une année d'absence, tandis que le DRS (aileron arrière mobile) est instauré. La règle des 107 % est rétablie, tandis que Pirelli remplace Bridgestone en tant que manufacturier unique. L'intersaison est également marquée par le grave accident de Robert Kubica en Italie, qui disputait une course de rallye. Le polonais est gravement blessé à la main et à la jambe notamment, et ne peut disputer la saison. Éric Boullier fait alors appel à l'expérimenté Nick Heidfeld pour le remplacer chez Lotus Renault. Après 6 ans d'absence en Formule 1, Narain Karthikeyan effectue son retour avec HRT.
Le Grand Prix de Bahrein, manche inaugurale de la saison qui devait se dérouler le 13 mars 2011 est, dans un premier temps, annulé le 21 février 2011 en raison de l'instabilité politique frappant le petit royaume depuis quelques mois. Le 3 juin 2011, la course est reportée au 30 octobre à la place du Grand Prix d'Inde, mais est finalement annulée une semaine plus tard. Le championnat commence donc le 29 mars 2011 à Melbourne en Australie. Les Red Bull RB7 de Vettel et de Webber se montrent particulièrement dominatrices et l'Allemand remporte 5 des 6 premiers Grands Prix de la saison, étant seulement battu en Chine par Lewis Hamilton. La manche monégasque est marquée par le grave accident de Sergio Pérez, forfait pour la course, et le carambolage impliquant Vitaly Petrov et Jaime Alguersuari. Lors du Grand Prix du Canada, les conditions météo sont particulièrement délicates. Un drapeau rouge cause une interruption de course de 2 heures, et Jenson Button parvient à remporter une course incroyable et s'emparant de la tête dans le dernier tour, au profit de Sebastian Vettel. Après cette course, une nouvelle règle apparaît : un Grand Prix ne doit dépasser plus de 4 heures. La suite de la saison n'est qu'une promenade de santé pour Vettel, qui remporte 11 courses sur 19 et est titré dès le Grand Prix du Japon. Red Bull Racing réalise l'exploit de signer 18 pôles sur 19 possibles, tandis que l'écurie historique Williams F1 Team subit une saison chaotique en inscrivant 5 points. Des pointures telles que Rubens Barrichello, Jarno Trulli ou encore Nick Heidfeld partent à la retraite en fin de saison.

### Confirmation de Vettel et de Red Bull (2012-2013)
En 2012, l'interdiction des « diffuseurs soufflés », système utilisant les gaz d'échappement pour augmenter l'appui du train arrière, notamment dans les parties lentes d'un circuit, rend les écuries encore plus proches les unes des autres. Cela se traduit par un début de saison qui voit sept vainqueurs différents (de cinq écuries différentes) lors des sept premiers Grands Prix de la saison, une situation que la Formule 1 n'avait jamais connue au cours de son histoire.

### Ère turbo et domination de Mercedes (2014-2020)

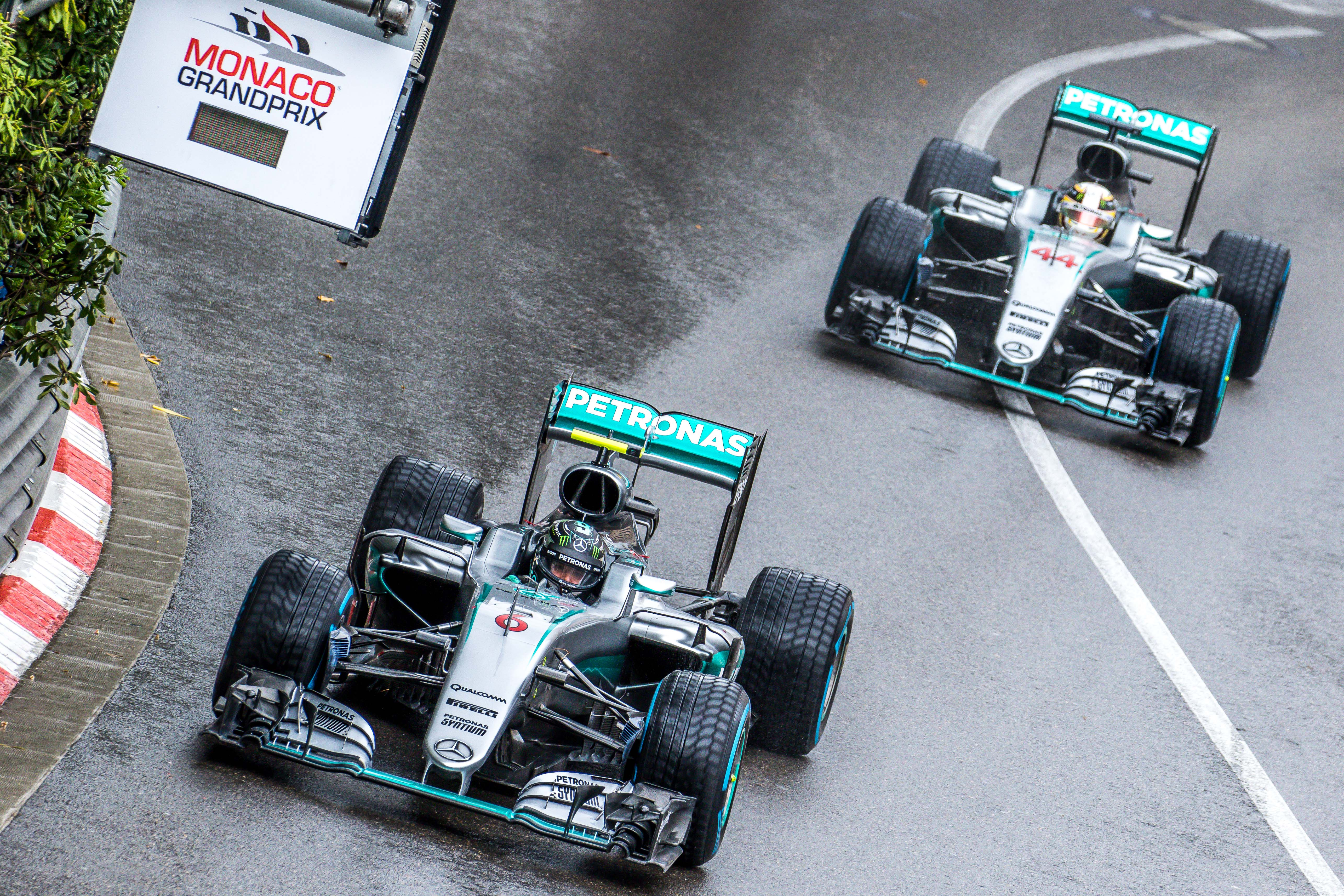
Les champions Mercedes Nico Rosberg et Lewis Hamilton, ici au Grand Prix de Monaco 2016.

En 2014, les moteurs V8 atmosphériques sont remplacés par des propulseurs V6 turbo hybrides à double système de récupération d'énergie, et c'est le début d'une ère totalement dominée par Mercedes Grand Prix, avec sept titres des constructeurs, sept championnats du monde des pilotes (Lewis Hamilton en 2014, 2015, 2017, 2018, 2019 et 2020, Nico Rosberg en 2016), cent seize victoires entre 2014 et 2021, cinquante-huit doublés, cent vingt-sept pole positions, et un record de dix-neuf victoires et vingt pole positions en une saison en 2016.
Un nouveau logo a été présenté lors de la dernière manche du championnat 2017.

### Retour de Red Bull avec Max Verstappen (2021-)
Après les sept titres consécutifs de Mercedes de 2014 à 2020, Red Bull domine la discipline à partir de 2021, grâce notamment à l'éclosion du pilote néerlandais Max Verstappen. 2021 est marqué par la confusion du dénouement du dernier Grand Prix, alors que le titre n'est pas encore attribué. En 2023, Verstappen devient triple champion au terme d'une saison où de nombreux records de domination sont battus.